# Liste des marionnettes des Guignols de l'info
 (août 2017).
- Si vous ne connaissez pas le sujet, laissez ce bandeau (vous pouvez alors contacter les auteurs).
- Si vous supprimez le contenu mis en cause (vous pouvez préalablement contacter les auteurs),

argumentez précisément cette suppression dans la page de discussion
(un manque de référence n'est pas un argument ; une recherche réelle de référence doit avoir été effectuée, être formellement documentée).
 (juin 2009).
Si vous disposez d'ouvrages ou d'articles de référence ou si vous connaissez des sites web de qualité traitant du thème abordé ici, merci de compléter l'article en donnant les références utiles à sa vérifiabilité et en les liant à la section « Notes et références ».
 (juin 2009).
Cette liste répertorie les personnages parodiés dans l'émission Les Guignols de l'info. En mars 2009, dans le cadre des festivités des 20 ans des Guignols, Canal+ revendique un nombre de 314 personnalités « guignolisées ». Dans cette liste figurent aussi des personnages dont la marionnette n'est autre que la réutilisation d'une autre précédemment utilisée pour représenter une autre personnalité.
Note : Les personnalités qui n'ont pas eu leur propre marionnette mais sont apparues sont en italique.

## Personnalités politiques

### Françaises

#### Extrême droite

##### Front national(FN)
- Bruno Gollnisch (2011) : S'est présenté à la présidence du FN en 2011.
- Étienne Bousquet-Cassagne (juin 2013) : Lors des élections législatives partielles de la 3e circonscription du Lot-et-Garonne.
- Jean-Marie Le Pen (1988-2018), imité par Yves Lecoq : Durant la période des Arènes De L'Info, il répète constamment "J'affirme que ... n'existe pas !" en référence à ses propos sur les chambres à gaz. Dans les années 1990, Jean-Marie Le Pen apparaît régulièrement sur le plateau : avant de pouvoir ouvrir la bouche, il se prend alors un coup de batte de baseball dans la figure. Les Guignols réalisèrent aussi des parodies de ses célèbres affrontements télévisuels avec Bernard Tapie : le plateau de télévision était changé en ring de combat de catch et Jean-Marie Le Pen y combattait sous le pseudonyme de « Méga Pork » (le surnom de Bernard Tapie était « Big Balls »). Plus tard, lors de la campagne pour l'élection présidentielle de 2002, la rédaction des Guignols estime que les apparitions "classiques" donnent trop d'importance à Jean-Marie Le Pen. À cette époque, lorsqu'il s'exprime et intervient en plateau, sa silhouette est brouillée de façon « cryptée » comme le système de pay-per-view de Canal+[1]. Entre 2002 et 2004, PPD remarque sa présence impromptue après les évocations de l'actualité politique et Jean-Marie Le Pen explique sa présence par une phrase laconique : « Moi ? Rien ! J'attends… ». Le gag s'est raréfié par la suite puis a été abandonné définitivement à l'arrivée de Dominique de Villepin comme Premier ministre. Le Pen apparaît quelquefois à l'époque dans des vêtements de skateboardeur ou, plus simplement, avec un skateboard[2]. La marionnette cherche à : « dé-diaboliser le FN » en voulant instaurer une image « cool et branchée » grâce à son accoutrement (ce qui incite PPD à ouvertement exprimer son inquiétude, chose rare). Lors de la succession de sa fille à la tête du FN, il la « coache » en racisme et xénophobie, l'appelant assez souvent « Marine, ma divine ! » Cette dernière, assez habituée aux frasques de son paternel, cherche avec frénésie à restreindre ses prises de paroles, principalement des blagues, envers PPD ou d'autres intervenants[3]. Par ailleurs, Jean-Marie Le Pen indique avec orgueil avoir élevé sa fille dans ce qu'il appelle : « l'Amour du Drapeau ». Il termine souvent ses phrases par "N'est-ce pas ?". En septembre 2014, le père et la fille décrivent la ville d'Henin-Beaumont telle qu'ils la gèrent[4].
- Marine Le Pen (2010-2018), imitée par Sandrine Alexi : Elle a été représentée par la même marionnette que son père ornée d'une perruque blonde jusqu'en décembre 2010. Elle a depuis sa propre marionnette. Lorsque Nicolas Sarkozy est Président de la République, elle cherche à « provoquer des scandales » avec des propos extrémistes, afin se faire parler d'elle dans les médias. Or, la marionnette n'y parvient pas du tout à l'époque puisque PPD lui rétorque être plus qu'habitué à ce genre de phrases avec le gouvernement Fillon, particulièrement avec les dires de Brice Hortefeux[5] et que ce ne sont pas des propos nouveaux. Vexée et contrariée, elle part promptement du plateau en s'adressant à son père, et se lamente : « Papa, Hortefeux, il a encore pris mes jouets ! ». Les deux marionnettes de Brice Hortefeux et de Marine Le Pen sont à cette époque représentées si semblables de caractère qu'une série de sketchs les présente tous deux avec des points communs très nets (des sous-vêtements tricolores, piquer un scandale dans un cinéma…). L'un et l'autre sont même réunis grâce à « Meetic Affinity ». Ensuite, étant coachée par son père, celui-ci cherche à la soutenir après ses déconvenues verbales face à PPD. Pour ce faire, il invite sa fille à un thé ou une soirée crêpes avec une personnalité ayant fait scandale publiquement quant à des propos extrémistes : Éric Zemmour, Fernand Duchaussoy[6]… Elle promet ensuite qu'elle supprimera tout ce qui gêne les Français, quoi que ce puisse être, comme le tartre des machines à laver, car « c'est dit dans son programme », ce qui rend celui-ci irréaliste en réalité, bien qu'elle s'en défende[7].
- Marion Maréchal-Le Pen (2012, 2015-2018) : Juvénile adolescente qui aime beaucoup se moquer de son grand-père lors des repas de famille[8]. Elle est surnommée par son grand-père "Marion, ma passion !". En 2015, elle est montrée avec son grand-père dans une parodie de Mistral gagnant de Renaud intitulé Front National Gagnant. Elle disparait des guignols après avoir dit en chantant à sa tante et son grand-père: "mes chers parents j'me casse", parodiant la chanson Je vole de Michel Sardou.

##### Mouvement national républicain(MNR)
- Bruno Mégret (1996 - 2002) : À l'époque de la scission du FN et de la fondation du MNR, il butait et ne parvenait pas à prononcer le mot « démocratique » lorsqu'il disait « le MNR est un parti démocratique »[9]. À son personnage s'attache également la réplique « Ayez confiance ! » qu'il prononce d'une posture et d'une voix sournoises[10].
- Catherine Mégret (1996 - 1998), imitée par Julie Bataille : Apparue lorsqu'elle était maire de Vitrolles, sa marionnette ne pouvait s'exprimer que par des borborygmes (« Gna gna gna… »)[11]. Elle est apparue en personnage de la Linea, dessinée par son mari avec le même gros nez proéminent.

#### Droite

##### RPR,UMPpuisLes Républicains
- Michèle Alliot-Marie (1999 - 2016), imitée par Sandrine Alexi : marionnette sérieuse et un peu hautaine. Elle cherche à parler distinctement mais ne fait que manier la langue de bois. À la suite de la révolte des pays arabes et les scandales la concernant, elle est présentée comme une fan inconditionnelle des dictateurs comme Ben Ali, voire l'une de leurs proches. François Fillon essayait alors de la faire taire sur le sujet avant qu'elle n'en dise trop par inadvertance : sans crier gare, il l'assommait alors avec une pelle. À la même période, elle indiquait avec réluctance « je ne peux pas répondre » lorsque PPD lui posait une question en rapport avec ces affaires, « parce que je déglutis » justifiait-elle difficilement[12].
- Fadela Amara (2007 - 2011), imitée par Sandrine Alexi : étant issue d'un milieu populaire, elle utilise un langage "racaille" (Réutilisation de la marionnette d'Arlette Laguiller).
- Roselyne Bachelot (2002 - 2016), imitée par Sandrine Alexi : Présentée comme une femme candide, limite idiote, ne sachant pas faire la part des choses et ignorant presque toujours ce qui lui arrive, ce qui la conduit très souvent à prononcer : « Ah bon ? » dès que ses actions sont décrites par PPD ou dans des reportages. Elle a souvent tendance à oublier quel est (ou a été) son poste ministériel[13]. Elle ne nie jamais les faits qui lui sont reprochés, et va même jusqu'à les raconter au lieu de les garder secrets, et ainsi elle ne comprend pas particulièrement sa bourde[13]… Cependant, lorsqu'elle y parvient, elle s'esclaffe en riant : « Oh là là, la boulette ! ». Elle a beaucoup aimé insister sur les manœuvres (prétendument) illégales de Bernard Laporte lorsque celui-ci se trouvait au gouvernement. De plus, elle a longuement prétendu que " les médecins ne connaissent rien à la santé " - comme si elle en comprenait quelque chose elle-même… -[14],[15]. Depuis que son alter-ego travaille pour D8, elle s'extasie que les traits de caractères la rendant inapte en politique ne soient pas un obstacle à une carrière audiovisuelle[16].
- Isabelle Balkany (2007 -2016), imitée par Sandrine Alexi : Elle est présentée comme une femme hautaine, colérique et mesquine. Elle est continuellement très orgueilleuse et elle ne supporte surtout pas d'être remise en cause. De fait, elle forme un tandem avec son mari puisque tous les deux cherchent à se protéger l'un l'autre de ce dont on les accuse. Elle prend ainsi continuellement son mari Patrick Balkany à témoin. Elle a de plus la certitude qu'il est dans son bon droit de mentir de manière complètement grotesque et elle ne fait que se ridiculiser alors qu'elle cherche à paraître crédible. Expression fétiche : « Cette polémique me fait bien marrer ! Mon mari (ou autre) est innocent ! Et j'ai un témoin qui peut le prouver… » Elle et son époux sont représentés dans un sketch parodiant la Cène qui prend le contre-pied de l'histoire originelle. Tous les deux affirment être des traîtres, et s'enorgueillissent.
- Patrick Balkany (2007 - 2016), imité par Yves Lecoq : Représenté constamment en compagnie de sa femme, il témoigne pour elle en confirmant systématiquement ses allégations - toutes complètement hors de propos et inutiles - Il est défaitiste quant aux découvertes qu'il fait lui-même apparaître, en rendant par exemple un photocopieur ou une machine Nespresso, croyant que ces objets volés soient recherchés alors qu'il n'en est rien. De cette manière, il est en dépeint comme un kleptomane compulsif (d'où les nombreux objets qu'il rend) et un escroc impénitent. Expression favorite (en réponse immédiate à la phrase de sa femme) : «…Oui, moi Patrick Balkany. Ma femme est innocente… » Il est également présenté comme un traître compulsif, tout autant qu'il est voleur.
- Édouard Balladur (1993 - 2015), imité par Jean-Eric Bielle puis Yves Lecoq : Grand rival de Jacques Chirac qui l'appelait « couille molle » lors de l'élection présidentielle de 1995, il a souvent été montré comme un homme de la Haute Société, parlant avec langueur et monotonie et n'ayant aucune notion de la vie réelle. Au début de sa campagne 1995, il se faisait aider par Nicolas Sarkozy, en vain, pour paraître plus moderne afin de monter dans les sondages. Dans les Guignols il vacille entre un comportement d'homme bourgeois et un comportement négligé dans son apparence et son élocution. Il prenait note des expressions prononcées par les « jeunes de banlieue ». À la suite de la révélation de l'affaire Karachi, il apparaît souvent dans un sous-marin dont on ne voit que le périscope : « Je ne vois pas de quoi vous parlez, de quoi vous parlez. » est depuis l'une de ses phrases, (dont il répète la fin deux fois, comme à son habitude). Jacques Chirac lui procure même des conseils pour qu'il se fasse passer pour "toc-toc" en lui proposant de l’imiter.
- Michel Barnier : Présenté comme un ministre des Affaires étrangères incompétent à l'époque des négociations pour la libération de la journaliste Florence Aubenas en 2005, retenue alors en otage en Irak. Il tentait de négocier dans un anglais plus qu'approximatif.
- François Baroin (1995-2015), imité par Yves Lecoq : Représenté comme un adolescent dont la voix est en train de muer, il partait régulièrement en escapade avec « Marie » en fuyant ses responsabilités politiques à grandes enjambées.
- Dominique Baudis : Surtout visible pendant l'affaire Alègre, il était présenté comme quelqu'un cherchant des boucs émissaires pour réfuter les accusations portées contre lui.
- Nora Berra (2011) : Montrée comme une femme de ménage de l'Élysée[17].
- Xavier Bertrand (2007 - 2015), imité par Thierry Garcia : Présenté comme hypocrite et enjôleur : gentil et sensible en apparence, mais dur, fourbe et nettement hypocrite sur le fond. Il ajoute l'adjectif « gentil » devant tous les noms communs ou noms propres[13]. Il emploie toujours un ton doucereux qu'il ne croit pas décelable[13]. Il n'a aucune hésitation pour critiquer l'air de rien le Premier ministre François Fillon ou Roselyne Bachelot (qu'il a déjà frappée en plein direct, faisant passer cela pour un malaise[18]). Depuis 2010 - 2011, il apparaît comme idolâtrant Nicolas Sarkozy[19] et se disputant avec Luc Chatel pour déterminer qui des deux sortira la réplique la plus flatteuse sur le Président. De fait, sa langue a été employée comme serpillère pour laver le sol ou comme brosse à reluire pour cirer les chaussures compensées du président de l'époque. X. Bertrand lui a même chanté des cantiques Il est également reconnu comme un "traître", par Nicolas Sarkozy, et cela vaut pour le Président valeur d’estime.
- Jeannette Bougrab (2011) : Montrée comme une femme de ménage de l'Élysée[17].
- Chantal Brunel (2011) : Dépeinte comme raciste telle Marine Le Pen. Cette dernière la jalouse, d'ailleurs[17].
- Luc Chatel (2007-???) : Représenté en porte-parole du gouvernement défendant bec et ongle les ministres attaqués ou Jean Sarkozy avec des arguments douteux. En tant que ministre de l'Éducation Nationale, il interroge des gens soi-disant pris au hasard, qui se révèlent être des militants UMP, ou alors Jean-Pierre Raffarin déguisé en écolier, professeur… Lors du débat sur la laïcité en 2011, il est apparu en compagnie de Nicolas Sarkozy en chantant des cantiques. Placé dans une salle de jeu pour nouveau-né, le ministre de l'Éducation ne sait pas du tout reconnaître les couleurs et se trompe invariablement en jouant avec un jeu électronique où la couleur bleue lui est demandée. Le ministre, en effet, ne fait que taper sur l'objet sans comprendre la consigne.
- Bernadette Chirac (1995 - 2016), imitée par Sandrine Alexi : Présentée comme une femme quasi-muette, réservée, agrippée à son sac à main qu'elle ne quitte jamais mais avec lequel elle entretient une fois, en secret, une relation érotique particulièrement osée et filmée en gros plan. Fervente catholique, elle entrait en transe et devenait hyperactive dès qu'elle se trouvait à proximité du Pape Jean-Paul II. Elle était à la même époque une groupie très bruyante de David Douillet (lorsque celui-ci était uniquement judoka), puisqu'elle le pourchassait sur tout le plateau en hurlant : « Daviiddd !! ». En 2001, elle méprisait avec passion Nicolas Sarkozy auquel elle donna un puissant coup de sac à main en pleine tête tandis que ce dernier recherchait ses faveurs : « Tradition familiale », se justifie-elle face à PPD[20]. Lors de la période 2002-2007, elle est présentée comme une femme glaciale qui dédaigne intrinsèquement le peuple. Elle manipulait les médias pour le profit de son clan (on la montre membre le no 2 du SPECTRE (agence criminelle des premiers James Bond), Ernest-Antoine Seillière étant le no 1). Ses cheveux sont presque toujours objets de gags[21] dès qu'elle apparaît. Son époux, Jacques Chirac, la nomme : « Maman », et tente assez souvent de la laisser en plan sur le plateau ou chez lui. Il est assez rare de la voir en symbiose avec son époux, mais tous deux se trouvent cependant des affinités à narguer les juges d'instruction et à être ostensiblement heureux de dépenser sans compter de l'argent qui ne leur appartient que rarement. Elle est membre d'un Club clandestin de soutien à Dominique de Villepin, tenant des ballons de baudruche dans ses mains[22]. Elle est surnommée « supermenteuse » en référence au surnom de Jacques Chirac, « supermenteur » et à l'occasion du procès dont celui-ci a fait l'objet. Depuis 2017, elle n'est plus que nommée par son mari[pas clair].
- Jacques Chirac (1988 - 2018) :

- Jean-François Copé (2005 - 2017), imité par Yves Lecoq : à la suite de l'affaire Gaymard où il est mis en cause pour son logement de fonction, Jean-François Copé est présenté comme un aristocrate dédaigneux et mesquin, vivant tout naturellement aux frais de la République. Gonflé d'orgueil, il estime qu'il lui est normal d'agir de la sorte. À cette époque, il se plaint souvent de PPD et affirme que ce dernier « décrédibilise la politique » à parler des logements de fonction ou globalement du luxe, puisque Copé craint alors par-dessus tout de changer son mode de vie. Devenu par la suite porte-parole du gouvernement, il adopte une attitude servile et infantile de « premier de la classe », levant la main pour prendre la parole et rapportant les mesquineries de ses camarades du gouvernement. Il ne cesse ensuite de vouloir minimiser le succès des Primaires Socialistes de 2011. Auteur des Contes du père Jean-François, qui en lieu et place de présenter des faits crédibles, sont si ostensiblement racistes et dénués de crédibilité que les enfants écoutant les contes n'y croient pas du tout[23],[24]. Jacques Chirac, les époux Balkany et les époux Tiberi se moquent ouvertement de lui lors des dissensions concernant la présidence de l'UMP (fin 2012). Il est par la suite considéré comme un militant FN[3] en 2016. Il apparait pour faire la promo de son livre. Il disparait lorsque l'émission cesse de parler de politique française.
- Rachida Dati (2007 - 2015), imitée par Sandrine Alexi : représentée comme une femme aimant ostensiblement le luxe, les bijoux et les vêtements de grande marque[25]. La rédaction la dépeint également comme une femme qui a inventé de toutes pièces ses diplômes et son cursus (Le Canard enchaîné l'avait affirmé et prouvé par la suite ; L'Express démontre qu'elle n'a pas eu son diplôme de MBA HEC-ISA à cause d'un problème lié à son mariage, l'empêchant d'aller à un séminaire obligatoire[26]) et par conséquent conclut certaines phrases par une justification : « parce que moi, on ne m'a jamais rien donné ». Lorsque Cécilia Sarkozy était encore l'épouse du président Sarkozy, Dati apparaissait dans une caricature de la série télévisée Sous le soleil, où elle était présentée comme la grande amie de Cécilia Sarkozy. Leur amitié puérile était symbolisée par le « bracelet d'amitié » qu'elles avaient acheté ensemble. Pendant les élections européennes, elle rit grossièrement à chaque fois qu'on lui explique ce qu'elle doit faire « pour aller à Strasbourg » et ressent un net dédain car elle n'estime pas glamour de s'y rendre. Plus récemment, elle se moque de François Fillon qu'elle considère comme un paysan.
- Jean-Louis Debré (1995 - 2015), imité par Daniel Herzog : tout d'abord présenté comme un fasciste proche des idées du Front national, notamment à l'époque de l'évacuation de l'église Saint-Bernard, il est ensuite présenté comme le meilleur ami de Jacques Chirac, mais également comme un homme benêt, candide en somme. Il a été représenté en tant que valet de Jacques Chirac en 2005. Il aide ce dernier à rechercher un éventuel enfant adultérin. Membre de Conseil constitutionnel, il est au premier plan pour assister aux farces que Jacques Chirac ne manque pas de faire à l'encontre des autres membres de ce Conseil, et tout particulièrement à l'encontre de Valéry Giscard d'Estaing[27]. Il est membre d'un Club clandestin de soutien à Dominique de Villepin, où il distribue des tracts à l’effigie de ce dernier. Placé dans la confidence d'une fausse maladie de son compère, il aide Jacques Chirac en poussant le fauteuil roulant de ce dernier lors d'un examen d'une affaire judiciaire pour camoufler sa bonne santé de l'ancien président. Il ponctue souvent les interventions de Chirac par un vibrant « Vous êtes un génie, Jacques ! ».
- Jean-Paul Delevoye (2000) : il a fait une courte carrière aux Guignols quand il était le candidat officiel de Chirac pour diriger le RPR et qu'il a été battu par Michèle Alliot-Marie.
- Philippe Douste-Blazy (1998 - 2012), imité par Nicolas Canteloup puis Yves Lecoq : Montré comme un homme incompétent, ignorant tout du domaine dans lequel il est affecté et éternel apprenti du rôle de ministre, qu'il s'agisse de la Santé ou des Affaires étrangères. Il commence et ponctue ses phrases par un « Anéfé » qui est une prononciation de la formule « En effet » avec son célèbre accent toulousain[28]. Depuis 2012, il apparaît avec François Bayrou pour la campagne du MoDem. Il ne parle pratiquement qu'en complétant les phrases de François Bayrou par son « Anéfé » habituel. Avec ce dernier, il apparaît en portant un T-shirt orange avec "EM" écrit dessus dans le but d'écrire "MODEM" avec le T-shirt de François Bayrou, mais le D manquait[29] puis il apparaît dorénavant avec les trois lettres.
- Guy Drut (1995 - 1997) : guignolisé à l'époque où il est ministre des Sports sous Alain Juppé. On le voit tenter de remonter le moral de Chirac après l'échec de la dissolution en 1997.
- Christian Estrosi : représenté sur son trial ou sa moto, toujours avec un casque (en référence à son ancienne carrière de pilote).
- François Fillon (2007 - 2017), imité par Yves Lecoq : Montré en 2007 d'abord comme très sûr de ses compétences supérieures puis comme extrêmement pessimiste, annonçant la mort et la faillite chaque fois que l'occasion se présente. Ainsi constamment présenté dans un état d'esprit déprimant avec d'imposants cernes violets sous ses yeux et dormant même dans un cercueil, il parlait alors aux chauves-souris et aimait intensément se faire siffler par tout le monde. Durant la mi-2010, il a dû de plus en plus souvent « expliquer » soit l'inactivité, soit les frasques (scandales, affaires judiciaires…) de ses ministres. Il s'y prenait alors de deux façons : ou bien lors d'une déclaration, un jingle lance « C'était une déclaration de François Pas-de-recul ! », ou bien il enfonce encore plus la personne en clamant qu'il est entouré d'incapables. À partir de février 2012, il était tellement lassé et blasé par son poste de Premier Ministre qu'il répondait "j'm'en fous" à chaque question posée. Depuis que François Hollande est devenu Président de la République, l'ancien Premier ministre tente de faire parler de lui et de son programme politique, chose malaisée puisque PPD ne porte absolument pas attention à ses dires comme à ses problèmes de maladie.Pendant la campagne de l'élection présidentielle de 2017, il est accompagné de sa femme Pénélope après les révélations du canard enchainé sur les emplois fictifs de celle-ci et avec un corbeau du nom de Riri. Ils sont représentés seuls contre tous. Il disparait lorsque l'émission cesse de parler de politique française.
- Pénélope Fillon (2017, marionnette d'Élisabeth Guigou) : Parlant avec un fort accent anglais, elle accompagne son mari pendant le pénélopegate.
- Claude Guéant (2011 - 2015), imité par Daniel Herzog : Il est représenté en tant qu'homme timide, dévoué à Sarkozy et prêt à tout pour stopper l'immigration. À ses débuts, il ajoutait des (euh…) entre pratiquement tous les mots, et même les syllabes. Depuis mai 2013 et les multiples mises en cause sur les scandales financiers dont il fait l'objet, le personnage est considéré comme mafieux et mis au ban par la marionnette de Sarkozy : l'ex-président lui fait bien comprendre qu'il ne viendra pas à son secours et limitera ses contacts avec lui (pour éviter que les scandales ne rejaillissent sur lui-même)[30].
- Brice Hortefeux (2007 -2015), imité par Daniel Herzog : Il est représenté comme un adepte de toujours à la chasse aux sans-papiers pour atteindre son quota de 25 000 expulsés par an fixé par Nicolas Sarkozy. Il utilise toutes les stratégies les plus ignobles pour les débusquer et les renvoyer dans leurs pays. Il est dépeint comme un personnage froid et cynique (il se moque souvent des personnes qui tombent dans ses pièges), comparé à Lord Voldemort, sans aucune pitié pour ceux qu'il traque. Il s'essuie régulièrement le front avec son mouchoir. La peau de son visage est rougie de telle manière que l'on distingue la marque plus claire laissée par des lunettes de protection après un passage aux cabines d'U.V. Il est présenté comme un traître atavique et fait partie d'un groupe, autour de Nicolas Sarkozy, réunissant les « meilleurs dans leurs genres ». Lorsqu'il est interviewé par Harry Roselmack, il se plaint d'abord de l'absence de PPDA, avant de lancer blagues et quolibets racistes à l'encontre du présentateur en ricanant. Depuis son éviction et l'arrivée de Claude Guéant au ministère de l'Intérieur, il a peur d'être gauchiste et s'enfuit de frayeur en voyant un immigré. Il ricane sans jugeote, bêtement, lorsque le Président Sarkozy lui demande de corroborer ses dires. la marionnette est depuis peu présenté comme membre du FN[3]
- Didier Julia (Marionnette de Jacques-Yves Cousteau) : Présenté comme un agent secret loufoque et raté ayant des informations sur les deux journalistes français retenus en Irak en 2004. (ancienne marionnette de Jacques-Yves Cousteau)
- Alain Juppé (1995 -2018), imité par Jean-Eric Bielle puis Daniel Herzog : Présenté comme un personnage particulièrement fermé au dialogue, cassant, rugueux et désagréable. Lors de la Dissolution de l'Assemblée Nationale en 1997, il « réfreine » sa rancœur contre Lionel Jospin par le mépris et le silence. Il estime être encore plus compétent que tous ses collègues politiques du même bord. La marionnette dénigre tout ce qu'elle voit et n'apparaît jamais sur le plateau de PPDA de gaîté de cœur. Depuis son retour au gouvernement sous Sarkozy, il se vante de son intelligence, de sa capacité d'analyse faisant souvent références à ses brillantes études à l'ENA (école alors fréquentée par la majorité de ses collègues). Il emploie un langage plus que soutenu qui contraste avec le maigre vocabulaire de tous les autres membres du gouvernement qui sont tous complètement incapables de le comprendre[31], Fillon mis à part. Il en vient à nécessiter l'aide de ce dernier lorsqu'il a besoin de faire traduire sa vision géopolitique du Monde lors du Conseil des Ministres[31]. Ainsi, les deux personnages se respectent maintenant. Il est membre d'un Club clandestin de soutien à Dominique de Villepin, bien que sa présence soit furtive, près d'une caisse enregistreuse[22]. Sa première marionnette est une réutilisation de celle de Farid, personnage de banlieusard d'origine maghrébine. En 2016, il est représenté comme faisant le jeune pour séduire cet électorat. Il disparait lorsque l'émission cesse de parler de politique française.
- Nathalie Kosciusko-Morizet (2012-2017) : Elle parle très doucement, davantage encore que Carla Bruni[32]. Elle est également représentée comme ayant un côté "bourgeois", l'empêchant parfois d'aller à la rencontre du peuple[33]. Lorsqu'elle brigue la mairie de Paris en 2014, elle est vue en tenue de chasse, injectant un sédatif à un potentiel électeur avant de lui placer un traceur pour savoir où se rassemblent d'autres électeurs potentiels (un marché), distribuant ses tracts enfermée dans une cage. À la même époque, elle tourne dans une parodie d'une publicité pour les parfums de la maison Dior mettant en scène la station de métro de la Gare du Nord. Quand elle n'évoque pas cette même gare ferroviaire parisienne dans une parodie du programme court Là où je t'emmènerai, laissant à penser qu'il s'agit là d'un lieu exotique et méconnu du grand public. Elle disparait lorsque l'émission cesse de parler de politique française.
- Frédéric Lefebvre (2011) : Présenté comme un idiot.
- Jean-François Mattei (2003) : Dépeint comme un croque-mort et accompagné par un vautour lors de la canicule de 2003.
- David Martinon (2008-2010): Lors de l'élection municipale de Neuilly, il a été présenté de prime abord comme le dauphin auquel la mairie était donnée puis, lors de sa disgrâce, comme un jeunot incompétent et se faisant botter les fesses par n'importe quelle personne frustrée (et pour n'importe quelle raison).
- Francis Mer (2003-2004) : Représenté en ministre des Finances méprisant les pauvres et ne cherchant pas à comprendre les droits qui leur sont accordés[34].
- Nadine Morano (2011-2016), imitée par Sandrine Alexi : Comme les autres membres du gouvernement, elle ne comprend pas les explications d'Alain Juppé. Lorsque PPD lui pose une question sur Sarkozy, elle devient « l'incroyable Nadine » qui s'énerve et insulte le présentateur en défendant le président. Le comportement adopté par la marionnette laisse entendre que sa vulgarité lui a permis d'être là où elle est, au gouvernement. Rustre, inélégante et primitive (au point de choquer même Patrick Sébastien), elle porte maintenant comme surnom : « la poissonnière », tant elle crie à tue-tête. Les quidams qu'elle croise se méprennent invariablement sur son métier et lui réclament ainsi du poisson et des crustacés, dès qu'ils la voient. Seule marionnette avec celles de Bernard Tapie et Karl Lagerfeld à s'exprimer de manière si grossière, son vocable très virulent se remplit d'injures dès que son interlocuteur dénigre le président de la République qu'elle adule en invoquant des arguments vides de sens. Elle est tellement dépréciée par les siens que personne ne souhaite se trouver à côté d'elle lors d'un dîner. Alain Juppé (qu'elle surnomme « Jujupe ») va même, en désespoir de cause, jusqu'à avaler le carton de placement de table de cette marionnette[35]. Elle surnomme PPD « Polo », et qualifie souvent Sarkozy de « Cador ». Elle-même se trouve une « classe », une « élégance » et un « sex-appeal » et elle reproche aux autres femmes politique de ne pas « en avoir dans le slip » comme elle. Elle est présentée depuis peu comme membre du FN[3]. Depuis octobre 2014, Nadine Morano porte un nouveau surnom : « Roboconne » en référence à RoboCop.
- Françoise de Panafieu (2008) : Durant les élections municipales de 2008, elle agissait de manière à discréditer Bertrand Delanoë comme en sabotant des vélibs.
- Jean-Pierre Raffarin (2002 - 2016), imité par Daniel Herzog : Montré comme un VRP, puis comme un homme usé par le poste de Premier ministre en raison de sa forte impopularité, répétant souvent à l'époque du référendum la phrase faussement anglaise « Win the yes needs the no to win against the no », quitte à en devenir dépressif[36]. Lors de la canicule de l'été 2003, il est un fossoyeur très heureux[37] de ce coup du sort, d'autant qu'il est incompétent, n'agissant pas de manière appropriée. Il est également un fan particulièrement assidu de la chanteuse Lorie, en référence à son discours sur la « positive attitude » (puisqu'il possède des posters, effigies, vêtements et même un vocabulaire identique à celle-ci). Il est surnommé « El Gringo » par Jacques Chirac, en référence à son ancien emploi de commercial chez Jacques Vabre ; dans le même esprit, chacune de ses interventions se terminait par une imitation du jingle sonore du café « Grand-mère »[38]. Une reprise du thème de Brice de Nice le montre désinvolte et complètement immature[39]. Il a été représenté en fou du roi période 2005, puis déguisé en professeur ou écolier, aidant Luc Chatel pour faire croire que les réponses qu'il donne sont spontanément celles d'une personne lambda.
- André Santini
- Jean Sarkozy (2007-2015), imité par Yves Lecoq : Apparu lors de l'affaire des candidatures à la mairie de Neuilly en 2008, il est représenté avec la marionnette de son père, Nicolas Sarkozy, avec des cheveux longs et blonds. La voix, les expressions et les attitudes sont calquées sur celles de son père. Il est surtout caractérisé par sa traîtrise atavique. Il affirme à ce propos avoir été à bonne école avec son père. Il indiquera plus tard à JoeyStarr : « J'adore ça ! Je m'éclate ! Si je dois piétiner ma famille pour y arriver, je le ferai avec plaisir.». Il parle de sa femme, Jessica Sebaoun-Darty, à la manière dont son père parle de Carla Bruni. Dans l'affaire de sa candidature à la présidence de l'EPAD, il a nié avoir parlé au président, mais reconnaît que toute cette affaire a été décidée par son père. Lors de ses interventions, il a tendance à reprendre les paroles de PPD à son compte, en utilisant une expression du type « Vous voulez que je vous dise, d'Arvor », ou en se moquant de lui avant de répéter intégralement les paroles de PPD.
- Nicolas Sarkozy (1994-2018), imité par Jean-Eric Bielle puis Yves Lecoq : Au départ, il est le lèche-bottes de Jacques Chirac, puis d'Édouard Balladur, toujours en accord avec leurs idées et fier d'être gaulliste. Entre 1997 et 2002, il apparaissait comme un homme poli, mais coupant toujours la parole à Philippe Séguin[40]. Bernadette Chirac lui donne un coup de sac à main pour le faire taire : « Tradition familiale », se justifie-elle face à PPD[20]/ Lorsque Nicolas Sarkozy est nommé au ministère de l'Intérieur ; il est alors présenté (jusqu'en 2007) comme un homme extrêmement nerveux, bourré de tics (soulevant les épaules par saccades, inclinant fortement et rapidement la tête), tressautant à tout-va, percevant chaque discussion comme une menace extérieure (« Bon, qu'est-ce que t'as, t'es pas content ? »), et répétant des termes ayant fait polémique (« Racaille, Kärcher, Allez hop hop hop !!! En taule les jeunes !!! »)[41]. Lors de la mort de Ziad et Bouna[42], la marionnette de Columbo le malmène avec vigueur et le déstabilise complètement[42]. Pendant la campagne présidentielle de 2007, il est présenté comme un agité quasi-incontrôlable se dopant au Lexomil, un très puissant décontractant musculaire, pour (tenter) de se calmer et répétant sans cesse « calme, cool, zen » pour chercher vainement à se détendre. Il reprend même le caractère de Chirac en 95 : « Putain, 3 ans »[43]. Pour se valoriser, il commence plusieurs de ses phrases par « Tellement (que) ». Depuis son élection en 2007, pour éviter de parler des sujets sensibles, il ne parle que de lui et de Carla Bruni, qu'il considère comme la plus belle femme du monde… parce qu'étant la sienne. Lors d'un sketch reprenant le concept de la série Ma sorcière bien-aimée (« Mon Président bien-aimé »)[44] ; il agit de manière désinvolte avec sa famille et ceux qu'il n'aime pas[44]. Il est souvent représenté en membre de la jet set qui collectionne les objets de luxe, tels des Ray-Ban, des stylos brillants, des montres… Il est tape-à-l’œil vis-à-vis de PPD grâce à sa collection de montres Rolex, dont il vante les mérites pour chercher à détourner les conversations embarrassantes. Un gag est devenu récurrent en 2008 : vantant les mérites d'un objet de luxe qu'il possède, il refuse d'abord de révéler le prix qu'il a payé, PPD ne faisant qu'acquiescer, puis aussitôt après l'annonce fièrement, comme un trophée. Ensuite, il cherche à se croire plus fort qu'Obama depuis l'élection de ce dernier et il étale son orgueil en prétendant avoir sauvé la France de la crise. Rapidement, en effet, il est présenté nerveux et irritable dès lors qu'il entend parler du président américain. Lors de l'année 2009, il est présenté comme utilisant diverses techniques de relaxation pour se calmer à l'initiative de Carla Bruni, mais s'énerve toujours en pensant à Dominique de Villepin. Il présente toujours Carla Bruni comme la plus belle femme du monde, meilleure dans tout ce qu'elle fait (alors qu'elle est bien souvent très mauvaise) et ponctue « elle est pas belle ma femme ? » ou « tellement elle est belle, tellement c'est ma femme ». En 2010, il rassemble autour de lui une myriade de personnalités politiques ayant trahi par ambition et il apprécie leur compagnie à ses côtés. À la même date, il interrompt souvent PPDA après que sa femme a elle aussi interrompu PPDA pour démentir une rumeur, Nicolas Sarkozy demande alors si c'est Rachida Dati qui a lancé les rumeurs (qui sont futiles qui plus est) et poursuit en disant qu'une enquête est en cours (et ponctuant par « ça fait des clapotis, ça fait clapi-clapo… »). En 2011, depuis son interview sur TF1 où il a proclamé qu'il aurait souhaité que Borloo « restât » au gouvernement, son double ne cesse de placer (souvent à tort) l'imparfait du subjonctif dans ses phrases, pour tenter de faire croire qu'il puisse être un président cultivé avec un langage soutenu[45]. Accompagné de Brice Hortefeux et d'Éric Besson, il cherche à intimider et à humilier Dominique de Villepin en paraphrasant la célèbre réplique de Gérard Jugnot dans Papy fait de la résistance : « Pas de panique, c'est français, c'est la police française »[22]. Le président nargue son adversaire, le croyant entouré de peu de soutiens alors qu'une pièce cachée est remplie de personnalités opposées à Sarkozy, parmi lesquelles les époux Chirac, Alain Juppé, Jean-Louis Debré[22]… Après l'annonce de sa candidature pour une réélection, il apparaît avec deux blagues pas toujours liées, le fait de parler de lui à la troisième personne en parlant du président sortant, et à la première personne pour parler « du candidat du peuple. » Il parle aussi d'enlever ses chaussures, mais étant trop bas, il les remet systématiquement en affirmant « 2012, on change tout, sauf les shoes ! »[46]. Après sa défaite aux présidentielles, il est représenté mal rasé et mal habillé, mort d'ennui accoudé à un bureau. Il attend en vain qu'un haut responsable national ou international lui téléphone. Lorsque le téléphone sonne, il ne s'agit que de Jacques Chirac, se faisait passer pour Obama, Merkel ou la reine d'Angleterre par exemple, pour se moquer. Chirac le moque sur le fait qu'il n'a plus rien à faire désormais avant de se gausser. Ces séquences sont appelées "les canulars téléphoniques de Jacques Chirac". Lorsqu'il a commencé à siéger au Conseil Constitutionnel en été 2012, il est un souffre-douleur surnommé « Bizut » par Jacques Chirac et Valéry Giscard d'Estaing qui l'emploient à des tâches fort peu reluisantes… De plus, il s'ennuie profondément et n'apprécie guère les loisirs de sa femme (le chant, la guitare), ce que cette dernière ne remarque absolument pas. Sarkozy en vient à penser que 2 secondes vécues puissent être deux ans. Pour couronner le tout, il tente de se faire cryogéniser dans son réfrigérateur, comme dans les films de SF, dans le but de faire plus vite passer le temps. Il est quelquefois invité sur le plateau de PPD fin 2012 et fait payer aussi cher ses interventions à l'antenne que ses conférences dans le monde entier. Il montre sa réserve vis-à-vis des élections à la présidence de l'UMP, mais il trouve le moyen d'exprimer sa frustration véritable lorsqu'il donne sa plaque de membre du Conseil constitutionnel à PPD, il en oublie son devoir de réserve et n'hésite pas à critiquer violemment François Fillon et Jean-François Copé. (Il redevient bien plus policé lorsqu'il reprend sa plaque). Depuis les multiples mises en cause de Guéant ; il cherche à limiter ses apparitions avec ce dernier. Depuis l'annonce de son retour en politique en septembre 2014, il a tendance à être calme au début de ses apparitions, mais se met vite en rogne lorsque PPD lui parle de choses qui énervent Sarkozy. De plus, chacune de ses apparitions terminent par un jingle : « Nicolas Sarkozy a vraiment changé... Il est pire qu'avant ». Depuis 2016,il est représenté en fan du PSG et comme vieux politique usé au prés avec François hollande.Il disparait lorsque l'émission cesse de parler de politique française.
- Philippe Séguin (1993-2010) : présenté autrefois comme l'acolyte de Jacques Chirac, notamment dans Pol Fiction, un thriller parodique imitant le film de Quentin Tarantino Pulp Fiction, où la cible primordiale à abattre était Édouard Balladur)[47], puis présenté comme un véritable perdant entre 1997 et 1999 (sketches récurrents où plus rien ne marchait dès qu'il s'en approchait)[48], puis sado-masochiste à l'époque des élections pour la mairie de Paris en 2001[49].
- Jean Tiberi (1996 - 2014), imité par Yves Lecoq : maire de Paris, successeur de Jacques Chirac à la mairie et à ses « affaires », refusant de quitter son poste malgré les ruses de Chirac pour que celui-ci ne se représente pas à la mairie de Paris[50]. Il est régulièrement accompagné de sa femme et de son fils, représenté comme un autiste au vocabulaire limité à trois mots.
- Xavière Tiberi (1996 - 2014), imitée par Sandrine Alexi : Autrefois présentée comme une femme nettement peu douée en orthographe, autoritaire et impulsive, entravée par un sigmatisme appuyé, défendant corps et âme son mari qu'elle juge être un « saint » (reprenant alors les paroles d'une interview où son alter ego réel l'affirmait effectivement). Il lui arrivait d'entonner des complaintes désuètes comme Les Roses blanches pour secourir son époux : elle parvenait ainsi à susciter la miséricorde de PPD. Elle prend son mari Jean pour Jésus.
- Dominique Tiberi (1996 - 2012, marionnette anonyme) : Fils des précédents, représenté comme un abruti incapable de dire plus de trois mots à la suite.
- Jacques Toubon (1993 - 2007), imité par Jean-Eric Bielle puis Daniel Herzog : Il était montré comme un homme plutôt fantasque dans ses actes et inculte[51] pendant la période où il était ministre de la Culture et comme un homme incompétent aux ordres de Jacques Chirac pour annuler les procédures judiciaires à l'encontre de ce dernier. Sa fébrilité le faisait souvent soupirer, il s'écriait alors un « Fouyayayaya » calme mais rapide. Son poste de ministre de la Culture lui a fait connaître un sketch le montrant avec des jeunes « ados » le traitant de « bouffon » au lieu de son nom « Toubon » apparemment trop compliqué pour les jeunes gens[52]. Ce conflit entre générations indique le décalage flagrant entre deux mondes[53]. De plus, dès lors qu'une personnalité mourait lors de son poste de ministre, il s'empressait d'apparaître en tenant fébrilement des fiches dans ses mains. Il était cependant incapable de parler de la personne décédée n'étant jamais assez renseigné sur elle. Il se trompait souvent de personnalité sur base de noms ressemblant, ou bien étant surmené, à toujours noter les noms et rechercher des infos dans un dictionnaire. Peu de temps après l'élection de Jacques Chirac à la présidence de la République, il discutait souvent, en compagnie de Philippe Séguin et Alain Juppé, du programme qu'ils allaient appliquer en tant que futurs ministres, et voulant faire croire à PPD que le RPR est d'accord sur tous les points, comme : Philippe Séguin disait, pour le passage du franc à l'euro, « il faut faire un référendum » et Alain Juppé réagissait de cette manière : « Mais non ! Il n'y a pas besoin de référendum !! » et Jacques Toubon concluait en disant « Vous voyez, le RPR est uni », alors qu'il ne l'est pas du tout.
- Georges Tron (2011) : Montré comme un adorateur des pieds prêt à tout pour être à leur contact au point d'être fou de joie lorsque Nicolas Sarkozy et François Fillon le piétinent pour le ridiculiser.
- Éric Woerth (2010-2016), imité par Nicolas Canteloup : Dépeint comme un menteur totalement compulsif en référence à l'affaire Woerth-Bettencourt.

##### Mouvement pour la France(MPF)
- Philippe de Villiers (1994 - 2007) : Représenté comme un catholique traditionaliste et aux mœurs moyenâgeuses. Son vocabulaire, son maintien, ses manières sont inspirées de façon caricaturales du temps de l'Inquisition. Ses insultes sont des plus fournies : « Sacrebleu ! », « Christ-Roy ! », « Cuistre ! », « Maraud ! », « Ladre ! » et autres variations. Il arbore continuellement une cravate bleu-roi où se trouvent imprimées de fleurs-de-lys. Son nez est proéminent. Il rejette toute libéralisation de la société, qu'il considère comme un produit du Diable. En 1995, il est représenté plusieurs fois en « Neuneu ». Ouvertement homophobe, De Villiers devient totalement paranoïaque le temps d'un reportage dans lequel il voit des « homos » partout, même sous les traits d'une innocente grand-mère.

##### Rassemblement pour la France(RPF)
- Charles Pasqua (1990-2014) : montré comme un homme du pays, parle avec un fort accent corse, grave et guttural, demandant souvent leurs papiers d'identité à ses interlocuteurs. Il lance des insultes peu communes comme « Bougre d'âne ». Il a été rebaptisé « Ultramenteur » et est parfois représenté comme le professeur de Jacques Chirac à l'époque à laquelle ce dernier était appelé « Supermenteur ». Souvent interrogé au sujet de diverses affaires dans lesquelles il aurait été impliqué, il rétorquait « C'est de la calomnie ».

##### Chasse, pêche, nature et traditions(CPNT)
- Frédéric Nihous (2007-2012, marionnette anonyme) : ce chasseur a notamment tué un cadreur durant la campagne présidentielle de 2007. Durant la campagne de 2012, il apparaît avec un fusil car « la chasse à la bécasse est ouverte », mais avant de parler de son programme il est interrompu par PPD, car il est considéré comme un petit candidat et a donc droit, proportionnellement à ses intentions de votes, à un temps de parole restreint (moins d'une minute).

##### Autres
- Charles de Gaulle (1995-2017), imité par Yves Lecoq : Dans les premières années du mandat présidentiel de Jacques Chirac, ce dernier le voyait comme une égérie de son parti politique, voire un Dieu, à tel point qu'il récitait le Notre Père en commençant par « Notre Général… » Jacques Chirac prenait même son apparence lorsqu'il enfilait un masque inspiré du film The Mask. Lors du mandat de Sarkozy, une parodie du film La Nuit au musée fait revenir de Gaulle et Mitterrand des morts[54]. Tous deux se trouvent à l'Élysée, ils se rendent dans le bureau du président pour l'inspecter en catimini. Le Général est éberlué de voir une Rolex, montre que Mitterrand lui décrit comme « la montre des imbéciles »[54]. Le Général considère, avec dédain, que les copains de Sarkozy, en photo dans un cadre, « ont des têtes d'abrutis »[54]. Lorsque Nicolas Sarkozy fait face à ses prédécesseurs, sa gouaille, ses remarques méprisantes et vulgaires stupéfient ses interlocuteurs qui en restent bouche bée[54]. De fait, le Général est présenté n'appréciant absolument pas le comportement tape-à-l'œil et grossier de Nicolas Sarkozy. Charles de Gaulle est également représenté au Paradis aux côtés d'autres "Grands" pour y accueillir Steve Jobs lors de la mort de ce dernier, en 2011. Il fait son retour en 2017, le temps d'un sketch.
- Georges Pompidou (1995-2003), imité par Yves Lecoq : Il apparaît quand les Guignols parlent de l'histoire de la Ve République.
- Jacques Cheminade (1995) : En fuite en Amérique du Sud lors de l'élection présidentielle de 1995, il candidate afin de faire voter une loi d'amnistie contre les élus soupçonnés de détournement de fonds.

#### Centre droit

##### Union pour la démocratie française(UDF)
- Valéry Giscard d'Estaing (1990-2018), imité par Jean-Éric Bielle puis Yves Lecoq: Il est important de noter que le roman Le Passage marque une nette rupture quant à la manière de représenter le personnage. En effet, durant les quinze premières années des Guignols, Valéry Giscard d'Estaing est représenté comme un ancien totalement dépassé par les événements, vieillissant, presque usé par la vie, s'exprimant avec un fort accent auvergnat (en raison de ses fonctions de maire de la ville de Chamalières, dans la banlieue de Clermont-Ferrand). Ses propos devenaient incompréhensibles du fait que la Rédaction des Guignols a considéré que son effacement politique équivalait à une déchéance physique. Il faisait également partie du groupe des Neuneus, décrit plus bas. Pour justifier ses pensées, il prenait à parti « les Français ». Il rêvait de redevenir président, ce qui provoquait les moqueries de Chirac, puisque VGE est considéré comme n'ayant toujours pas digéré sa défaite de 1981, ce qui rend l’atmosphère tendue entre les deux protagonistes qui ne s'apprécient guère. En 1992 ils étaient d'ailleurs l'objet d'un sketch culte. PPD questionnait VGE tandis que Jacques Chirac se plaignait de la présence de l'Ex-Président, travestissait les questions et les réponses tout en le provoquant par des « Le Monsieur te demande… », sous-entendant une surdité appuyée de Giscard d'Estaing… De surcroît étant Membre du Conseil constitutionnel; VGE est au premier chef celui qui subit le plus les quolibets et les farces de mauvais goût que Jacques Chirac et Jean-Louis Debré ne manquent pas de faire à l'encontre des leurs. Cependant, il y eut une modification radicale du caractère de la marionnette depuis Le Passage. En effet, l'ouvrage a été l'objet de railleries où la rédaction avait imaginé une adaptation pornographique de l'œuvre. Ce faisant, le personnage lui-même a été assimilé à un french lover, qui pose lascivement dans un calendrier dénudé comme les rugbymen des Dieux du Stade. Il est apparu à François Bayrou pour l'aider à rester au centre dans une parodie du film Looking for Eric. Depuis, VGE est à nouveau représenté comme usé, malade, par exemple, quand PPD demandait si Jacques Chirac pouvait encore siéger au Conseil constitutionnel à cause de ses troubles mentaux, il répondait oui et montrait VGE déclarer : « Je veux faire pipi ». Quand Nicolas Sarkozy rentre au Conseil constitutionnel VGE et Jacques Chirac lui font subir un bizutage, celui de Valéry Giscard d'Estaing consistant par exemple à lui faire nettoyer son dentier : « Bizut lave plus blanc que Polydent ! ».

- Raymond Barre (1988-2007) : Représenté comme un gros bonhomme ahuri avec un œil à moitié ouvert, toujours assoupi. La rédaction l'avait considéré un temps comme un « gaz » : insaisissable, toujours présent dans l'air et saluant naïvement les personnes qu'il voulait bien hanter au moment où elles s'y attendaient le moins. Il prononce souvent « couucouuuuuu » d'un ton endormi, lent, grave et presque agaçant. Il participe malgré lui à une séance photo pornographique, dans laquelle le photographe le confond avec Raymond Striker Irondick the Sexmachine. Il fait aussi l'objet de pubs qui se finissent par "Raymond Barre - Paris" comme s'il était une marque de parfum sans qu'il soit forcément présent d'ailleurs. Durant le début des années 2000, il est moqué à propos de son aveu d'avoir consommé de l'opium, questionné sur les drogues comme un véritable connaisseur mais incappable de donner une réponse compréhensible.
- René Monory (1994-2006) : Ancien président du Sénat, représenté comme un vieillard sourd et gâteux.
- François Léotard (1993-2008) : Au moment de son apparition dans les Guignols en 1992, la seule évocation de son nom faisait éclater de rire Chirac et Giscard d'Estaing. A ce moment là, il est représenté par un pied. Après sa nomination au sein du gouvernement Balladur en 1993, il est présenté comme un « neu-neu ». Il commence toutes ses phrases par « Alors moi je dis… » et quelquefois « et j'ajoute que… » pour essayer de justifier sa présence au sein du paysage politique français et prend souvent en note ce qu'on lui dit en commençant par « Très-bien-je-le-note ».
- Gérard Longuet (1994-2012) : D'abord soutien de Jacques Chirac jusqu'à son élection en 1995, il réapparaît en 2011 après avoir été nommé ministre de la Défense. Il cherche à venir en aide aux Libyens sans intervenir au sol car c'est interdit par l'ONU. Il est également montré en Afghanistan et Ben Laden se moque de lui.
- Alain Madelin (1995 - 2017) : Représenté comme une personne ultra-libérale, ultra-atlantiste[55]. Il finit toutes ses phrases par « gueyeu » ou « ayyeu ». Il se comportait toujours en fayot face à Monsieur Sylvestre, lorsque ce dernier animait des cours d'économies libérales au sein de la World Company

Les marionnettes de Longuet, Léotard et Madelin, ainsi que celle de Philippe de Villiers et de Valéry Giscard d'Estaing, étaient un temps regroupées sous la dénomination « Les Neuneus ». Ils étaient présentés comme des hommes politiques avec de fortes ambitions politiques mais incapables de fédérer leurs propres troupes, la rédaction des Guignols faisant même une analogie avec les Shadoks.

##### Parti radical(Rad)
- Jean-Louis Borloo (2004 -2015) : Il a été présenté durant le quinquennat de Chirac comme un homme de droite voulant à tout prix faire une politique très sociale (donc de gauche). Ensuite présenté comme un homme particulièrement peu soigneux de sa personne et de ses habits, et grand amateur d'apéritifs alcoolisés, au point qu'il ne fait qu'en parler. La marionnette de Gérard Depardieu et la sienne les représentent alcooliques et tous deux ne cherchent pas à le cacher. Borloo est particulièrement paresseux lorsqu'il est au ministère de l’Écologie (comme tous les ministres de l'Écologie, à l'instar de Roselyne Bachelot par la suite). Ses poches peuvent contenir d'innombrables objets[56]. Puis lorsque beaucoup de médias parlent de sa possible accession au poste de Premier ministre en 2011, le personnage commence à moins se négliger (il se lave, lave ses vêtements, se coiffe…), jusqu'à ce que cette information devienne de moins en moins crédible (de moins en moins relatée par les médias), et qu'il reprenne ces habitudes en annonçant lui-même : « Le retour de Borloo, le crado »[57]. Il finit très souvent ses interventions par « Allez ! Santé ! ». Jean-Louis Borloo a dit se sentir blessé que cette caricature fasse de lui un alcoolique, un "malade"[58].
- Simone Veil (1993 - ???) : dame digne, réservée, intègre, ne s'exprimant pratiquement pas. Elle est représentée en membre de l'UDI de Jean-Louis Borloo en 2012[59].
- Rama Yade (2008 - 2015) : distinguée et moquée au début de la marionnette, lorsqu'elle est membre du gouvernement Fillon[60]. Elle démentait alors ses propos avant de les avoir tenus, car bien qu'il s'agissait à chaque fois de l'opinion du plus grand nombre, son opinion était toujours réfutée par le gouvernement. À ce sujet, elle est souvent représentée dans un bocal à tourner en rond, comparée à un poisson rouge changeant continuellement d'avis. Après son éviction du Gouvernement, elle est souvent montrée en compagnie de Fadela Amara avec laquelle elles vivent tant bien que mal après leur renvoi. Par la suite, Rama Yade apparaît en duo avec Jean-Louis Borloo. Elle participe à la campagne de ce dernier et lui sert de mule pour transporter sur son dos une grosse bonbonne d'alcool à laquelle Borloo boit au goulot. Lors de la création de l'UDI, elle permet au parti politique d'avoir des assises solides alors que son comparse est dans un coma éthylique durant deux mois[59]

##### République solidaire(RS)
- Dominique de Villepin (2003 - 2015) : Il est dépeint comme un poète grâce à son discours à l'ONU, en 2003, contre l'invasion américaine de l'Irak. Il est capable d'envolées lyriques avec une tessiture de voix très reconnaissable. Puis présenté comme un sex-symbol, sur un piédestal, avec une pose avantageuse et une musique assortie jusqu'aux manifestations étudiantes contre le CPE en 2005. Il est ensuite un homme renfermé sur lui-même après avec sa réplique « J'entends ceux qui disent que x, mais j'entends aussi ceux qui ne disent pas que x », approximativement à la même époque. Lorsque Nicolas Sarkozy devient Président de la République, les deux personnages sont dépeints comme des ennemis coriaces et acariâtres pour lesquels la cible à abattre est l'autre, impitoyablement. Dès lors, De Villepin ne peut pas finir une phrase parce qu'il se fait toujours interpeller par la police. Il s'essaye révolutionnaire tentant de renverser le régime sarkozyste en compagnie de Jacques Chirac. Il a été mis en scène dans une parodie de la scène du chevalier noir de Monty Python : Sacré Graal !, où il continue de vouloir se battre alors qu'un garde du corps de Nicolas Sarkozy lui a coupé bras et jambes[61]. Ensuite, à chaque fois qu'il est invité, il parle de Nicolas Sarkozy en termes peu élogieux en se cachant derrière un discours transparent sur Napoléon Ier, d'où le gimmick de PPD : « Napoléon a fait ça ? » auquel Villepin répond « En premier, oui ! ». Lors de l'ouverture du procès Clearstream (affaire Clearstream 2) au printemps 2010, la rédaction des Guignols présente la tirade : « Je suis ici par la volonté d'un seul homme, Nicolas Sarkozy » comme un suicide politique et comme le début d'une déchéance en prison tant il apparaît évident à l'époque que Sarkozy cherche à faire condamner son ennemi. Jacques Chirac, par ailleurs convaincu de la culpabilité de son ancien Premier ministre, cherche à le faire s'évader du tribunal ou de chez lui de bien des manières… Lorsque le jugement est rendu en faveur de De Villepin, ce dernier se met alors à directement diffamer Sarkozy, frontalement et nommément, sans se cacher derrière une description de Napoléon. La marionnette accuse son adversaire de tous les crimes (comme l'assassinat de Ghislaine Marchal, ou le cambriolage de l'appartement de Ségolène Royal[62]). La "petite taille" du Président est la clé de voûte des insultes proférées : Sarkozy est copieusement raillé grâce à un vocabulaire tel que « nain sournois », « nabot[62] » ou « demi-homme », par exemple. De fait, et ce quels que soient la question posée et le thème abordé, le président est allègrement et continuellement rabroué, déprécié. Depuis la dérouillée des cantonales (mars 2011), l'ancien Premier ministre se sent en position de force face à son adversaire, qu'il continue d'autant plus à injurier. Ainsi, De Villepin ne manque pas de présenter à son avantage le fait qu'en lieu et place d'un « croc de boucher » où N. Sarkozy s'était vanté de le suspendre lors de l'affaire Clearstream (pour le punir et le railler), le mis en cause est en fait devenu « le Maître » du président dont il a fait sa « chose », ce dernier lui cirant les chaussures par exemple. Par ailleurs, accompagné de Brice Hortefeux et d'Éric Besson, le président cherche à intimider et à humilier Dominique de Villepin en paraphrasant la célèbre réplique de Gérard Jugnot dans Papy fait de la résistance : « Pas de panique, c'est français, c'est la police française »[22]. Le « nain sournois » nargue son adversaire, le croyant entouré de peu de soutiens alors qu'une pièce cachée est remplie de personnalités opposées à Sarkozy, parmi lesquelles les époux Chirac, Alain Juppé, Jean-Louis Debré… Ces personnes, à l'insu complet du président, complotent contre lui en se trouvant être membres actifs d'un club de soutien pour l'ancien Premier ministre.

##### Parti chrétien-démocrate(PCD)
- Christine Boutin : Présentée un temps, à l'époque de la discussion à l'Assemblée nationale du PACS, de façon repoussante avec comme seule réponse pendant ses interviews : « Les homosexuels, ce sont tous des pédés ! ».

##### Les Progressistes
- Éric Besson (2007 - 2015) : Nouveau ministre de l'Immigration, présenté comme un traître en référence à son ancienne appartenance au PS.

#### Centre

##### En marche (EM) puisLa République en marche(LREM)
- Emmanuel Macron (2014 - 2017) : Son jeune âge est moqué, il apparaît comme un bébé capricieux s'amusant à insulter les pauvres et à faire ses besoins sur le programme politique de François Hollande, puis par un ado insolent proche de Pierre Gattaz avant de devenir un adulte qui hurle. Après son élection en tant que président de la République, il est représenté en roi avec son épouse Brigitte. Il disparaît lorsque l'émission cesse de parler de politique française.
- Brigitte Macron (2017) : Accompagne son mari dans sa tache de président.
- Édouard Philippe (2017) : Premier ministre que personne ne connaît.

##### Nouvelle UDFetMouvement démocrate(MoDem)
- François Bayrou (1996 - 2017) : Il est présenté comme un naïf chronique, attachant, peut-être un peu simple d'esprit. C'est l'un des seuls guignols que PPD tutoie, voire infantilise, comparant son comportement à celui d'un enfant indécis et capricieux. Il était représenté comme quelqu'un obsédé par le « milieu » durant ses premières années d'existence dans l'émission[63], puis comme ayant un esprit d'enfant de huit ans enfermé dans un monde proche de l'Île aux Enfants du dinosaure Casimir. Pendant la campagne présidentielles de 2002, il donnait une gifle à toute autres personnalités le contrariant lui ou son « bus au colza », seule véritable faiblesse révélant son côté méchant, la gifle faisant référence à la gifle donnée à un enfant lors de sa visite en banlieue ayant été surpris en train de fouiller dans les poches du candidat. Son gimmick « Méheuuu ! » est passé dans le langage courant. Il ne cesse de changer le nom de son parti, passant du MoDem au Bingo, avec toujours une couleur différente : violet, bleu, orange, gris… Peu après, à la suite du succès de Obama, il tente par tous les moyens de l'imiter et de le copier, comme en répétant sans cesse: « Yes, we can ! », phrase du candidat démocrate. Depuis quelque temps, il est accompagné d'un ordinateur car il s'est inscrit sur Facebook qu'il prononce « Féïceuboukeuheuu »[63]. Il fait souvent référence à sa « mémé de Bagnères-de-Bigorre » et présente depuis peu son nouvel ami sur Facebook : René la Taupe[64]. Pendant sa campagne présidentielle, il présente l'objet français du jour auquel il manque une partie car elle n'est pas française. PPD lui fait remarquer que c'est inutile avant que Bayrou annonce avec fierté que c'est français[65]. Après le soutien de Philippe Douste-Blazy, il apparait avec un T-shirt orange où il est écrit "MO", tandis que Douste-Blazy en a un avec écrit "DEM", dont le D a été manquant pendant un bon moment[66]. Depuis septembre 2014, il ne cesse de vanter l'intelligence d'Alain Juppé et lui pose des questions dans le but de montrer cette dernière. Il s'exclame alors « Votez Alain le malin ! » En 2017, il soutient Emmanuel Macron et est représenté en serviteur de ce dernier. Il disparaît lorsque l'émission cesse de parler de politique française.
- Alain Dolium (2009 - 2010) : Le guignol de François Bayrou rabâche sans cesse sa ressemblance physique avec Barack Obama, ce qui l'énerve un peu. Il lui prodigue souvent aussi des conseils plutôt douteux pour réussir en politique.
- Philippe Douste-Blazy (1996 - 2008, puis 2012) : Montré comme un homme incompétent, ignorant tout du domaine dans lequel il est affecté et éternel apprenti du rôle de ministre, qu'il s'agisse de la Santé ou des Affaires étrangères. Il commence et ponctue ses phrases par un « Anéfé » qui est une prononciation de la formule « En effet » avec son célèbre accent toulousain. Une intervention sur le plateau de PPD le montre en compagnie de François Bayrou, tous deux expliquant tant bien que mal la situation de l'UDF et de ses composantes, mais le présentateur (qui ne cesse d'ailleurs de confondre les deux hommes entre eux ainsi qu'avec d'autres personnalités du parti) sort plus confus qu'au départ. Il est ensuite montré comme un rival de François Bayrou pour prendre la tête du parti. Depuis 2012, il apparaît aux côtés de son ancien rival pour la campagne du MoDem. Il ne parle pratiquement qu'en complétant les phrases de François Bayrou par son « Anéfé » habituel. Avec ce dernier, il apparaît en portant un T-shirt orange avec "EM" écrit dessus dans le but d'écrire "MODEM" avec le T-shirt de François Bayrou, mais le D manquait. Il est ensuite apparu avec les trois lettres.
- Jean Lassalle (2013, 2017) : Deuxième adhérent du Modem. En 2017, il est représenté en provincial n'articulant pas.
- Marielle de Sarnez (2013) : Troisième et dernière adhérente du Modem. Son nom est cité en 2017.

#### Centre gauche

##### Parti radical de gauche(PRG)
- Jean-Michel Baylet (2011) : Le fait qu'il dise son nom fait rire tout le monde. Son QG de campagne pour la Primaire Socialiste de 2011 serait une voiture a priori une Clio.
- Bernard Tapie (1988 - 2018) : Dans les années 1990, c'était Bernard Tapie (dit « Nanard ») l'homme d'affaires plus que Bernard Tapie la personnalité politique qui passait sur le plateau. Il apparaissait comme extrêmement vulgaire et dépourvu de morale. Les Guignols réalisèrent aussi des parodies de ses célèbres affrontements télévisuels avec Jean-Marie Le Pen : le plateau de télévision était changé en ring de combat de catch et Bernard Tapie combattait sous le pseudonyme de « Big Balls ». Il est présenté comme un homme ayant un franc-parler cru et direct ; lorsqu'il arrive sur le plateau, il lançait une phrase restée célèbre "Salut, bonhomme". PPD se fait continuellement surnommer : « Joe la Fiotte » !
- Jean-François Hory (1995) : l'éphémère président du PRG, qui s'est présenté à la présidentielle de 1995 et qui n'a jamais vu sa candidature décoller. Même s'il concluait l'ensemble de ses interventions d'un tonitruant « je sens un frémissement », dans les sondages, il retira finalement sa candidature.
- Christiane Taubira (2002 et 2013-2016) : Mauvaise élève à l'élection présidentielle de 2002[67]. Depuis 2013, elle fait quelques apparitions en tant que ministre de la justice.

##### Mouvement républicain et citoyen(MRC)
- Jean-Pierre Chevènement (1997 - 2002) : Surnommé, pendant la campagne présidentielle de 2002, « le candidat des morts, des vivants et des morts-vivants » à cause de son accident d'anesthésie, il a été décrit comme appartenant à l'aile droite de la Gauche plurielle du gouvernement de Lionel Jospin en raison de son poste de ministre de l'Intérieur et du terme « sauvageon » que son alter ego réel avait utilisé pour décrire certains jeunes de banlieue.

#### Gauche

##### Parti socialiste(PS)
- Claude Allègre (1997 -???) : Il est présenté comme un homme au parler franc, voire méprisant lorsqu'il était ministre de l'Éducation nationale. Aujourd'hui, presque anti-écologiste, il apparaît comme un grand ennemi de Nicolas Hulot, persuadé de détenir l'unique vérité concernant l'avenir climatique de la planète[68].
- Martine Aubry (1997 - 2015), imitée par Sandrine Alexi : Souvent critiquée sur sa loi des 35 heures. Pendant le gouvernement Jospin, de 1997 à 2002, elle est présentée comme l'une des plus proches amies de celui-ci. Ensuite, à partir de son élection au poste de 1re secrétaire du PS en 2008, elle et Ségolène Royal se montrent continuellement fâchées l'une contre l'autre. Martine Aubry a souvent besoin de lui rappeler être la patronne au PS. Dénonçant mollement le régime de Nicolas Sarkozy, elle a été constamment narguée par la marionnette de Ségolène Royal durant quelques mois, puisque sa rivale prenait soin de voyager ou à se trouver là où Martine ne l'attendait pas et en la narguant de la sorte : « Salut Martine !! Tu vois je suis là !! ». Par la suite, dans les séquences enregistrées, Martine s'est trouvée en présence de Bertrand Delanoë, Laurent Fabius, François Hollande et Henri Emmanuelli et valorisait le Nord avec plusieurs arguments en disant « C'est pour ça que le Nord c'est bien ! » « Mais depuis quand le Nord c'est bien ? » rétorque ensuite Delanoë furieux[69]. Depuis l'annonce d'un problème oculaire concernant la véritable Martine en 2011, la marionnette est constamment présentée avec une paire de lunettes noires et presque aveugle, ne reconnaissant personne, confondant tous les objets (elle prend une agrafeuse pour son portable ou un four à micro-ondes pour sa télévision) et se retrouvant dans des endroits anodins (un placard à balai où elle se croit en compagnie de Ségolène et DSK, en fait un aspirateur et une serpillière). Hésitant à se déclarer candidate aux Primaires Socialistes, à la suite de la mise hors-jeu de DSK, elle était en duo avec Bertrand Delanoë qui la menaçait de déclarer sa candidature, ce que Martine ne voulait pas faire pour "respecter le calendrier". Pendant sa campagne pour les Primaires Socialistes, elle est montrée comme manquant de dynamisme, ce qui fait que les gens la croient morte ou la confondent avec un objet.
- Jean-Marc Ayrault (2012-2016), imité par Daniel Herzog : Peu charismatique, il fait souvent passer des petites réductions de prix pour des avancées phénoménales. Depuis sa lutte pour le pouvoir d'achat, il arrive qu'il soit représenté en mousquetaire (en référence aux publicités d'Intermarché), grâce auquel les prix subissent une baisse exceptionnelle de quelques centimes[70]. Son rôle de Premier ministre est mis en parallèle avec celui de maire. Il s'inspire de son rôle comme maire de Nantes pour gérer le pays, trouvant des solutions convenables pour une ville mais ridicule pour un pays. Il est qualifié de « premier maire de France ». Pour recadrer ses ministres, il s'exprime avec un ton normal, même quand il dit être en colère, preuve qu'il manque d'autorité au sein de son gouvernement.
- Delphine Batho (2012) : Présentée méconnue. Elle est moquée pour son nom[71].
- Pierre Bérégovoy (1992 - 1994) : Bernard Tapie se moquait de lui et de son absence de diplômes lorsque Bérégovoy se présentait comme autodidacte. Il était également montré comme n'ayant pas la valeur des choses et les surestimant énormément (une pizza pour quelques milliers de francs). Certains ont par la suite montré du doigt les Guignols et autres médias satiriques après son suicide.
- Nicole Bricq (2012) : Présentée méconnue, elle est moquée pour son nom[71].
- Bernard Cazeneuve (2014).
- Édith Cresson (1990 - 2000) : Durant son mandat de Premier ministre, elle fut montrée enracinée irrésistiblement à son poste. Les Guignols ont surtout retenu d'elle son incompétence magistrale, employant tous les moyens imaginables pour parvenir à son éviction, comme la changer en fusée Ariane.
- Valérie Fourneyron (2008) : Maire de Rouen, elle est montrée accueillant gauchement Bertrand Delanoë en Normandie dans l'émission du 3 octobre 2008.
- Bertrand Delanoë (2001 - 2015), imité par Yves Lecoq : Présenté durant les municipales de 2001 comme quelqu'un qui ne parvenait pas à se faire entendre, il fut ensuite montré très susceptible si on critiquait Paris Plages, ou tout autre aspect de Paris en général, en appuyant souvent sa réponse par « Si vous n'êtes pas content de vivre à Paris, vous pouvez aller vivre à Montluçon ». Depuis 2005, il est toujours représenté amer de la défaite de Paris à la candidature des Jeux olympiques de 2012, revenant systématiquement sur le sujet. Il est également représenté comme quelqu'un de fermé à tout débat, stigmatisant toute personne émettant des critiques à son encontre ou à l'encontre de la ville de Paris[72]. Il refuse autant que faire se peut de quitter la Capitale ; il ne se trouve en dehors de la ville qu'avec réluctance. En 2011, après l'affaire DSK, il s'énervait devant les membres du PS qui hésitaient à se présenter comme candidats aux Primaires socialistes et menaçait Martine Aubry pour qu'elle se déclare candidate. Cette dernière ne souhaitait pas le faire alors, pour « respecter le calendrier. »
- Jacques Delors (1993 - 1995) : Il est présenté comme un europhile qui parle toujours en anglais pour exprimer son désir d'internationalisation, mais avec une forte prononciation française.
- Harlem Désir
- Henri Emmanuelli (1993 -???), imité par Yves Lecoq : Souvent présent au milieu des années 1990, il était dépeint assez blasé sur les capacités de la gauche et Lionel Jospin à rebondir après leur échec à la présidentielle, il se fit plus rare après les élections législatives de 1997.
- Laurent Fabius (1990 -2016), imité par Jean-Eric Bielle puis Yves Lecoq : Il est représenté comme un autiste qui parle souvent de lui de manière saccadée et à la troisième personne en s'appelant « Lolo », et qui vénère François Mitterrand comme un Dieu[73]. Durant la campagne de Ségolène Royal, il reprenait souvent la formule de son alter ego « Qui va garder les gosses ? ».
- Élisabeth Guigou (1998 - ???), imitée par Sandrine Alexi : Représentée comme défenseur de Jacques Chirac lorsqu'elle était garde des Sceaux, après qu'elle s'est opposée à ce que la Justice puisse attaquer pas un président de la République en fonction. Lors d'un sketch, elle est restée bloquée et sans voix après que Chirac lui a fait un « chat minou » (l'équivalent du chat-bite pour les femmes)[74].
- François Hollande (1998 -2017), imité par Nicolas Canteloup puis par Thierry Garcia : Représenté à l'origine par un flan avec une paire de lunettes[75], il est maintenant représenté comme un homme rondouillard et plutôt naïf, émettant à chaque intervention un rire de grand bêta : « Eéhééhhééé ». Depuis la présence du véritable homme politique sur le plateau du Grand Journal en février 2009 où ses cheveux étaient d'un noir d'encre, la marionnette a été par la suite, succinctement, présentée avec des perruques de diverses formes et d'un noir d'encre elles aussi. Ensuite, à partir de fin 2010, à chaque interview, il détournait chaque question ou chaque sujet pour parler de son physique (régime, cheveux, dents…) ou de sa nouvelle femme. Depuis 2011, chaque intervention sur le plateau le montre au bord de l’inanition, il est systématiquement pris d'évanouissements suggérant le caractère drastique de ses régimes[76]. Il apparaît ensuite comme un ami de Jacques Chirac depuis que ce dernier a annoncé qu'il voterait pour lui. Chirac l'aide pour parcourir le même chemin que lui pour devenir président[77]. Il a très souvent été influencé par Lionel Jospin lors de la course à la Présidentielle, puisque ce dernier, très pessimiste et rancunier de sa propre défaite en 2002, voulait à tout prix qu'Hollande ne fasse pas d'erreurs dans sa campagne[78]. Depuis son investiture aux plus hautes fonctions, le personnage est encore aux prises avec Lionel Jospin, qui cette fois-ci se montre particulièrement collant et envahissant à son encontre[79]. Hollande est représenté avec des sabots de bois aux pieds lors de son discours à Tulle le soir de l'élection présidentielle. Depuis l'affaire du « Tweetgate », le président est représenté complètement tyrannisé, mou et soumis par sa compagne, Valérie Trierweiler (qu'il surnomme Valou) : elle seule prend les décisions et n'hésite pas à le montrer. Il a toutes les peines du monde à empêcher sa Valérie Trierweiler et Ségolène Royal de ne pas s'entre-tuer sur le plateau ou ailleurs. En octobre 2012 il est montré comme quelqu'un manquant des choses immanquables (devant signer une énorme feuille sur une table, c'est la table qu'il signe) ce genre d'action est montré comme des « Immanquables Hollande » ayant comme slogan « À part lui qui peut manquer ça ? » en référence à l'offre immanquable de Peugeot. Il est également caricaturé, avec Jean-Marc Ayrault, comme très peureux; ayant peur de Laurence Parisot et Lakshmi Mittal. Les guignols iront même présenter les deux hommes d'état comme les seuls suricates européens, animaux très craintifs et peureux. Selon une parodie de Ça m'énerve, « Ca m'énerve pas » il serait incapable de s'énerver alors que les raisons sont censées être suffisantes. Depuis sa rupture avec Valérie Trierweiler, il se comporte comme un célibataire (regarde le foot à la télé, va sur les sites de rencontres, fait la fête…) et s'exclame continuellement « J'suis célib. ! ». Depuis 2015 et jusqu'à la fin de son mandat, il était montré comme un loser et comme un assisté à sa compagne Julie Gayet. Il disparait lorsque l'émission cesse de parler de politique française.
- Lionel Jospin (1995 - 2015), imité par Daniel Herzog : tout d'abord montré comme arrivé par erreur à la présidentielle de 1995, puis extrêmement naïf, incarnant le personnage de Io-Io (par référence à Oui-Oui), entre 1995 et 1997[80]. Pendant son mandat de Premier ministre, il est présenté comme un homme compétent, travailleur et intègre, mais dépourvu de toute sympathie (il représente pour cela l'opposé de Jacques Chirac). À partir de 2002, il se montre extrêmement aigri par sa défaite à l’élection présidentielle et son retrait de la vie politique, terminant toutes ses interventions par un tonitruant « pays de meeeeeeeerde ! ». François Hollande, Dominique Strauss-Kahn et Laurent Fabius essayent de lui changer les idées en lui faisant faire d'autres activités, mais Jospin se retire de chaque discipline dans lesquelles il ne connait pas de succès en tenant le même discours que celui de son retrait de la politique[81]. Jusqu'en 2009, où lors de la débâcle socialiste aux élections européennes, il se fait un plaisir de les traiter de « Loooooseer ! ». Devenu le conseiller de François Hollande pour la campagne présidentielle, il lui reproche le plus souvent de « se la raconter »[82].
- Bernard Kouchner (2005 - ???), imité par Daniel Herzog puis Yves Lecoq : il est toujours représenté avec un sac de riz sur l'épaule (en référence à l'opération « Les enfants de France pour la Somalie » qu'il a lancé en 1992, au cours de laquelle il s'est fait filmer portant un sac de riz sur une plage somalienne)[83]. Depuis qu'il est ministre des affaires étrangères, il est représenté comme un intermittent du spectacle, tour à tour acteur, metteur en scène ou réalisateur, à cause de ses envolées lyriques lors d'un discours de mise en garde contre l'Iran ou alors en faisant référence à sa participation en tant que chanteur lors de l'enregistrement d'un titre de rap germano-turc. Il est également prompt à renier ses propres idées et peut à la demande critiquer ou soutenir la politique du gouvernement. Il se demande toujours : « Ça filme, là ? » et prend toujours des poses et des discours théâtraux.
- Jack Lang (1990 -2016), imité par Yves Lecoq : Il est dépeint comme le représentant de la gauche caviar embourgeoisée et élitiste, toujours avec une coupe de champagne dans la main, répétant inlassablement l'expression « Formidable ! » même s'il s'agit de choses négatives. Il s'emploie à être grandiloquent et maniéré.
- Philippe Martin (2013), moqué pour être inconnu du public.
- François Mitterrand (1988 - 2018), imité par Jean-Eric Bielle puis Yves Lecoq : Il était représenté comme un vieillard sénile, acariâtre et prétentieux. En ponctuant ses phrases de « …'bécile » ou « andouille », entre autres[84], il faisait étalage de son profond mépris ressenti pour autrui. Afin de souligner le caractère secret et scrutateur du personnage, le téléspectateur avait souvent accès aux pensées du Président, exprimées par la voix-off lointaine de la marionnette ; pensées qui évoquaient traditionnellement sa répulsion envers son interlocuteur[85]. Dans les dernières années de sa vie, un couinement se faisait entendre dès lors qu'il se déplaçait donc suggérant qu'il était monté sur roulettes pour se déplacer vu son faible état physique[86]. (Ce stratagème a également été employé pour la marionnette de Jean-Paul II, pour les mêmes motifs). Le Président socialiste est apparu en sorte d'esprit frappeur qui hante Jacques Chirac à l'Élysée la nuit en allumant le lustre, déplaçant la couverture, jetant Chirac sur une pointe, montrant sa tête exploser dans son miroir et écrivant « Imbécile » en lettres de sang, sur le mur, avec un ricanement aisément reconnaissable[87]. Le président est présenté sur son lit de mort[88]. Il prend conscience d'être un fantôme, il découvre avoir une âme. Ayant trouvé le moyen de surprendre un quidam qui sursaute à une insulte et se cogne à un lampadaire ; François Mitterrand est extatique d'avoir « enfin toute l'éternité pour emmerder le monde »[88]. Cette séquence en noir et blanc, accompagnée de thématiques similaires au long-métrage et d'un plan où il est adossé à une statue est inspirée du film Les Ailes du désir de Wim Wenders dont Mitterrand était un grand admirateur[89]. Après sa mort, il est souvent représenté, ironiquement, en compagnie du général de Gaulle, dont il fut pourtant l'un des principaux opposants. Ainsi, lorsque Mitterrand ressuscite et effectue une visite à l'Élysée, en 2007, il est accompagné de De Gaulle et qualifie la montre Rolex de Nicolas Sarkozy de « montre des imbéciles »[54]. Avisant des tabloïds sur le bureau, il s'exprime avec dédain : « Et en plus, il n’intéresse que les torchons »[90]. Analytique ; Mitterrand se gausse et décrit avec hauteur la nature profonde de Sarkozy « Je crois que vous avez surtout une certaine idée de l'argent et de la réussite personnelle…»[90]. Ce qui lui vaut les foudres et les injures de ce dernier, à sa grande stupeur.
- Arnaud Montebourg (2012-2016) : représenté en premier lieu par un étalon hennissant, PPD le qualifie à ce moment-là d'une grande noblesse. Il obtient plus tard sa marionnette humaine et il est depuis vêtu d'une marinière[91]. Son intonation est lente et maniérée à la façon d'Arielle Dombasle. Il ponctue régulièrement des discours de louanges sur le "made in France", le plus souvent à propos de sujets connotés négativement (les retards des trains, par exemple) ainsi que de "Cocorico !".
- George Pau-Langevin (2012) : Elle reçoit une poissonnerie de Nadine Morano[92] lors de la passation des pouvoirs après la présidentielle de 2012.
- Vincent Peillon
- François Rebsamen
- Michel Rocard (1988 - 2011) : montré en homme rabougri, les yeux cerclés de cernes violacées, grimé en une sorte d'extraterrestre doté d'une intelligence supérieure. Ses discours se résumaient à des logorrhées interminables, ponctuées de néologismes destiné à accentuer la complexité de ses paroles, et des célèbres grommellements « manaha ! » ou « macapuf ! » ; des formules incompréhensibles qui agaçaient jusqu'à ses amis politiques qui l'en conjuraient de « faire simple ». Capable de raisonnements arithmétiques et philosophiques extrêmement complexes, il était surnommé le « Petit Gris » par le personnage de Bernard Tapie[93]. Il était parfois représenté par une marionnette en version miniature et est aussi le seul à l'avoir en plus de sa caricature d'origine[94]. Cette petite marionnette est par ailleurs employée par François Mitterrand dans un sketch où le Président l'emploie comme poupée vaudou, plantant des aiguilles aux noms de personnalités dépréciées par lui[95]. Michel Rocard se prend par ailleurs une tarte à la crème dans la figure lors du Festival de Cannes 1994[53].
- Ségolène Royal (2005 - 2016), imitée par Sandrine Alexi : D'abord représentée comme une femme extrêmement patriotique, elle est ensuite décrite comme une femme pédagogue considérant l'électeur français comme un enfant en bas âge en se servant des comptines d'Henri Dès pour lui expliquer son programme électoral[96]. Lors de la rentrée 2008, la marionnette de Ségolène Royal adopte l'attitude de son modèle lors du meeting du 27 septembre 2008 au Zénith, scandant à plusieurs reprises et à tout propos « Fraternité ! » et par extension tout autre mot qu'elle veut souligner. Elle est ensuite représentée comme s'opposant à Martine Aubry depuis que cette dernière est devenue la 1re secrétaire du PS. Ainsi elle s'ingénie à voyager ou bien à se trouver là où sa vis-à-vis ne l'attend pas et s'amuse à narguer Martine Aubry par « Salut Martine !! Tu vois je suis là !! ». Elle est souvent accompagnée par Dominique Besnehard qui lui sert d'agent, très protecteur, qui la chouchoute avec tendresse. Récemment, elle est représentée très écolo, vantant les mérites de sa Heuliez électrique même si celle-ci n'a pas que des avantages[97]. Depuis l'élection de son ancien compagnon à la présidence de la République, elle apparaît fréquemment pour lui reprocher son manque de résistance vis-à-vis de sa femme « une grosse dinde avec des gros mollets », voire pour se battre avec elle sur le plateau. Elle apparaît entre autres sous les traits d'une jeune femme haranguant le Président depuis un balcon à Grenoble. Depuis la séparation de Trierweiler et Hollande, elle se présente à ce dernier en femme séductrice, qui a parfaitement compris le message de son ancien compagnon.
- Michel Sapin (2012 -2017) : Présenté méconnu. Il est moqué pour son nom[71]. Il l'est depuis pour faire des euphémismes sur la situation économique, en réalité mauvaise.
- Dominique Strauss-Kahn (1997 -2016) imité par Daniel Herzog : Il a été, à ses débuts, montré très amoureux de sa femme Anne Sinclair, de laquelle il ne se séparait jamais[98]. Ensuite représenté en 1997 comme un socialiste aux idées de droite, ne jurant que par la Bourse, il devient, après le scandale de la MNEF, un homme facturant tous les conseils qu'il donne, même les plus anodins. Longtemps montré comme un passionné de mathématiques, à cause de ses anciens postes de ministre de l'Économie puis au FMI, il finissait toujours ses phrases par des opérations arithmétiques en relation avec des chiffres dit précédemment (« 25… 5x5 !… »). Il est montré à cette époque mélangeant le français et l'anglais dans ses phrases, fumant souvent un cigare, surtout quand Martine Aubry tente de lui rappeler les valeurs de gauche. Depuis certaines crises ces derniers temps dans certains pays, il critique des personnalités françaises en faisant croire qu'il parle des présidents de ces pays (par exemple en parlant de Nicolas Sarkozy en faisant croire qu'il parle du président portugais ou en critiquant la candidature de François Hollande en faisant croire qu'il parle du président grec) et quand on lui demande s'il parle de politique française, il déclare « Ah non, pas du tout, je n'en ai pas le droit ! » Depuis l'affaire de l'hôtel Sofitel de New-York, il est présenté comme un maniaque sexuel, compulsif[99] et sans aucun tabou[100], continuellement vêtu d'un peignoir à imprimé léopard à moitié ouvert (qu'il dit porter car : il « sort de la douche »[101]). Il ne porte pas de sous-vêtements sous son peignoir. Son appareil génital est surnommé « Francis »[102] par la marionnette. Il est de surcroît présenté comme un adepte assidu des numéros roses et autres appels tarifés du même genre[103]. Il en regrette même la fin programmée du Minitel. Ses penchants féminins sont employés contre lui, par François Hollande et Martine Aubry, qui cherchent ainsi à obtenir ses analyses économiques par des voies détournées[104]. Fait rare, sa marionnette a été l'invité de la seconde partie du Grand Journal, le 17 octobre 2011, pour présenter le DVD de la saison précédente des Guignols. L'expression : « Excusez la tenue, je sors de la douche » est devenue sa salutation à part entière. Son comportement délétère lui a valu de nombreuses scènes de ménage avec son épouse[105] qui pour sa part est particulièrement naïve puisqu'elle n’apparaissait pas avoir conscience de la double-vie de son compagnon.
- Manuel Valls (2011 - 2017), imité par Yves Lecoq : Il était soutenu par des hommes politiques de droite pour la Primaire socialiste de 2011. Lorsqu'il devient ministre de l'Intérieur, ses choix vestimentaires sont raillés, les autres personnages pensant systématiquement qu'il se marie à cause de son smoking clair. Il a des idées de droite, voire d'extrême droite. Il se défend d'avoir à la fois ce genre d'idées et d'être de gauche avec des tirades commençant par « Quoi, parce que je suis de gauche je ne pourrais pas…?. » après sa démission du parti socialiste, il est représenté comme seul. Il disparait lorsque l'émission cesse de parler de politique française.
- Anne Hidalgo (2013 - 2017) : Elle apparaît effacée derrière Bertrand Delanoë, qui essaie toujours de parler à sa place. elle est l'un des seuls soutiens de Benoist Hamon pendant l'élection présidentielle 2017. Elle disparait lorsque l'émission cesse de parler de politique française.
- Benoît Hamon (2017): représenté comme un homme seul et sans amis. Sa marionnette est celle de Laurent Blanc.

#### Front de gauche(FG)[106]

##### Parti communiste français(PCF)
- Robert Hue (1995 - ???) : D'abord montré comme un nain de jardin (ou alors en compagnie de ceux-ci) à cause de sa ressemblance physique avec ces objets, il est rarement pris au sérieux, tant par ses adversaires que par ses alliés. Pendant sa campagne présidentielle de 2002, il est montré comme ne faisant rien d'autre que de trouver un moyen de tuer le temps dans un running gag intitulé "Et pendant ce temps-là, au Parti Communiste"[107]. Il est ensuite représenté comme un retraité constamment vêtu d'un peignoir après l'échec du PC à l'élection présidentielle de 2002 ; l'accent est alors mis sur son caractère dépassé.
- Marie-George Buffet (2007) : essayant de sauver le PC à tout prix, elle était représentée, durant l'émission spéciale du soir du 1er tour de l'élection présidentielle de 2007 avant son maquillage, par une marionnette de Staline.

##### La France Insoumise
- Jean-Luc Mélenchon (2011 - 2016) : préfère critiquer les journalistes que Sarkozy, il est montré comme un homme grincheux passant son temps à s'énerver seul devant sa télévision, en général en tricotant, ce qui lui valut le surnom de « Mémé Lenchon »[108]. Il est dégoûté par tout, même de simples choses comme le café ou l'essence, mais aussi par les nouvelles technologies comme les ordinateurs, Internet ou Facebook[6]. Il affirme que plusieurs personnalités de gauche se comportent comme étant de droite, à cause de leurs comportement de tous les jours[109]. De plus, il apparaît fréquemment en montrant les têtes coupées de nombreuses personnes l'ayant importuné ou qu'il a jugées bourgeoises[110]. Pendant les élections législatives de 2017, il parle avec un accent marseillais, en référence à sa candidature dans la circonscription de Marseille. Il est ensuite montré comme un farouche opposant à Emmanuel Macron. Il disparait lorsque l'émission cesse de parler de politique française.

#### Extrême-gauche

##### Nouveau Parti anticapitaliste(NPA) (ouLCRavant 2009)
- Olivier Besancenot (2002 - 2017) : sa première marionnette représentait un bébé en pleurs. Plus tard, préconisant de venir faire la révolution « avec sa saucisse », il se présente comme le successeur du Che, pensant que le gouvernement veut l'assassiner parce qu'il dérange le système.
- Philippe Poutou (2012)

##### Lutte ouvrière(LO)
- Nathalie Arthaud (2008-2017) : révolutionnaire comme Arlette l'était dans le temps. Elle doit supporter une Arlette Laguiller presque sénile qui ne cesse de lui raconter ses souvenirs de mai 68. En 2017, sa marionnette devient celle de Arlette Laguiller.
- Arlette Laguiller (1995-2017) : répétant inlassablement son « Travailleurs, travailleuses, on vous ment, on vous spolie… », elle est aussi enthousiaste à l'idée de faire la révolution contre le grand Capital[111]. Elle est aussi décrite comme une femme ayant des idées morbides sur le patronat français ; par exemple, elle rêve de leur « arracher les boyaux ». Récemment, elle est présentée comme beaucoup plus pessimiste, vivant recluse comme une grand-mère et se nourrissant de raviolis en boîte. Elle a également trouvé une jeune femme ayant le même comportement qu'elle à ses débuts, Nathalie Arthaud, pour prendre sa relève. Elle fustige également les pauvres car elle ne comprend pas qu'ils ne votent pas tous pour elle parce qu'ils sont pauvres. Depuis l'arrivée de Nathalie Arthaud, Arlette est un peu sénile et ne cesse de raconter les mêmes souvenirs de mai 68. Mais depuis 2011, elle a évolué en s'inscrivant avec Olivier Besancenot sur Facebook, au grand dam de Jean-Luc Mélenchon[6].

#### Écologie

##### Europe Écologie Les Verts(EELV) (ouLes Vertsavant 2010)
- José Bové (2000 - 2015), imité par Daniel Herzog : représenté avec des moustaches lui cachant la figure, adversaire de la World Company dans les années 2000 ;
- Daniel Cohn-Bendit (1999 - 2016), imité par Yves Lecoq : de Europe Écologie. Plus récemment, il parle toujours de l'Allemagne et de ses interventions là-bas, disant toujours « En 78 avec les Grünen… » Il essaye de faire taire Eva Joly pendant sa campagne présidentielle[112].
- Cécile Duflot (2012 - 2015), imitée par Sandrine Alexi : les auteurs des Guignols la présente comme une adolescente en pleine crise existentielle au caractère volcanique, tempétueux et irrespectueux envers Noël Mamère et Dominique Voynet, caricaturés comme ses parents ou conseillers. Elle utilise également un vocabulaire de jeune, employant des mots tels que "swag" ou "boloss"[113],[114].
- Eva Joly (2010 - 2015), imitée par Sandrine Alexi : Elle est dépeinte comme une femme lucide, d'où un apparent catastrophisme. Elle s'obstine à vouloir dévoiler la vérité sur les catastrophes écologiques et sanitaires. Elle est des plus pessimistes quant à l'avenir de la planète, affirmant « qu'il est trop tard » avec un ton détaché, à l'accent germanique. Elle a été présentée comme une opposante farouche de Nicolas Hulot, tous deux s'invectivant lorsqu'ils se trouvaient au même moment sur le plateau, d'autant que chacun cherchait à avoir le dernier mot sur l'autre[115]. Elle était présentée un certain temps comme quelqu'un faisant preuve d'une trop grande franchise[116]. Elle est agacée par Noël Mamère et Daniel Cohn-Bendit qui veulent qu'elle retire sa candidature[117].
- Alain Lipietz : Ses camarades écologistes, même avec la plus grande volonté, ne parviennent pas à retenir son nom, l'écorchant sans cesse, le travestissant en des sonorités humoristiques comme la célèbre marque de produits alimentaires Liebig. Lorsqu'il était candidat aux élections présidentielles françaises de 2002, Noël Mamère et lui s'invectivaient constamment à la suite de ses propos polémiques sur l'amnistie des nationalistes corses.
- Noël Mamère (1999 -2016), imité par Daniel Herzog : Il est dépeint comme un homme franc, cynique et amer, complètement dépité par la désorganisation apparente des Verts jusqu'à approximativement 2006. Il a toujours été prompt à critiquer Dominique Voynet[118] ; puis a tenté de faire passer le pessimisme d'Eva Joly comme étant une blague hilarante, lançant des cotillons et autres serpentins, tout en soufflant dans un sifflet en papier. Cécile Duflot lui mène maintenant la vie dure ; puisqu'elle refuse catégoriquement les conseils qu'il lui donne concernant la politique et la vision écologique Dépité du caractère tempétueux de la ministre, il tente par divers moyens à lui faire entendre raison, sans succès.
- Dominique Voynet (1995 - 2015), imitée par Sandrine Alexi : Elle est présentée comme une femme persuadée de mener tambour battant son parti politique alors qu'elle est incapable de fédérer les différents courants de pensées au sein de celui-ci. Elle est systématiquement discréditée par la marionnette de Noël Mamère. Lorsqu'elle était au ministère de l'Environnement, elle devait supporter un Lionel Jospin qui tenait à avoir et avait toujours le dernier mot face à elle[119]. Elle réapparaît durant la campagne d’Éva Joly aux côtés de Noël Mamère et Daniel Cohn-Bendit. Depuis l'apparition de Cécile Duflot en marionnette, Dominique Voynet est représentée en mère (ou conseillère?) d'une ado difficile et particulièrement ronchonne.

##### Autres écologistes
- Antoine Waechter (1992 - 2000) du Mouvement écologiste indépendant
- Brice Lalonde (1992 - 2004) de Génération écologie

Ces deux marionnettes étaient présentées en duo comique, Antoine Waechter, le nerveux, tyrannisant Brice Lalonde, et lui déniant toute initiative sous prétexte que ses actes ne sont pas assez écologiques pour lui et le menaçant sans cesse de désertion : « Brice, si tu fais ça, tu t'exclus de toi-même du mouvement ». En 2004, la marionnette de Brice Lalonde est réapparue sporadiquement pendant l’élection présidentielle américaine, mais seulement pour rappeler que John Kerry et lui sont cousins.

### Étrangères

#### Europe

##### Allemagne
- Helmut Kohl : Il est dégoûté du comportement nerveux et indécis de Jacques Chirac pendant un entretien avec lui dans son bureau, et regrette ses contacts avec François Mitterrand, avec lequel il s'entendait bien. Le président socialiste pensait du chancelier allemand : « Très bien, Helmut Kohl, mais inculte ! Quel porc ! ».
- Gerhard Schröder
- Angela Merkel (2007 - 2018) : lors de la crise de 2011, c'est elle qui décide du sort de la France. C'est toujours à elle que Sarkozy s'adresse pour avoir une réponse lorsque PPD lui parle de la crise. Elle est même présentée comme nouvelle véritable présidente de la République lors d'allocutions officielles où elle annonce de sévères mesures de rigueur aux Français, avec forces interjections allemandes et beaucoup d’opiniâtreté. Plus tard, elle sera représentée comme amoureuse de Emmanuel Macron, après avoir éprouvé un certain mépris pour François Hollande.

##### Autriche
- Jörg Haider : Présenté comme un admirateur d'Hitler.

##### Belgique
- Elio Di Rupo (2012) : Présenté comme ayant des critères précis sur les industries françaises s'installant en Belgique. Il parle avec un accent bruxellois. Les Belges regardant l'émission ont critiqué ce personnage, affirmant qu'il ne ressemble en rien au vrai di Rupo.

##### Italie
- Silvio Berlusconi (1994 - 2016) : Il est présenté comme un beau parleur, nostalgique du fascisme et revendiquant ses actes politiques de ce courant. Il lui arrive même d'imiter le guignol Nicolas Sarkozy et de lancer des « Vaffanculo !» à quiconque se montre trop insistant dans ces questions (les journalistes en particulier). À partir de 2011, à la suite des accusations de détournements de mineures le concernant, il est présenté comme un éphébophile se vantant de ses soirées de « bonga bonga ».

##### Monaco
- Albert II de Monaco (1988 - 2009) : Considéré comme assez naïf et inapte à diriger la principauté de Monaco. Son père n'a eu de cesse, de son vivant, de le considérer inapte au trône. Le Prince Albert réapparait en mai 2013 après le retour de Monaco en ligue 1 de football. L'homme d'affaires Dmitri Rybolovlev se trouve à ses côtés et parle a sa place, le Russe décrivant le Prince Albert comme « bègue et un peu idiot ». Cette mise en scène parodie le prince Al Thani et Leonardo par la situation inverse.
- Caroline de Monaco (1988 - 2005) : Aussi naïve et cruche que ses frères et sœurs.
- Rainier III (1988 - 2005) : Père d'Albert II, celui-ci était toujours représenté mort d'inquiétude auprès de son fils, qu'il n'a jamais considéré comme prêt au trône[88].
- Stéphanie de Monaco (1988 - 2005) : Représentée comme la plus bête de la famille, incapable de lire correctement une question de Trivial Pursuit, puis en mercantile exigeant la garde de Paris Match, Gala et Voici lors de son divorce avec Daniel Ducruet.

##### Pologne
- Lech Wałęsa : Représenté en grand ami de Jean-Paul II.

##### Royaume-Uni
- Tony Blair (1997 - 2007) : Affublé d'oreilles proéminentes, comme pour le Prince Charles. Avant la seconde guerre d'Irak, il est présenté comme chaleureux et avec un fort accent anglais. Il est présenté durant la seconde guerre en Irak ayant le comportement d'un caniche - et le QI d'un caniche - en aboyant et ayant des mimiques canines, suivant les États-Unis comme son ombre, sans fierté ni analyse.
- Prince Charles (1988 - 2015) : Il est souvent représenté avec une grande paire d'oreilles et un gros nez.
- Élisabeth II : D'abord représentée avec de grandes oreilles et un gros nez comme le reste de la famille royale britannique, elle est représentée sous des traits plus proches de sa véritable apparence à partir de 2002.
- Lady Di : Représentée avec une grande paire d'oreilles et un gros nez.
- Margaret Thatcher : Vieille dame à l'accent anglais très appuyé, se disant l'alliée de Jacques Chirac et dont la fermeté et l'intransigeance mettait l'intéressé mal à l'aise. Elle était hautement dépréciée par François Mitterrand, qui la traite de "sotte".
- John Major
- Jamie Shea : Durant la Guerre du Kosovo il a justifié la destruction d'un sanatorium par un missile en invoquant l'asthme dudit missile.
- Prince William et Kate Middleton (2017-2018): représenté comme un couple cul-cul.
- Theresa May (2017-2018) : Première Ministre Britannique, apparue très épisodiquement au sujet du Brexit.

##### Espagne
La plupart des marionnettes espagnoles sont réutilisées de l'adaptation Espagnole Las Noticias Del Guinol.
- Felipe Gonzales (1996) : rencontre Io-Io au pays des idées.
- José María Aznar
- José Luis Rodríguez Zapatero : Représenté avec d'énormes yeux globuleux.
- Mariano Rajoy

##### Grèce
- Giórgos Papandréou (2011) : Lors de la crise grecque en 2010, il est montré comme un soumis aux autres États européens, ainsi qu'à Barack Obama. Il a même pendant une émission été remplacé par Cetelem.

##### Russie
- Joseph Staline : Lors de sketches sur le Parti communiste français, il est présent aux côtés de Lénine et Mao Zedong. Marie-George Buffet est présentée sous une marionnette du dictateur soviétique, lors de l'élection présidentielle de 2007.
- Boris Eltsine (1992 - 2007) : Il était représenté comme un grand alcoolique.
- Mikhaïl Gorbatchev (1989)
- Vladimir Poutine (2000 - 2018) : Il est représenté comme un homme taciturne, arrogant et autoritaire ; d'un simple regard, avec de gros yeux, il fait taire le journaliste qui l'interroge. Il est énormément orgueilleux d'être russe. Depuis 2008, et l'élection présidentielle en Russie, il est nommé premier ministre. Il apparaît avec une perruque brune de manière à ressembler à Dmitri Medvedev, le président, suggérant ainsi que ce dernier n'est qu'une marionnette et que Poutine a toujours le pouvoir. Il est obsédé à l'idée d'exterminer tous les terroristes (toujours tchétchènes, selon lui). Il est également montré comme anti-homosexuel, notamment lors des JO de Sotchi[120]
- Dmitri Rybolovlev : L'homme d'affaires détenteur du Club de football de Monaco parle avec un accent slave assez appuyé et il ne laisse pas le Prince Albert de Monaco s'exprimer, le décrivant : « bègue et un peu idiot ».

##### République tchèque
- Václav Klaus

##### Serbie
- Slobodan Milosevic : Représenté comme un dictateur massacrant et déportant les kosovars. Il affiche même une fierté assumée de ses crimes, y compris lorsque ceux-ci lui valent d'être poursuivi par le tribunal pénal international de La Haye.

#### Amérique

##### États-Unis
- Madeleine Albright (1998) : représentée par la même marionnette que celle de Monsieur Sylvestre avec des cheveux blonds. Elle est montrée très susceptible.
- George Bush (1990 - 2009) : toujours déçu des actions de son fils à la tête des États américains, il est pourtant tout aussi imbécile que lui[121].
- George W. Bush (2000 - 2015) : il est présenté encadré par ses conseillers Sylvestre qui sont les réels dirigeants (qui le surnomment « Deubeuliou », prononciation anglaise du "W"), lui-même étant dépeint par la rédaction comme un attardé mental particulièrement lourd. Un gag récurrent, lors d'un interview du président des États-Unis par PPD, apparaît sous la forme des sous-titres dont étaient affublés les deux personnages : par exemple, « M. Sylvestre - Président des États-Unis, Georges W. Bush - Résident des/aux États-Unis ». Bush fils a le comportement, le vocabulaire et les mimiques d'un gamin idiot et simplet. Il commence quelquefois les sketchs par « Où il est mon zizi ? ». Représenté en une caricature de James Bond[122] totalement incompétent, il joue à la guerre avec son père sans se rendre compte de la portée de ses actes[121].
- Bill Clinton (1992 - 2000, 2016) : présenté tout d'abord comme un laquais de ses conseillers Sylvestre, pendant l'affaire Monica Lewinsky, de nombreux sketches mettant en scène la marionnette du président américain le font passer pour un véritable obsédé sexuel. Il est retour en 2016 dans ce même rôle pendant la campagne de sa femme Hillary.
- Hillary Clinton (1996 - 2016) : présentée comme incompétente et incapable de faire face à Barack Obama, le sourire toujours aux lèvres. Lors des élections présidentielle de 2016, elle est d'abord représentée comme calmant les ardeurs de son mari avant d'être représentée malade et toussant, en rapport avec les problèmes de santé de la vraie Hillary.
- John Kerry (2004) : commençant la plupart de ses phrases par « Quoi ?! Y'en a qui disent ça ? » et cherchant à déstabiliser George W. Bush sans réels succès, il achevait la plupart de ses réponses par un « Et toc ! » faussement vainqueur.
- Barack Obama (2008 - 2017) : pendant la campagne, il apparaît ironiquement comme un sauveur providentiel, parfait sous tous les plans, en raison de son plébiscite par les Français. Les clips de campagne le montrent souvent en compagnie de George Clooney, WALL-E ou d'autres stars d'Hollywood. Il est vénéré par PPD et ne cesse d'utiliser son expression Yes we can, faisant de nombreuses rimes avec son slogan (« John McCan », « Je ricane »…). Un gag récurrent consistait à transformer le plateau télé en cinéma lorsqu'il racontait ses souvenirs. Récemment, il est montré comme hypnotisant son public par le procédé du storytelling. La Maison Blanche d'Obama est parodiée comme étant « La Maison de Mickey » dans laquelle Obama prend toutes ses décisions, accompagné de la célèbre souris de Disney pour ramener le bien partout dans le monde. Il termine toujours par ce gimmick « C'est du bon boulot, Mickey ! ». Depuis son discours sur les armes nucléaires, il prétend que les hommes sont tous des « Brothers », quelle que soit la couleur de peau, et que la paix est possible en détruisant les armes de destructions massives, et en réglant tous les conflits pacifiquement. En revanche, l'Amérique doit garder ses armes. Il est représenté comme un pantin entre les mains des Sylvestres, qui le menacent de retarder encore son projet d'assurance maladie s'il n'envoie pas des troupes supplémentaires en Afghanistan. Récemment, il est représenté comme un « gars cool », totalement refait par les Sylvestre, qui s'exprime avec une voix à la Eddie Murphy et fait du stand-up pour promouvoir sa politique. Les Sylvestre affirment que la politique étrangère de Obama est similaire à celle de Bush, mais que « ça passe comme une lettre à la poste » avec cet homme. Lors de la marée noire de 2010, il est très remonté contre les Britanniques et la compagnie pétrolière BP et a parfois animé des « Top Five des idées les plus débiles de BP pour régler la marée noire ». L'idée des Top Five est depuis reprise pour répondre à des questions de politique ; par exemple concernant le Top Five de sa candidature à un second mandat[123]. Depuis la crise de la dette américaine, en 2011, il est représenté comme étant totalement dépendant de Hu Jintao, apparaissant souvent en sweat-shirt et expliquant qu'il n'a plus aucun pouvoir sur les États-Unis ("Mec, j'suis pas Président des États-Unis, j'suis juste le gouverneur d'une province chinoise !"). Obama admet avec dépit que son homologue chinois est devenu le big boss. Ils sont comparés au couple Jackie Chan/Chris Tucker de Rush Hour: « Quand un mec cool ruiné, fait équipe avec un mec pas cool blindé »[124]. Cette soumission envers la Chine sera ensuite reprise pour de nombreux dirigeants, y compris les Sylvestres.
- Mitt Romney (2012) : depuis sa gaffe sur les hublots d'avion où il ne comprend pas pourquoi ces fenêtres ne peuvent pas être ouvertes, il est décrit comme aussi bête de Bush. Barack Obama se moque joyeusement de lui, grâce à un Top Five énumérant ses actions sans jugeote[23]. Il répond souvent des choses insensées aux question de PPD ou aux paroles de Monsieur Sylvestre, son conseiller, car il ne comprend tout le vocabulaire et lui donne une mauvaise définition. Sylvestre et lui se lancent dans des joutes verbale où Sylvestre s’évertue à lui faire comprendre le vrai sens des mots, et où Romney lui répond qu'il se trompe et donne la définition d'un autre mot qu'il pense être la bonne[125]. Il réapparait brièvement le jour de la cérémonie d'investiture d'Obama.
- Condoleezza Rice : elle est représentée par la rédaction comme une femme froide avec des canines de vampire, autoritaire et dont la sévérité se ressent même dans ses passions musicales.
- Arnold Schwarzenegger (1992 - 2018) : parle souvent d'une voix tonitruante qui effraie PPD.
- John McCain (2008) : obsédé par la guerre du Viêt Nam, il relate à chaque fois une anecdote en commençant la phrase par « en 67 à Da Nang au Viêt Nam… », ses arguments de campagne se réduisent à l'énumération de ses blessures de guerre. Il est capable de se « démonter » littéralement car tout chez lui a été remplacé pendant la guerre du Viêt Nam, ainsi, il n'y aurait plus que les yeux qui soient d'origine. À la fin de la campagne présidentielle, les Sylvestre le démontent.
- Bernie Sanders (2015) : il est représenté à l'aide de la marionnette de Rémy Pflimlin, déprimé et résigné à la montée en puissance de Donald Trump. Néanmoins il peut avoir le soutien d'Alain Juppé pour la candidature démocrate.
- Donald Trump (2015-2018) : présenté comme un homme vulgaire et insultant répétant souvent "Great"[126]. Il surnomme PPDA "Pepper D'Arvor". Après son élection, il est représenté en homme incompétent, raciste, misogyne et riant bêtement.
- Melania Trump (2015-2018) : Compagne de Donald Trump elle est apparue pour la 1re fois dans un sketch parodiant la Belle et la Bête

##### Cuba
- Fidel Castro : Il a des difficultés à se déplacer, dues à son âge avancé. Arlette Laguiller en est fan[6].

##### Chili
- Augusto Pinochet : Il invoque des problèmes de santé pour ne pas être jugé pour les crimes commis pendant sa dictature, mais on le voit peu après s'adonner à des activités physiques comme le saut à l'élastique quand il apprend l'abandon des poursuites à son encontre.

#### Afrique

##### Libye
- Moustapha Abdel Jalil (2011) : Le nouveau président libyen, chante souvent "One, two, three, viva Sarkozy".
- Mouammar Kadhafi (2007 - 2011) : Présenté lors de sa visite en France en 2007, comme un invité gâté par Nicolas Sarkozy. Pendant la révolution Libyenne de 2011, il est montré comme un fou dangereux, capable des pires atrocités envers son peuple. Il apparait brièvement dans le Nico's Day en avril 2012, sous l'aspect d'un squelette.

##### Algérie
- Abdelaziz Bouteflika (2003 - 2013) : Montré comme un dictateur cachant tout à ses citoyens[127].
- Mokhtar Belmokhtar (2013) : Apparaît depuis la prise d'otages d'In Amenas en janvier 2013. L'un de ses yeux est opaque, presque noir, afin de mettre en évidence le fait qu'il soit borgne.

##### Tunisie
- Zine el-Abidine Ben Ali (2011 -2015) : Apparaît ponctuellement lors de la révolte tunisienne de janvier 2011. Il tente d'abord de mâter la révolte et nie tous problèmes, et après sa fuite en Arabie, il est représenté comme un riche client d'hôtel qui dépense avec sa femme (représentée elle-aussi) l'argent qu'il a détourné et volé dans son pays.
- Boris Boillon (2011-2015) : Ambassadeur de France en Tunisie, montré comme un strip-teaseur musclé après que de véritables photos du diplomate français en maillot de bains furent publiées en février 2011 dans la presse française[128].
- Rached Ghannouchi (2011) : La préoccupation des Français après son élection était de savoir si aller à Mamette tout frais payé en référence au scandale ayant frappé Michèle Alliot-Marie lorsqu’elle était ministre des Affaires étrangères.

##### Côte d'Ivoire
- Laurent Gbagbo (2010 - 2011) : Comparé à Miss Nationale 2011, en rapport avec le conflit entre lui et Alassane Ouattara (Miss France 2011), à la suite de l'élection présidentielle ivoirienne[129].
- Alassane Ouattara (2010 - 2011) : Comparé à Miss France 2011, en rapport avec le conflit entre lui et Laurent Gbagbo (Miss Nationale 2011), à la suite de l'élection présidentielle ivoirienne[129].

##### Égypte
- Hosni Moubarak (2011) : Il a passé la Saint-Valentin en Arabie saoudite avec Zine el-Abidine Ben Ali à cause de la révolte de son peuple.

#### AsieetProche-Orient

##### Chine
- Hu Jintao (2009 - 2015) : Le président chinois est souvent curieux des réactions des Occidentaux. Il parle avec un accent chinois fortement exagéré. Il impose souvent sa volonté à Barack Obama, car tout le système américain a été acheté par la Chine. Obama admet avec dépit que son homologue chinois est devenu le big boss. Ils sont comparés au couple Jackie Chan/Chris Tucker de Rush Hour: « Quand un mec cool ruiné, fait équipe avec un mec pas cool blindé ». Toutes les grandes puissances demandent à Hu Jintao de leur donner de l'argent, et sont prêtes à se ridiculiser pour ce faire.
- Li Peng

##### Afghanistan
- Mollah Omar (2002 - 2015) (si l’original est mort en 2013, il a été représenté jusqu’en 2015 car il n’avait pas encore été retrouvé à ce moment-là) : Souvent représenté en train de s'enfuir sur une mobylette. Il est borgne et est souvent accompagné de Ben Laden avec lequel ils se moquent ouvertement de PPD et des Occidentaux[130],[131]. Il parvient à vendre une flopée de mobylettes à Saddam Hussein arguant qu'il n'a jamais été capturé depuis qu'il en a une[132].

##### Arabie saoudite
- Oussama ben Laden (1998, 2001 - 2011) : (ancienne marionnette de Harlem Désir). Lors de sa première apparition après les attentats en Tanzanie, Bill Clinton le présente comme le « nouveau méchant » rêvé des États-Unis, remplaçant le « vieux » Saddam Hussein. Après les attentats du 11 septembre 2001, il passe son temps à se moquer de la naïveté occidentale[131], à vouloir détruire les États-Unis[122] et surnomme les femmes « ispices di counasses ». En aparté, une partie du public n'avait pas apprécié que le terroriste islamiste soit décrit comme une personne plutôt sympathique. PPD commenta alors chacune de ses phrases en rappelant le fait qu'il soit un terroriste et en ayant une mine plutôt effrayée à chacune de ses interventions. La marionnette a également son rire caractéristique. Après sa mort, Oussama Ben Laden est représenté au paradis en compagnie de Jean-Paul II, puisqu'il est mort sans procès. Il reconnaît de lui-même mériter l'enfer.

##### Corée du Nord
- Kim Jong-il (2002 - 2013) : Il insultait continuellement les Américains, faisant preuve d'un grand mépris envers eux, tenait à les exterminer puisque dans sa folie, il ne craignait nullement de chercher la guerre. Il a la particularité d'être l'un des rares personnages à avoir effrayé le tout puissant M. Sylvestre qui, devant lui, minimise laborieusement l'impact de ses paroles et ne remarque pas sa dangerosité.
- Kim Jong-un (2010-2018) : Apparaît en compagnie de son père dans une parodie de Bienvenue chez les Ch'tis. Il est ensuite représenté comme un méchant à la James Bond, obsédé par la bombe nucléaire. Depuis 2016, il menace régulièrement les États-Unis et s'écharpe avec Donald Trump.

##### Japon
- Akihito (1994)
- Naoto Kan (2011) : Après le drame de mars 2011, il tentait d'avoir un contact avec EDF, ce qui n'était pas chose facile.

##### Inde
- Lakshmi Mittal (2012) : présenté sous les traits d'un Monsieur Sylvestre basané et coiffé d'un turban[125]. Il est représenté dans un sketch où il offre un slime à son fils qui n'est nulle autre que Jean-Marc Ayrault, alors premier ministre.

##### Irak
- Saddam Hussein (1990 - 2007) : Dépeint comme un homme las ironisant la venue et la raison de la venue des Américains, menaçant de « balancer ses missiles sur ses puits de pétrole » et se plaignant que « ses chars étaient en carton ». Il achète de nombreuses mobylettes au Mollah Omar[132]. Finissant sa phrase par « Quelle connerie la guerre ! ». Sa dernière apparition date de la première émission de 2007, dans laquelle la foule crie « BONNE ANNÉE ! » et qu'il rajoute : « Et surtout, la santé ! », avant de se faire pendre (il a été pendu le 30 décembre 2006).
- Mohamed Saïd al-Sahhaf (2003) : Apparu pendant la guerre en Irak, il a été interviewé par Denis Chalandier (un journaliste fictif). Michel Lecomte, le cadreur, se moquait de lui lorsqu'il dit que l'armée irakienne est puissante.
- Abou Bakr al-Baghdadi (2014 - 2016) : Représenté comme un chef militaire sociopathe toujours en train de prononcer des menaces voilées contre l'Occident.

##### Iran
- Mahmoud Ahmadinejad (2007 - 2015) : Il apparaît notamment dans un sketch où, en négociation avec la France et les États-Unis, il se moque de Nicolas Sarkozy qui le menace de lui envoyer l'armée française, « Envoie-la moi, il n'y a pas de raison qu'il y ait que les Afghans qui rigolent », ce qui finit par provoquer les rires de Barack Obama.

##### IsraëletPalestine
- Mahmoud Abbas (2010 - 2011)
- Yitzhak Rabin (1993-1995)
- Ismaël Haniyeh (2006) : Interviewé par Denis Chalandier, Michel Lecomte critiquait le fait qu'il refuse de faire la paix avec l'Israël[133].
- Benyamin Netanyahou (2005 - 2015) : Il empêchait Arafat d'apparaître à l'écran. Apparaît comme paranoïaque.
- Yasser Arafat (1988 - 2004)
- Ariel Sharon (2002 - 2005)

Ces deux marionnettes, lorsqu'elles étaient ensemble, passaient leur temps à se disputer même sur le plateau devant PPD, sauf lorsqu'il s'agit de faire taire Harry Potter qui vient leur proposer la paix. Yasser Arafat a été montré peu avant sa mort sous un jour plus sympathique, comme un fataliste habitué aux attentats mais conservant un mince espoir d'avoir un « chez-moi ».

##### Qatar
- Prince Al Thani (2012-2018) : il se sert de Leonardo comme porte-parole. Lorsque d'autres personnages, le plus souvent PPD, demandent « il ne parle pas français, le prince ? », Leonardo rétorque : « Si, mais il ne parle pas à toi/aux pauvres. » La seule fois où il a parlé à PPD était en septembre 2012 lorsque ce dernier s'est exclamé que le prince pouvait faire un effort, il lui a alors répliqué « T'es pauvre, t'es chauve et tu me dégoûtes ». Multimilliardaire, il peut se permettre d'acheter ou de donner en cadeau à peu près tout ce qu'il veut, des voitures de sport, des articles de luxe, des sociétés, des rues, des gares comme s'il jouait au Monopoly dans la vie réelle[134], mais aussi tous les monuments de Paris. Il se vante que tout ce qui est hors de prix n'est pas cher pour lui. Il offre une Rolex à PPD en juin 2014. Dans un sketch, Leonardo et lui montrent à Hervé Mathoux que la seule activité qui a coûté très cher au prince est d'avoir fait dire au pape « Allah akbar », lors d'une messe place Saint-Pierre[135],[125]. Zlatan Ibrahimović serait une des rares personnes auquel le prince parle et il le fait en suédois. Depuis 2016, Serge Aurier remplace Léonardo.

##### Pakistan
- Ahmed Shuja Pasha (2011) : chef des services secrets pakistanais, il s'étonne d'apprendre que Ben Laden vivait dans son voisinage, et justifie le fait qu'il n'ait jamais été repéré par les Pakistanais par une phrase qu'il répète souvent : « plus c'est gros, plus ça passe ! »

##### Syrie
- Bachar el-Assad (2009 - 2018) : représenté comme un boucher sanguinaire, sans scrupules, tuant son peuple. Il fait des blagues de très mauvais goût sur ses tueries, narguant par exemple que grâce à lui la délégation syrienne est la plus grosse aux Jeux paralympiques.

## Sportifs

### Football
- Nicolas Anelka (2000 - 2015), imité par Yves Lecoq : Présenté comme un gamin gâté et rivé à sa console de jeux PlayStation, à l'époque où il jouait au Real Madrid lors de la décennie 1990. Une parodie de la série Marc et Sophie (« Nico et Luis ») mettait en lumière ses rapports conflictuels avec Luis Fernandez, l'entraîneur du Club à l'époque. Durant l'ère Domenech et en référence à ses problèmes de placement en équipe de France, la comptine enfantine Il court, il court, le furet a été revisitée en : « Il court, il court le Nico, il ne sait pas où il va, il est passé par ici, il repassera par là ha ha ha haa… ». Ainsi, le joueur possède un manque total de localisation dans l'espace : il court dans tous les sens, ne sachant pas où se placer sur le terrain malgré l'aide d'un plan détaillé : « Vous, vous êtes là ! ». Le sportif se perd même à la cantine, la piscine… voire les vestiaires adverses. Comme les autres membres de son équipe, il « apprend » son métier avec des leçons très succinctes dispensées sur walkman. Il est affublé d'oreilles d'âne et traité de bourricot par PPD lors de la défaite de l’Équipe de France en 2010. Enfin, il est représenté vêtu de noir, avec des lunettes de soleil et il insulte à tous va depuis son « retour médiatique ».
- Fabien Barthez (2000 -???), imité par Nicolas Canteloup : souvent représenté en train de fumer et de raconter des blagues, après avoir demandé au préalable s'il peut « dire une connerie » et même si on lui répond par la négative. Il prend Hugo Lloris sous son aile afin de lui dispenser des conseils quant à la « bonne tenue des joints » lors des matchs puisque Barthez cherche en ce qui le concerne à toujours le garder à la main.
- David Beckham (2013) : Il est présenté comme une fashion victim prenant la pose sans cesse[136]. Après Leonardo et Zlatan Ibrahimović, c'est le 3e membre de l'équipe du Paris Saint-Germain à être parodié. Le 17 mai 2013, lorsqu'il annonce sa retraite, il est mis à terre par Zlatan Ibrahimović.
- Éric Cantona (1993 - 2016), imité par Jean-Eric Bielle puis Yves Lecoq : souvent utilisé en duo avec Jean-Pierre Papin, celui-ci le surnommait alors « Picasso ». JPP ayant de grandes difficultés à dormir avant d'entamer un match en Équipe de France, il ne cesse de réveiller Cantona qui lui exprime sa frustration en grondant. D'une importante nervosité, il a quitté maintes fois le plateau de PPD en s'exclamant : « Si c'est ça je m'en vais ! Et je t'emmerde ! ». Fin 2009, il force PPD à donner ses vêtements pour l'association Petits frères des pauvres. En gag récurrent, il fait tout pour accumuler de l'argent pour l'association, jusqu'à passer par le racket. Il a souvent des «révélations» spirituelles qui se révèlent n'être que des phrases aux conclusions enfantines et douteuses : «Si on est peu à faire beaucoup, ça fait peu, mais si on est beaucoup à faire peu, ça fait beaucoup». Cantona n'a pas hésité à afficher son opposition envers le gouvernement de Sarkozy, traitant François Fillon de « tête d'angoisse » ou de « trompette ».
- Iker Casillas (2012) : Représenté dans le sketch L'Homme de la Mancha en chantant qu'il est plus « chargé » (drogué) que Jeannie Longo.
- Marcel Desailly (1997 - 2002) : représenté comme très suffisant et imbu de lui-même, se prenant pour le seul défenseur digne de ce nom au sein de l'équipe de France.
- Thierry Henry (2010) : Présenté dans certains sketchs au côté de Tony Parker
- Zlatan Ibrahimović (2012 - 2018) : Aussi égocentrique et arrogant qu'Alain Delon : il parle de lui-même à la troisième personne et remplace le pronom « je » par son propre prénom. À partir de là, son prénom "Zlatan" est utilisé à la mode Schtroumpf en adjectif, nom commun ou verbe. Haut en couleur, le footballeur suédois est considéré comme une aide indispensable pour le Père Noël tant il est adroit pour taper dans un objet[137] et le propulser dans une cheminée. Gonflé d'orgueil, il considère représenter le Paris Saint-Germain à lui tout seul, qu'il appelle parfois le « Zlatan Saint-Germain ». Le 23 janvier 2013, sa marionnette est invitée dans la deuxième partie du Grand Journal.
- Bernard Lama (1997) : Souvent représenté avec un joint dans la bouche.
- Hugo Lloris (2010 - 2018) : Représenté pour la première fois avec Fabien Barthez, il est présenté comme une personne timide, maigrichonne et au teint particulièrement pâle. Il est continuellement affamé par Raymond Domenech : son jeûne forcé permettait au sélectionneur de s'assurer que le plus possible de fruits lancés soient rattrapés par le gardien, lors de l'entraînement de ce dernier dans les buts. Il ne savait pas écrire durant la Coupe du monde de football de 2010.il apparaît dans le clip Men In Blue afin de promouvoir la coupe du monde 2018
- David Luiz (2014) : Représenté en footballeur très croyant, disant que Corcovado (le Christ Rédempteur) est son agent. Après le match contre Chelsea en 2015, il dira notamment que "quand Zlatan a été expulsé, c'est Corcovado qui est rentré."
- Diego Maradona : Représenté comme une personne bouffie et minée par la drogue. Il forme un duo comique avec Michel Platini : lorsque ce dernier donne un avis, il renchérit d'un « Pareil » avec un fort accent sud-américain. Par la suite, alors qu'il a lui-même fortement grossi, il se moque de la prise de poids de Platini en commentant les déclarations de ce dernier, et conclut en ricanant et toujours avec un accent très marqué, par "Gros cul, Platini !"
- Lionel Messi (2011,depuis 2016) : Il est apparu dans la parodie de 50 minutes inside qui disait que son pied gauche était assuré à valeur de 10 millions d'euros à l'instar de l'index de David Guetta et que les cordes vocales de Bruce Springsteen. Il est revenu par la suite.
- Jean-Pierre Papin (1992 - 2010,2016), imité par Jean-Eric Bielle puis Daniel Herzog : Souvent représenté avec Éric Cantona, il est amateur de jeux vidéo, de films de kung fu en cassettes et de boisson Cacolac. Un cauchemar sur la corruption (à la suite d'un dialogue avec Cantona pour expliquer ce que signifie ce mot) lui fait perdre tout sens commun tant il est amateur de la boisson. Il est surnommé « Patator » et épelle son nom ainsi: « P-A-P-1 ». Ses tirs au but avaient toujours des surnoms divers : la « praline », la « cacahuète », la « pastèque » etc. Lorsqu'un détracteur ne lui plaisait pas, il lui ordonnait de se taire en s'écriant « Camembert ! ». Également représenté avec de grandes difficultés à dormir avant de commencer un match en équipe de France, et ne cessant de réveiller Cantona, tant il gigote dans la chambre. Une chanson réclamant son retour en France[138] lors de sa période en Italie a été très populaire : « Reviens, JPP, reviens… » À la suite de la défaite lors du Match de football France – Bulgarie (1993) qui signifiait que l'Équipe de France de football ne participerait pas à la Coupe du monde de football 1994 aux États-Unis, il sera systématiquement représenté comme jamais remis de cet échec auquel il prit part avec énormément de références à celui-ci, citant très souvent l'"Amérique", comme s'il ne réalisait pas encore qu'il avait perdu et qu'il ne pourrait pas y aller. Au contraire, lorsqu'il en prit conscience, JPP marque son désespoir en étant alors présenté comme un dépressif, concluant presque toutes ses interventions par "Affreux..." qu'il peut même répéter plusieurs fois d'affilée. Très volubile, il peut néanmoins prendre ses moyens rapidement. Il a fait une réapparition surprise le 7 décembre 2010 à la suite de l'appel à la course au dépôt d'Éric Cantona. Il revient en 2016 lors d'un guignol Football Club.
- Michel Platini (1992 - 2016) : Représenté bouffi et blasé. Ses costumes sont très resserrés à la taille tant il a pris du poids. Il ressent une profonde jalousie à l'encontre des prouesses de Zinédine Zidane et il tente tant bien que mal de ne pas la montrer. Il répond aux questions de PPD par "bah ouais" ou "bah non".
- Franck Ribéry (2006 - 2014), imité par Daniel Herzog : Représenté à l'origine de sa marionnette jusqu'à la Coupe du Monde 2010 comme une personne hyperactive, riant niaisement à chaque blague ou vanne qu'il fait. Il affiche à tout propos une attitude de « beau gosse », quitte pour ce faire à réaliser des blagues puériles : employer des coussins péteurs ou placer des seaux d'eau sur le montant des portes… Depuis son retour dans l'équipe de France (mars 2011), il a un vocabulaire des plus limité, très imparfait puisqu'à peine compréhensible. Il n'a même pas conscience que sa syntaxe est lacunaire. De ce fait, il se plaint naïvement d'être incompris. Jacques Capelovici est même mort d'une attaque en l'entendant s'exprimer si maladroitement. Il ne sait pas écrire, il est seulement capable de dessiner des cercles. PPDA joue régulièrement à Pyramide avec lui pour tenter de comprendre ses phrases.
- Ronaldinho (2006 - ???) : Finit ses phrases par «…inho. », cette particule montre la nationalité brésilienne du joueur. Très fêtard, il n'est pas du tout choqué quand on lui parle de joueurs qui « vont aux filles », précisant qu'il y va fréquemment.
- Ronaldo : Souvent représenté avec une jambe bionique à cause de ses problèmes musculaires récurrents à cette partie du corps. Cet implant est si perfectionné que le joueur parvient à créer un superbe dessin d'architecte avec un simple crayon posé entre ses doigts de pieds.
- Cristiano Ronaldo (2009 - 2018) : Représenté comme un mannequin métrosexuel ne se préoccupant que de son look. Une crête de cheveux pliée sur le terrain est même synonyme pour lui d'une "grave blessure", nécessitant… du plâtre…
- Jérôme Rothen (2005 - 2006) : Métrosexuel, tout comme Cristiano Ronaldo. Souvent présenté avec un peigne pour coiffer ses cheveux longs.
- Mamadou Sakho (2011) : Capitaine du PSG, il a fini en fauteuil roulant tiré par Didier Deschamps à cause du match du 27 novembre 2011 entre Paris et Marseille. Il est le représentant des joueurs peu reconnus publiquement évoluant au PSG. Il apparait très peu sous l'ère qatarie. Il apparait dans quelques sketchs aux côtés de Zlatan Ibrahimović ou de David Beckham. Il parle rarement.
- David Trezeguet : Parlant à la troisième personne avec un fort accent argentin, il est représenté comme un joueur « très perso ».
- Zinédine Zidane (1997 - 2018), imité par Yves Lecoq : Représenté comme timide et humble, énumérant à chacune de ces représentations la liste (interminable) de ses sponsors, il est très adroit lorsqu'il faut parler de « business ». Lorsque PPD le questionne sur le côté sportif, il répond « désolé, ce n'est pas mon domaine ». Lors des débuts de sa marionnette, il était aussi représenté comme capricieux, exigeant de jouer avec son "copain Dugarry" (En référence à une rumeur comme quoi la sélection de Christophe Dugarry est uniquement dû à son amitié avec Zidane). Depuis l'agression dans la finale de la coupe du monde 2006 et du fameux « coup de boule » donné à Marco Materazzi, il y a souvent eu des remakes de ses pulsions à frapper de la tête. Ainsi, afin d'expliquer la raison des deux buts marqués par Zizou lors de la finale de 1998, un sketch présente Didier Deschamps, le Capitaine des Bleus de l'époque, qui fait croire à son coéquipier que le ballon a « insulté sa mère de grosse vache » et « dit que sa sœur a un œil qui dit merde à l'autre… ». Un détournement de la pub Volvic indique quant à elle l'exaspération du joueur face à toutes les sollicitations qu'il reçoit, d'où la frappe sur Materazzi. Depuis l'attribution de la coupe du monde au Qatar, il est représenté comme quelqu'un qui peut tout faire pour avoir de l'argent. Il est depuis lors commun de le voir apparaître sur le plateau prenant fait et causes pour ce pays, même si les raisons sont futiles. Également représenté comme ne donnant que des analyses très superficielles des matchs, ne cherchant pas à approfondir son analyse mais seulement son compte en banque.
- Serge Aurier (2016 - 2018) : Depuis la polémique le concernant lors d'une diffusion en direct sur Periscope, il est présenté comme un homme vulgaire et grossier utilisant souvent les mots « fiotte », « guez », « guignol », « babtou fragile », « bâtard ». Il est montré plus récemment comme le porte-parole du prince Al Thani en commençant ses phrases par « Le prince il dit... ».
- Edinson Cavani (depuis 2016) : Tire toujours à côté, représenté comme maladroit.
- Kylian Mbappé (depuis 2017) : montré comme plus intelligent que les autres footballeurs
- Antoine Griezmann (2014-2018) : Représenté comme le chouchou de l'Equipe De France il apparaît dans le clip Men In Blue afin de promouvoir la coupe du monde 2018
- Paul Pogba (2018) : il apparaît dans le clip Men In Blue afin de promouvoir la coupe du monde 2018 il s'exprime en disant le mot Pog devant chaque mot
- Adil Rami (2018) : il apparaît dans le clip Men In Blue afin de promouvoir la coupe du monde 2018 il s'exprime en postillonant
- Marco Verratti : Dépeint comme un simulateur rejetant toujours la faute sur les autres, et comme un alcoolique invétéré.
- Neymar : Comme Ronaldinho, certains de ses mots comportent des suffixes lusophones (...ao). Volontiers hautain, il méprise le football français, qu'il décrit comme sous-développé. Il ira même jusqu'à se faire remplacer par une doublure pour les matches à l'extérieur. Dans le vestiaire, il dispose d'un goûteur pour son eau et d'un domestique pour cirer ses chaussures. Il se dispute constamment avec Cavani depuis l'histoire du pénalty contre Lyon.

### Tennis
- Amélie Mauresmo : Représentée avec un physique et une voix d'homme.
- Mary Pierce : Représentée avec un physique et une voix d'homme.
- Yannick Noah : Représenté comme un amateur de drogues douces.
- Rafael Nadal : Représenté en 2012 comme un tennisman dopé dans le sketch L'Homme de la Mancha, tout comme les autres sportifs espagnols en général (cela à la suite de la mise en cause du cycliste Alberto Contador en février 2012)[139].

### Athlétisme
- Yohann Diniz (2010) : Montré comme une nouvelle star du sport français, plus célébré qu'Anelka ou Ribéry, par exemple.
- Manuela Montebrun (2010) : Montrée comme une nouvelle star du sport français, plus célébré qu’Anelka ou Ribéry, par exemple.
- Marie-José Pérec (1997 - 2009) : Toujours cachée de façon ridicule, atteinte de paranoïa, fuyant les « chinois du FBI ». Avant de partir, elle s'écrie « Cours, Pérec, Cours ! » à la manière du fameux encouragement entendu dans le film Forrest Gump, précédé souvent d'un « Mon mari, il va te péter ta gueule ! » (référence à l'agression dont a été victime un journaliste à la suite de la désertion de l'athlète des Jeux olympiques de Sydney). Elle a aussi, comme beaucoup de marionnettes sportives, beaucoup de sponsors qu'elle se doit de sans cesse citer.

### Basket-ball
- Tony Parker : Se prend pour un rappeur qui vit dans une misère alors qu'il vit dans une banlieue chic de San Antonio et dans une violence quotidienne en référence aux jeux vidéo de fight de son sous-sol. Il est toujours suivi par une bande baptisée la « T.P. Family ». Il dit souvent : « Tu vois, t'as vu », tout comme son alter-ego réel au début de sa carrière NBA, et ne loupe pas une occasion pour faire « ricocher le flow sur le sofa », autrement dit, pour faire du rap[140].
- Pau Gasol : On le voit dans le sketch "L'Homme de la Mancha" avec Alberto Contador, Rafael Nadal et Iker Casillas.

### Cyclisme
- Lance Armstrong (deux après son cancer), Eddy Merckx (55 ans en 2000), Fausto Coppi (représenté par un squelette car mort depuis 40 ans) : apparaissent dans un sketch en 2000 sur le tour de France, avec Marco Pantani et Richard Virenque et réalisent des performances exceptionnelles malgré leurs états de santé et leurs âges[141]
- Alberto Contador : Représenté dopé, et étant tant habitué à utiliser une seringue qu'il s'en sert comme stylo, sans remarquer la différence.
- Marco Pantani : Appelé souvent « Marco Pantaloni » par Richard Virenque.
- Jan Ullrich
- Richard Virenque (1998 - 2009) : Au moment de l'affaire Festina, il utilisait les phrases : « On m'aurait menti ? », « Si j'ai été dopé, c'est à l'insu de mon plein gré ! ». La rédaction dépeignait son équipe cycliste comme une grande entreprise de dopage où il n'y avait pas besoin de savoir faire du vélo (ce que laissait supposer la rédaction des Guignols dans un sketch où on voit Richard Virenque faire du vélo avec des petites roues de sécurité). Il est constamment représenté comme quelqu'un de simplet. Il vient très souvent défendre les sportifs invités par PPD pour prévenir qu'« Ils vont vous faire dire des révélations ! »[142]

### Formule 1
- Jean Alesi : Montré comme un pilote lamentable conduisant à l'oreille et qui termine systématiquement ses Grands Prix dans des bacs à graviers et ce, dès le premier virage. Il va toujours « À fond, à fond, à fond » (sa phrase favorite) pour une course, même dans les virages.
- Alain Prost (1988 - 1996) : Il est montré comme un pilote se plaignant et rejetant la faute sur les autres dès que ses courses ne se déroulent pas correctement.
- Ayrton Senna : Ayrton Senna a eu droit à sa marionnette de son vivant. Il parlait toujours en anglais et était alors accompagné d'Alain Prost qui déformait allègrement le sens de ses paroles, ce qui avait le don de l'énerver.
- Michael Schumacher : Il est montré comme un pilote très doué, qui adore mentir, tricher et voler à la moindre occasion.
- Ralf Schumacher : Il est montré comme un pilote lamentable, voulant surfer sur le succès de son frère.
- Damon Hill : Damon Hill a eu aussi le droit a sa marionnette, toujours accompagné de Ralf il lui apprenait comment piloter une Formule 1 avec les « bonnes manières » et évoquant tout le mépris qu'il a pour Michael.
- Romain Grosjean (2012 - 2015) : Il parle comme s'il avait un moteur au lieu des cordes vocales. Plusieurs sketchs lui ont été consacrés à la suite des faits de courses dont il fut impliqué en Grand Prix[24].

### Judo
- David Douillet (2002 - 2015) : Initialement représenté comme un homme immense dont on ne voit pas le visage, il est ensuite montré comme un fidèle soutien de Chirac et déambule couvert de tracts ou affiches « Votez Chirac ! ». Bernadette Chirac en est follement amoureuse et passe son temps à lui courir après en criant « Daviiid ! ». Depuis son élection en tant que député, il est montré évoquant à chaque fois les « suffrageurs » et les « suffragettes » qui l'ont élu et semble être devenu un politicien typique, en usant notamment la langue de bois. Devenu ministre du Sport en 2011, il apparaît comme une personne peu intelligente. Son personnage est souvent lié à celui de Nadine Morano[143]. Après la défaite de l'UMP en 2012, il semble n'être pas conscient qu'il n'est plus ministre du Sport.

### Patinage artistique
- Philippe Candeloro (1995 - 2009,2015) : D'abord montré avec la même marionnette que Jean-Pierre Papin, il est caractérisé par sa façon scabreuse de conclure ces phrases (« Il faut faire des triples sal… comment… tos »). À l'époque où il était patineur, il était présenté comme tout le temps en train de tomber ; à présent, il apparaît parfois en compagnie de Nelson Monfort et émet des avis volontiers graveleux sur les patineuses : « Faut dire qu'elle a vraiment un beau p'tit cul, la japonaise ! ». Il revient après le drame de DROPPED.
- Brian Joubert (2005 - 2010) : Brian Joubert, depuis sa débâcle aux JO, est représenté comme un patineur qui tombe sans cesse par terre et n'arrivant jamais à se relever. Il fut à un moment moqué en étant représenté comme le fils caché de Pierre Richard.
- Surya Bonaly

### Rugby à XV
- Sébastien Chabal (2008 -2016) : Présenté comme un animal, un cannibale (référence à Hannibal Lecter) ou encore comme une réincarnation de Obélix, créant des menhirs et demandant de la soupe miracle. Il commence à s'énerver comme une bête féroce quand il entend ou voit tout ce qui est anglais. Il s'abreuve volontiers de sang dans les vestiaires, le dégustant dans un verre comme du bon vin. Il est ensuite présenté comme quelqu'un d'attaché à son image, tentant tant bien que mal de ne pas abimer ses cheveux pendant les matchs. Il est de ce fait très proche d'Harry Roselmack et les deux parlent de mode lorsqu'ils se croisent sur le plateau. Pendant la Coupe du Monde de rugby 2011, il apparait avec Bernard Laporte pour décrire les matchs en s'exprimant uniquement avec des grognements[144].
- Fabien Pelous (2006) : Il apparait tel un vieillard à cause des matchs de rugby, notamment après un match contre les All Blacks, ne sachant plus parler, entendant à peine ce qui est dit, et a peur dès que l'on parle de retourner sur le terrain.

### Natation
- Alain Bernard (2008 - 2009) : Il considère la natation comme une punition et la musculation (à noter qu'il emploie le diminutif « muscu ») est son passe-temps favori. Ne sait pas nager sans sa combinaison.
- Patrice Martin (2000) : Il se plaint de ne pas être médiatisé. Richard Virenque dit que c'est dû au fait que la natation est un sport inintéressant.

### Boxe
- Mike Tyson (2000) : Représenté comme quelqu'un de grand, parlant en anglais et n'aiment pas qu'on ne le laisse pas parler.

### Les entraîneurs
Formule 1
- Flavio Briatore : Toujours dépité des prestations de Jean Alesi sur le circuit.

Football
- Marcelo Bielsa (2014) Représenté à ses débuts comme un tyran qui fait travailler très dur ses joueurs et toujours insatisfait de leurs prestations, notamment sur André-Pierre Gignac qu'il estime "être nul" pour n'avoir marqué que 10 buts en 10 matchs, estimant qu'il devrait en être à 20. Il est ensuite représenté comme un homme ne parlant pas un mot français et accompagné d'une traductrice. La majorité de ce qu'il raconte tend à insulter les équipes adverses, voire ses propres dirigeants et joueurs, ce que la traductrice minimise lors de ses traductions (ses traductions seront toujours ici pour positiver les dires de l'entraineur). À la fin, il insulte toujours la traductrice et sa famille jusqu'à la faire pleurer, ce qu'elle traduit comme étant un signe de reconnaissance.
- Laurent Blanc (2010 - 2017) : Le sélectionneur des bleus est représenté comme quelqu'un d'organisé et de rigoureux qui ne veut pas ressembler à Domenech tout en souhaitant faire oublier cette mauvaise période de la Coupe du Monde 2010. Mais il est considéré comme quelqu'un qui se complique la vie en voulant bien faire. Il essaye d'être plus clair que Domenech, mais en se mélangeant les pinceaux (« Pour être propre, il faut se laver, pour se laver, il faut du Tahiti douche… »). Répète souvent « je crois que bon ». Les conclusions de son raisonnement sont souvent douteuses et aboutissent à des contresens[145]. Après l'affaire des quotas dans le football français, il est montré comme traumatisé par ces évènements et cherche constamment à ne pas paraître raciste. Il est présenté en tant qu'entraîneur du PSG comme quelqu'un auquel les joueurs ne prêtent pas attention. Il dira dans un sketch que ni Ibrahimovic, ni Cavani ou Thiago Silva ne lui parlent. Lorsqu'il quitte le PSG, il se réjouit de la somme gagnée.
- Rolland Courbis (1998 - 2000) : Interviewé quand il était entraîneur de l'OM par Laurent Paganelli, il ne mâchait pas ses mots.
- Didier Deschamps (1998 - 2018) : Utilise souvent dans ses répliques la phrase « tant sur le plan tactique que technique… » et qui reprend les affirmations des journalistes en commençant ses réponses par « Non, au contraire, je dirai que… ! »[146]
- Raymond Domenech (2006 -2015) : Dépeint au départ comme un homme un peu illuminé composant son équipe selon les signes astrologiques de ses joueurs, leur opérateur téléphonique ou tout simplement ses affinités avec eux ; il exclut ainsi les joueurs qu'il déteste : David Trezeguet, Ludovic Giuly et d'autres joueurs. Au fil du temps, face aux critiques de plus en plus virulentes de la presse, il s'est retrouvé dépeint comme un entraîneur vulgaire, se fichant de ce que pensent les journalistes (quelle que soit la question posée) et ne s'intéressant qu'à Estelle Denis. Lors des préparatifs du Mondial 2010, la marionnette est très souvent utilisée. Ainsi, lorsque Laurent Blanc était alors présumé devenir son successeur, Domenech apparaissait en acclamant Laurent Blanc après chaque défaite des Girondins de Bordeaux, aigri à l'idée que celui-ci lui succède à la tête des Bleus. Il est ensuite présenté comme faisant exprès de très mal composer son équipe et que cela est logique puisque tout le monde le trouve nul : Ribéry à droite, Govou titulaire… de surcroît, il répond « Pour vous faire chier » aux journalistes à la moindre critique de leur part et en rajoutant : « Bande de cons ! » De plus, de nombreuses séquences le présentent comme auxiliaire de police, utile pour obtenir de l'ADN, tant ses phrases le rendent insupportable. (il se fait tout simplement cracher dessus).
- Luis Fernandez (1995 - 2016) : Prenant toujours les questions au premier degré, il répond ainsi toujours à côté. Lorsqu'il était entraîneur au PSG, la rédaction le représentait comme quelqu'un donnant des directives uniquement par de grands gestes[147].
- Vahid Halilhodžić : Parle avec un fort accent de l'Europe de l'Est (voire russe), adepte de méthodes brutales (comme exécuter un joueur au hasard après chaque défaite).
- Aimé Jacquet (1996 -2015) : Décrié avant le mondial 1998 comme quelqu'un de toujours obnubilé par « le collectif », puis représenté lors de la victoire en Coupe du Monde supérieur à Dieu « Je suis devenu Champion du Monde ! Toi, tout ce que tu as su faire cet été, c'est noyer sept scouts ! »[148] Depuis qu'il est commentateur de matchs de la Ligue 1 sur Canal+, il est devenu particulièrement frustré envers le peu d'attractivité du football français. Il ne cesse de critiquer la médiocrité des matchs de L1 soit par exemple à cause du peu de renommée des équipes ou encore des nombreux scores vierges (0-0). Son accent du terroir est un peu sur-joué. Il croit voir des matchs de L1 dès lors que l'équipe de France joue lamentablement (lors de l'Euro 2008), Quand les critiques de la presse sportive parlent d'une Ligue 1 passionnante en 2009, PPD invite Aimé pour s'informer de la situation de Ligue 1. Celui-ci répond que ça fait deux ans qu'il ne regarde plus de matchs de Ligue 1, lui et PPD lisent des magazines sportifs au long des sketches et s'informent de la situation. Selon Aimé, « la défense doit juste être plus pourrie ». Il est extatique lorsqu'un enfant souhaite devenir joueur de rugby.
- Roger Lemerre (1999 - 2002) : Toujours hésitant, il demande des conseils au capitaine de l'équipe d'alors, Didier Deschamps. Il se présente toujours avec sa carte d'entraîneur « Roger Lemerre, entraîneur de l'équipe de France ! » en raison sa difficulté à se faire entendre, occulté par la grande notoriété qu'avait acquise Aimé Jacquet après le sacre de l'équipe de France à la Coupe du Monde de football en 1998. À la fin de sa carrière à la tête de l'équipe de France il est décrit comme un homme totalement incompris et dont plus personne ne veut.
- Leonardo (2011 - 2015) : Qualifié comme "une autre vision du Football", Il possède une culture bourgeoise extrêmement raffinée puisqu'il savoure tant la musique classique que l'opéra italien ou des grands crus de vin. Il considère que la beauté plastique est ce qui est de plus important chez un joueur, bien avant sa technique de jeu. Il oblige ses joueurs à se rendre à l'opéra en cas de défaite, mais à son grand étonnement les sportifs n'en sont guère enchantés. Cet état de fait justifierait leurs motivations[149]. Il confond souvent le masculin et le féminin. Il est montré plus récemment comme porte-parole des investisseurs Qataris du club, ces derniers n'ayant aucune limite et souhaitant acheter tous ce qui touche de près ou de loin au foot (l'Émir voudrait acheter l'Espagne et la ville de Milan pour y faire venir les joueurs au PSG voire la Ligue 1 elle-même ainsi que Canal+). Il est le porte-parole du prince Al Thani en commençant ses phrases par « La prince elle dit... ».
- Guy Roux (1993 - 2010) : Représenté comme quelqu'un de très avare, toujours en quête de stratagèmes pour investir le moins possible, à l'exemple d'un service à sangria découpé dans des bouteilles en plastique ou encore de sacs en plastique qui font office de protections pour chaussures), mais aussi comme quelqu'un vivant dans une atmosphère assez glauque, dans un sketch où il invite Michel Denisot à dormir chez lui.
- Jacques Santini (2002 - 2004) : PPD ne veut pas l'inviter car il parle très lentement. Fabien Barthez le fait venir pour jouer au Santini, jeu qui consiste à trouver la fin de sa phrase avant qu'il l'ait finie[150].
- Unai Emery (2016 - 2018) : Le nouveau sélectionneur du PSG est représenté comme quelqu'un d'organisé et de rigoureux ! À chaque conférence de presse la veille d'un match de son équipe, il expose des bouteilles d'eaux de différentes sortes (Badoit, Vittel, Christaline, Perrier...) afin d'éclairer ses interlocuteurs lorsqu'il compose sa tactique lors des matchs de son équipe. Il parle avec un accent espagnol assez appuyé.

Natation
- Philippe Lucas (2007 - 2016) : Très musclé, il a le cou cerclé d'une multitude de colliers dorés. Il zozote un peu. Le personnage est dépeint comme franc, libre penseur, cynique et presque tyrannique envers toute personne dont il fait la description, tant il a l'habitude de décrire les défauts qu'il remarque avec acidité. Il finit la plupart du temps ses phrases par «…et pis c'est tout ! ». Il intervient souvent à propos du football, surtout pendant la Coupe du Monde de 2014, critiquant les performances de l'équipe de France, l'allure des joueurs adverses ou encore le manque de préparation des matchs.

Rugby à XV
- Bernard Laporte (2001 -2016) : Ses tirades sur le rugby et les valeurs de l'ovalie se terminent souvent par l'évocation d'un bain de sang, et par des répliques telles que « l'esprit rugbystique est pleinement conservé ! Violence gratuite… Acte de barbarie… Folie meurtrière mais… Mais… Mais… Avec un ballon ovale». Le calendrier des Dieux du Stade le désespère car il se demande comment vaincre les Sud-Africains, Australiens ou Néo-Zélandais avec une équipe de stripteaseuses. Lors de son entrée au gouvernement de François Fillon, il suscitait l'admiration de Roselyne Bachelot voyant en lui un voyou à cause des affaires de détournement de fonds dont il est accusé.

## Télévision

### Journalistes

#### Journalistes politiques
- Philippe Alexandre (1994 - 1998) et Serge July (1988 - 2007), imités par Daniel Herzog et Yves Lecoq  « Phiipe et Cherge », deux acolytes toujours partants pour boire une liqueur de poire et manger des « cahuètes », sous couvert de mener un débat politique (une 'nalyse). De plus, Serge July profitait de chaque débat pour faire connaître la « nouvelle formule » de son journal, Libération. Il a d'abord été présenté comme un homme soutenant François Mitterrand et écrivant toujours des dizaines de pages à son sujet. Son attitude a étrangement commencé à changer vers 1993, où il commence à parler de Jacques Chirac. Son expression favorite est « Beeeeeeeen, je crois que c'est clair… », tandis que celle de son acolyte est « Ch'uis d'accords avec Cherge ! Allez, M'âme Krissine, fais péter une poire et des cahuètes ! ».

Dans les débuts des Guignols, seul Serge July était présent, tenant le même type de discours ayant déjà son expression favorite.
- Christine Ockrent, imitée par Béatrice Beltoise, Sandrine Alexi et Julie  Bataille (1988 - 2009) : Chrissine comme l'appellent « Phiipe et Cherge ». Représentée en tenancière de bar, ayant pour client principaux Philippe Alexandre et Serge July. Elle a de grandes difficultés pour calmer les velléités des deux journalistes[151]. Sa marionnette a parfois remplacé PPD à la présentation de l'émission, notamment à l'époque des Arènes de l'Info où elle était surnommée « La Fouine »[réf. nécessaire].
- Jean-Michel Aphatie (2007 - 2016) : Journaliste à l'air très sévère, il n'hésite pas à descendre la personne dont il fait la biographie. Il est orgueilleux de ne pas être un pigeon, c'est-à-dire de pouvoir déceler les possibles pièges pour sa santé. Depuis que Laurence Ferrari et Guy Lagache ont interviewé Nicolas Sarkozy, il ne peut s'empêcher de critiquer leur médiocrité par pure jalousie (PPD se contente alors de réfuter les accusations concernant Guy Lagache mais ne mentionne pas Laurence Ferrari qui le remplace au 20 heures de TF1)
- Jean-Marie Cavada (1994 - 1995): À l'époque où il était le président de France 5, il était montré comme un instituteur qui prenait tout le monde pour ses petits élèves[51].
- Henry Chapier
- Jean-Pierre Elkabbach (1993 -2016) : Très sarkozyste, il qualifie Ségolène Royal de « poufiasse ». Autrefois président du groupe France Télévisions, sa marionnette était persuadée qu'il fallait oser toutes sortes de choses jamais montrées à la télévision pour pouvoir rivaliser avec TF1 (en référence à l'émission de Nagui N'oubliez pas votre brosse à dents). « JP » était également aveugle aux dépenses folles du gang des « voleurs de patates » (Jean-Luc Delarue, Arthur et Nagui). Il est maintenant souvent accompagné de Jean-Pierre Pernaut et Étienne Mougeotte. Ainsi il est une sorte de représentant de la presse radiophonique de droite tandis que Jean-Pierre Pernaut est le représentant de la presse télévisée de droite et Étienne Mougeotte représentant de la presse écrite de droite.
- Alain Duhamel
- Jean-François Kahn
- Jean-Jacques Bourdin (2013 - 2016) : Journaliste qui pose des questions en rafales à la marionnette qu'il interviewe, ne lui laissant pas le temps de répondre, puis l'accuse de ne pas répondre à ses questions, répétant "Mais répondez les Français veulent savoir !".
- Nicolas Demorand
- Natacha Polony (2014)

#### Commentateurs sportifs
- Denis Balbir : On le voit se faire menacer d'exécution par un Aimé Jacquet devenu fou.
- Charles Biétry : Tourné en dérision par la marionnette de Michel Denisot lors de sa présidence du PSG.
- Pierre Fulla : Seule personnalité à ne pas avoir de marionnette mais à être parodiée, notamment lors des JO de Nagano, où ses interventions sur le temps ou les sports les plus loufoques se terminaient généralement de manière vulgaire. Il commence toutes ses interventions audio par un lent « et bieeeen en direct de Naganoooo… » ou un simple « et bien… » lors d'une réponse directe à PPD. Lorsque PPD dit qu'il ne veut plus le revoir, il répond « À demain »[152]. Il revient en 2009, à l'occasion des 20 ans des Guignols, où il revient sur les J.O. de Nagano puis conclut, caché derrière un panache de fumée : « Ce n'est toujours pas cette année que vous verrez ma tronche ! »
- Thierry Gilardi : Reprenant son souffle bruyamment entre chaque mot ou presque. En rapport avec son tabagisme et ses problèmes cardiaques qui lui seront fatals. Lorsqu'il commentait les matches avec Aimé Jacquet, il était représenté essayant de multiples formes de suicide (électrocution, hara-kiri...) pour échapper aux commentaires lents et sans saveur de son binôme.
- Gérard Holtz (1997 - 2016) : Toujours représenté barbu pendant la période du Paris-Dakar, fier et orgueilleux de présenter les concurrents de cette épreuve dans leur élément. Il en devient même insupportable puisqu'il réveille tout le monde lors de ses retransmissions. Lorsqu'il présente un résumé sportif, il est fréquent de l'entendre parler d'accident mortel, dont il est amateur. Pendant le Tour de France, il est en quasi-extase devant les chronos des sportifs, sans remettre en question les capacités sportives réelles de ces coureurs.
- Patrick Chêne, Bernard Thévenet, Jean-Paul Ollivier : présentateurs du Vélo Club et commentateurs du Tour de France. Comme Gérard Holtz, ils ne jugent pas mais sont enthousiastes sur « la beauté du sport » et sur les performances invraisemblables des cyclistes[141].
- Jean-Michel Larqué (1992 - 2015) : Son célèbre gimmick est « Oui, tout à fait Thierry ! ». Il est très souvent embarrassé par les propos tenus par son collègue Thierry Roland[153].
- Hervé Mathoux (2010 - 2016) : Il est représenté comme un homme timide et un peu hésitant. Il est toujours collé par Pierre Ménès qui l'embarrasse beaucoup et avec qui il forme le Canal Football Club. Sa marionnette remplaça celle de PPD lors de plusieurs émissions dédiées aux événements de la Coupe du monde de football de 2010, fait exceptionnel dans l'histoire de l'émission satirique[154]. En 2016, il présente, toujours au côté de Pierre Ménès, le journal du foot (JDF) des guignols.
- Pierre Ménès : Il apparaît systématiquement à chaque fois que Hervé Mathoux est présent en chantant « Mais il est où… Mais il est où… Mais il est où Hervé Miaou ! » Il se moque continuellement de ce dernier en le dépeignant comme un chat, du fait de l'homophonie de son nom avec Matou[155]. C'est un amateur de jeux de mots et de blagues lourdes, cynique et amer quand il s'agit de parler de l'Olympique lyonnais, il critique ce club en chantant des chansons du genre « Qui ne saute pas est ly-onnais ! Ais ! », qu'il adapte à plusieurs reprises en fonction de ce dont parle la marionnette de Mathoux[156]. En 2016, avant un match, il présente, toujours du côté d'Hervé Mathoux, le journal du foot des guignols[157].
- Nelson Monfort (1995 - 2016) : Sert souvent d'interprète en anglais, il interprète souvent à PPD une version très différente, beaucoup plus élaborée, parfois allant dans le sens contraire de ce que la personne interviewée voulait dire. Il comment souvent ses interprétations par « Ouiii Patriick ». Il se montrait assez vulgaire lors des commentaires sur le patinage artistique dans les JO d'hiver 2006.
- Laurent Paganelli : Souvent représenté avec Aimé Jacquet pour parodier la Ligue 1. Parfois aussi représenté en train d'interviewer des joueurs avant les matchs de Ligue des champions.
- Thierry Roland (1992 - 2012) : Il appelle toujours Jean-Michel Larqué son « p'tit Jean-Mi ». Il est représenté comme un journaliste aux propos nets et tranchés, quelquefois discriminatoires, un peu désabusé par sa lucidité. Chauvin dès que l'occasion se présente, il n'hésite pas à entretenir des clichés pour faire valoir sa position. Phrase récurrente : « On aura beau dire, on aura beau faire… » ou bien « Ne me faites pas dire ce que j'ai pas dit… ».

#### Présentateurs de journaux télévisés
- Paul Amar : Vu entre autres essayant de faire un bilan du septennat de Chirac, mais celui-ci fait exploser son lecteur vidéo.
- Jean-Claude Bourret, imité par Yves Lecoq (1995 - 2000) : Fervent défenseur de la Cinq, dont il était l'un des présentateurs vedettes. Il est aussi montré comme un amateur d'ufologie.
- Claire Chazal (1993 -???), imitée par Sandrine Alexi : Présentée comme une potiche incapable de tenir un journal télévisé sans un prompteur. En 1995, elle soutenait corps et âme Édouard Balladur.
- Laurence Ferrari : Elle était surtout présente lors de la reproduction du débat entre Sarkozy et Hollande en mai 2012, plus tard avec Roselyne Bachelot pour son émission Le Grand 8
- Philippe Gildas (31 août 1988 - 2014), imité par Yves Lecoq : Il est toujours positif en train d'admirer n'importe quoi avec son éternel expression "formidable hein !". Présentateur principal de Nulle Part Ailleurs comme en réalité il est toujours présenté avec Antoine de Caunes sur le plateau l'appelant mon petit Antoine ce dernier prenant Philippe comme référence finissant par vouloir prendre sa place dans l'émission NPA. Dans les émissions spéciales pour le Festival de Cannes 1993, il aide Michel Denisot à faire de fausses interview de star.
- Étienne Leenhardt : Il était incapable de dire ou faire quelque chose si personne ne lui parlait dans l'oreillette. Il était présent également lors de certaines interviews comme entre autres dans l'émission spéciale des élections 1995 en banlieue. Réplique récurrente : « Dis-lui toi, Étienne » (répétition de cette même phrase qui lui est soufflée par Jean-Pierre Elkabach dans l'oreillette).
- Olivier Mazerolle : Durant le quinquennat de Jacques Chirac, il est présenté comme un lèche-botte à la solde de Bernadette Chirac.
- Bruno Masure : Finit toujours ses phrases par des jeux de mots.
- Yves Mourousi (1988 - 1992) : Il était présent lors des premières émissions. Il avait un air sérieux, et se fâchait souvent, allant jusqu'à l'insulte comme dans son passage le plus célèbre ou PPD demandait sans cesse confirmation à Yves Mourousi (encore sur les lieux à ce moment-là), comme quoi la guerre du golfe était bel et bien terminée. Il est réapparu sous forme miniature lors d'un reportage ou l'on voyait Sarkozy visitant TF1, entrant dans un laboratoire où un professeur recréait des nouveaux animateurs à partir des modèles d'anciens. Il était en train de dire « bonjour » (référence à l'indicatif du JT de TF1 dans les années 1970).
- Jean-Claude Narcy
- Jean-Pierre Pernaut (1998 -2016) : Imité par Nicolas Canteloup puis Daniel Herzog. Représenté comme un journaliste sarkozyste, de droite pur jus, et tenant des propos assez souvent extrêmes (« Les grévistes qui ont pourtant des privilèges exorbitants… les sans-papiers qui veulent encore toucher des allocations… ») en les considérant comme des faits avérés. Il est souvent accompagné de Jean-Pierre Elkabbach. Ainsi il est le représentant de la presse télévisée de droite, Jean-Pierre Elkabbach étant représentant de la presse écrite de droite pro-sarkozyste.
- Patrick Poivre d'Arvor (29 août 1988 - 2017) :

- David Pujadas (2005 -2017) : caricaturé en un journaliste timide, maladroit et débutant qui donne des informations erronées (en raison d'une interview exclusive d'Alain Juppé sur TF1 qui annonçait son maintien dans la vie politique alors que France 2 affirmait le contraire). Il a présenté le journal à la place de Harry Roselmack le vendredi 19 novembre 2010.
- Harry Roselmack (2010 - 2015) : À partir de la rentrée 2010 et jusqu'à juin 2011, présente le journal à la place de PPD le vendredi. PPD le qualifie de jeune et encore inexpérimenté par rapport à lui-même. Il fait tout pour prendre la place de PPD et prédit prématurément sa retraite à la suite des erreurs de ce dernier, comme le plagiat de la biographie d'Hemingway, mais est toujours débouté et menacé de renvoi par son collègue qui le considère toujours comme un simple stagiaire. Il aime vanter ses qualités de journaliste et particulièrement ses reportages en immersion au cœur de l'action, mais il se montre très préoccupé par son image et aime mettre en avant son corps d'athlète et son physique avant de s'occuper de son métier de journaliste. Il est toujours victime des quolibets racistes de Brice Hortefeux lorsqu'ils se croisent sur le plateau.
- Anne Sinclair (1988 -???) : Toujours habillée d'un pull mohair bleu, elle est notamment apparue au côté de son mari, Dominique Strauss-Kahn, qu'elle devait payer au moindre conseil, même le plus anodin, lors des scandales de la MNEF et d'Elf.
- Elise Lucet, imitée par Sandrine Alexi (2015-2016) : Journaliste d'investigation, pugnace, vêtue d'une veste en cuir, assure régulièrement l'interview de l'invité du soir en se présentant par « Élise Lucet, journaliste depuis 1983, carte de presse no 17654 » elle revient pour la promotion de la saison 2017-2018.
- Anne-Claire Coudray, imitée par Sandrine Alexi  (2015) Remplaçante de PPD pendant la saison 2015-2016[158]
- Julian Bugier (2015) Remplaçant de PPD pendant la saison 2015-2016[158]
- Anne-Sophie Lapix, imitée par Sandrine Alexi (2017-2018) : Présente l'émission avec Jacques Chirac.

#### Autres journalistes
- Yann Barthès (2011 - 2016) : Présentateur du Petit Journal, dans un sketch, il est représenté comme volant la vedette à Michel Denisot avec son Petit Journal de 2 heures (le Grand Journal de Michel Denisot ne durera que 30 secondes en septembre 2013, d'après ce même sketch).
- Jean-Pierre Gaillard, imité par Daniel Herzog : Fanatique de la bourse, il lui arrive d'être en extase lorsque le CAC 40 monte en flèche. Focalisé sur les valeurs marchandes, il en oublie le facteur humain, que ce soient les ouvriers ou les petits porteurs, et soutient régulièrement les actions des entreprises : il qualifie notamment les licenciements massifs de « plans sociaux courageux ».
- Alain Gillot-Pétré : Présentateur original de la météo.
- Jean-Philippe Schaller: Journaliste de la RTBF, il est considéré comme le seul journaliste indépendant (puisque étranger) qui ose critiquer Sarkozy.
- Valérie Trierweiler, imitée par Sandrine Alexi (2012 -2017) : Présentée comme commandant son compagnon François Hollande[92]. C'est une femme froide et autoritaire, elle interrompt les interviews quand elle le décide. Depuis sa présence au sommet du G8 en mai 2012, la première dame est décrite comme celle qui dirige vraiment le pays, prenant toutes les décisions, le président Hollande n'étant que son larbin. Lorsque PPD s'étonne de cette situation, elle demande « Ça te pose un problème toi François ? » sur un air menaçant et hautain. François Hollande l'appelle « Valou », et lorsqu'il semble déterminé à décider de quelque chose d'important, il dit malgré tout : « Mais je vais quand même demander son avis à Valou », avant de revenir débouté, parfois avec un plat de spaghettis sur la tête. Elle déteste Ségolène Royal qui le lui rend bien. Les deux femmes s'insultent, s'appellent « mademoiselle » pour discréditer l'autre (de par le fait que Royal soit célibataire et « vieille fille » et que Trierweiler ne soit pas mariée avec Hollande), et n'hésitent pas à se battre en direct. Cette situation délicate met Hollande au milieu d'un dilemme, mais cela se termine en craquage nerveux pour lui.

### Métiers de la télévision

#### Animateurs de variétés et de divertissements
- Nikos Aliagas (2010 - 2016) : il confond le people et les hommes politiques. Il anime plusieurs rubriques : la rubrique internet durant laquelle il montre exclusivement des chats gris tomber de chaises ou de tabourets[159] et la rubrique « pipole » durant laquelle il tient le public au courant des faits et gestes de personnalités connues. Il s'exprime en ponctuant ses phrases de termes en langage de jeune et appelle souvent Harry Roselmack : « Harry Quaterback ». De fait, il ne parvient pas à se rappeler le nom de PPD et il l'appelle : « Patrick Pearl Harbor », « Patrick Labrador », « Patrick Dumbledore », « Patrick Côtes-d'Armor », « Patrick Roi-du-dancefloor », « Patrick Film-gore », « Patrick Prof de sport ».
- Thierry Ardisson : présenté comme un homme cynique, vulgaire, ayant peu de considération pour les personnes qui le côtoient.
- Arthur (1996 -2016) : au départ présenté comme un nostalgique de la télévision (en rapport avec l'émission Les Enfants de la télé qu'il présente), puis comme un homme d'affaires faisant semblant de compatir aux problèmes des gens qui participent à ses émissions (en rapport avec l'émission À prendre ou à laisser), et enfin comme un humoriste et un acteur sans aucun talent qui perce dans le show business uniquement grâce à ses relations. En 2016, il est en guerre médiatique avec Cyril Hanouna.
- Philippe Bouvard : il rit souvent après avoir pété.
- Denis Brogniart (2011 -2015), imité par Marc-Antoine Le Bret : Il apparaît à chaque fois qu'une parodie de Koh-Lanta est faite[160].
- Cécile de Ménibus (2012)
- Benjamin Castaldi (2009 - 2015) : représenté comme un imbécile, sans aucune intelligence, répétant inlassablement « c'est Ténorme ! »[161]. Grand amateur de santiags colorées jaunes ou vertes à ses pieds. Il oublie très souvent de se vêtir de son pantalon et n'en a pas conscience tant qu'on ne le lui a pas fait remarquer[162]. Il lui est nécessaire, lorsqu'il se rend dans son bureau de TF1, qu'il suive un tracé jaune, au sol, placé là rien que pour lui[163] ou qu'il se fasse guider par la voix de Secret Story[164] tant il est incapable d'agir sans aide extérieure.
- Stéphane Collaro : ne s'exprimait que par des répliques du Bébête Show
- Cristina Córdula, imitée par Sandrine Alexi (2014, 2016)
- Christophe Dechavanne, imité par Yves Lecoq (1992-2011) : parlant extrêmement vite, il est généralement accompagné de porcs et d'autres animaux (en rapport avec les émissions Coucou c'est nous ! et Ciel, mon mardi !) et appelant tous les autres personnes par des surnoms ridicules comme « mon p'tit pèpère »[165].
- Alexandre Devoise et Philippe Vecchi : Duo d'animateurs de Canal +, constitué d'un expansif à l'enthousiasme enfantin (Devoise) et d'un grand bafouilleur à l'articulation confuse (Vecchi). Présentés dans un sketch comme des ersatz de Jean-Luc Delarue, « à teneur garantie en Ji-L-Di de synthèse »
- Michel Drucker (1992 - 2010, depuis 2016), imité par Yves Lecoq : il commente chaque phrase de ses invités par « 'gnifique ! » et ce, même si ces derniers racontent des choses horribles, à l'instar de Jack Lang. Il demande également à ses invités s'ils apprécient les chiens. En 2016, il est montré comme aimant les célébrités décédés. En 2017, il est présent dans l'hommage à Johnny Hallyday.
- Jean-Pierre Foucault (1988 - 2003, 2017) : il formait autrefois le duo comique « Les Sabatier-Foucault », en raison de l'ancienne appartenance des deux animateurs à la station de radio RMC. Naïf, aux réactions puériles, à la voix nasillarde, il s'exclamait souvent « C'est qui donc, lui ? » lorsqu'une autre marionnette arrivait sur le plateau. Il avait pour gimmick « C'est foouu ! ». Depuis, on le voit tout le temps représenté dans un sketch avec une ambiance rappelant celle de l'émission Qui veut gagner des millions ?, où à chacune de ses questions, la quatrième proposition de réponse est "Obi-Wan Kenobi". Son rire est connu ainsi que le mouvement rotatif de sa tête qu'il effectue à cette occasion. Il est par ailleurs capable de rire de lui-même : très peu de marionnettes en sont capables.présent lors d'un sketch en 2017.
- Cyril Hanouna (2013 -2017), imité par Marc-Antoine Le Bret : Cyril Hanouna (qui appelle toujours les autres Ma petite beauté) apparaît comme quelqu'un qui rit tout le temps, tourne en dérision n'importe quelle situation et reprend à la moindre occasion des variantes de Quand il pète, il troue son slip, chanson qu'il a popularisée par l'intermédiaire de Sébastien Patoche. Dans un sketch, il est également présenté comme le fils d'une famille de coussins péteurs. Les Guignols n'ont pas manqué non plus de se moquer de ses déclarations concernant son salaire. En 2017, il est représenté en tant que voisin de plateau de Monsieur Sylvestre alors présentateur de l'émission.
- Vincent Lagaf' (1996) : au temps de L'Or à l'appel, il ne parvenait qu'à faire le singe.
- Cyril Lignac (2011 - 2015) : il apparaît d'abord tenant une sandwicherie au parc des Princes[166]. Ensuite, il obtient une nouvelle marionnette et présente à PPD les recettes de son émission ou les programmes de M6 qu'il met toujours en rapport avec une recette. Il rajoute des doses exagérées de piment d’Espelette dans tout ce qu'il cuisine. Il qualifie tous les plats, et même certaines émissions, de « gourmands » et « croquants », et lâchant un « je suis trop content. »
- Jacques Martin : représenté comme quelqu'un qui chante de façon particulièrement pénible. Lorsqu'il venait sur le plateau il n'hésitait pas à s'imposer comme le présentateur de L'École des fans qu'il était mais il reproduisait le concept avec PPD. Un marteau venait toujours le forcer à s'arrêter de chanter. Dans les dernières années, il a souvent été montré comme l'emblème de la désuétude, répétant inlassablement son célèbre « Bon dimanche, sous vos applaudissements ! » devant un public usé.
- Frédéric Mitterrand, imité par Yves Lecoq(1988 - 2015) : premier spécialiste du cinéma des Guignols, interrogeant entre autres Stallone sur une nouvelle série de films. Après sa nomination au poste de ministre de la Culture, on le voit décrire les situations avec lyrisme et poésie, notamment lors de l'enterrement de Michael Jackson, il semble avoir une aversion pour la télévision, car à chaque fois que PPDA lui demande de commenter des événements du milieu télévisuel, il réplique « Oh non ! pas la télévision » en clamant que ça ne fait pas partie de son ministère. Dans ses phrases, il ne cesse d'inclure le mot « trop » pour ajouter à ses discours une grandiloquence artificielle. Ainsi, lorsqu'il décrivait les téléspectateurs : « une télévision trop abstraite pour des cerveaux trop fatigués ».
- Les marionnettes de Bernard Montiel et Alexandre Debanne avaient, dans le sketch Vidéo Gog, des têtes en forme de pied (ce qui était aussi le cas de Jean Roucas dans une parodie du Bébête Show).
- Maurad : guignolisé à l'époque où il présentait Maurad contre le reste du monde à Canal+.
- Jean-Marc Morandini (1995 - ???) : il est représenté au début comme un présentateur sans morale et sans intelligence, créé dans un laboratoire, dans le seul but de faire de l'audimat. Il a remplacé Patrick Poivre d'Arvor comme présentateur lors de l'émission du 19 décembre 2007, en référence à l'officialisation de la relation entre Carla Bruni et Nicolas Sarkozy, tandis que Patrick Poivre d'Arvor jugeait inutile et dispensable d'en faire un reportage. Il réapparaît début 2014.
- Nagui (1996 - 2011,depuis 2016), imité par Nicolas Canteloup : Présenté comme quelqu'un de naïf, reconnaissable à son rire. Il est en outre adepte d'un humour au « second degré », plus ou moins efficace (l'une de ses plaisanteries favorites étant « Tu l'as vu ?… Mon cul »). Depuis 2016, on le voit régulièrement dans différents sketch.
- Bernard Pivot : représenté comme un intellectuel désespéré par le bas niveau intellectuel de la télévision.
- Stéphane Plaza : se comportait comme dans l'émission Recherche appartement ou maison dans le cadre sketchs sur le prix de l'immobilier en France
- Jacques Pradel, imité par Yves Lecoq: autrefois représenté avec un téléphone portable à la main, la rédaction des Guignols avait imaginé une idylle entre lui et l'extra-terrestre de Roswell en raison de son évocation de cette affaire. Il finissait la plupart de ses phrases par « Je suis troublé ».
- Sandrine Quétier : « potiche » de Nikos Aliagas auprès duquel elle apparaît dans le cadre de leur émission 50 minutes inside, où elle ne parle que rarement.
- Jean-Luc Reichmann : éternel présentateur de jeu télé. S'exprime en répétant les deux dernières syllabes de ses phrases, qui rappellent l'époque où il était la voix-off de N'oubliez pas votre brosse à dents. Lorsqu'il pose une question, il propose plusieurs solutions dont « l'autre », comme dans le jeu les Douze Coups de midi.
- Laurent Ruquier (2014) : ses émissions sur France Télévisions ne sont jamais regardées[167].
- Patrick Sabatier (1988 - 2011) : Il était surnommé "La Glue" du temps des Arènes de l'info, puis il a formé quelques années plus tard le duo « Les Sabatier-Foucault » avec Jean-Pierre Foucault. Très près de ses sous, il avait pour unique obsession de gagner beaucoup d'argent et de faire du « 'dimat ». Sans scrupule, sa devise était « Kèstenanafout', tu prends le pognon picétou ». Il a une bouche imposante mettant en évidence ses dents blanches, parfois avec des effets étincelant quand il parle de pognon dans ses émissions.
- Patrick Sébastien (1994 - 2015) : il était représenté sous forme d'un saucisson au début des Guignols, ensuite il a eu sa caricature et parait comme un homme au franc-parler très cru, toujours partant pour la « déconnade », facilement satisfait de lui-même (il dit souvent « C'est génial ! » en parlant des autres, mais aussi de ses propres plaisanteries et émissions) et prêt à ridiculiser les gens. À l'instar de Patrick Sabatier il a un rire bien à lui. À sa grande détresse, Nadine Morano est assidue de ses soirées.
- Marc Toesca : il dit tout le temps « Salut les petits clous ».
- Jean-François Zygel : joue du piano pour tout discours.
- Valérie Bénaïm (2016)
- Gilles Verdez (2016)
- Isabelle Morini-Bosc (2016)
- Énora Malagré (2016)
- Jean-Luc Lemoine (2016)

#### Animateurs d'émissions de société
- Pascal Bataille : Formant avec Laurent Fontaine le duo « Bataille et Fontaine », le duo se caractérise par leur parfaite complémentarité, chacun étant à même de compléter les phrases de l'autre. Avec son comparse, il fait preuve d'un profond mépris pour les spectateurs, recherchant le sensationnel dans le cynisme. Les deux personnes sont en réalité des siamois se partageant un cerveau pour deux[168].
- Frédéric Beigbeder
- Stéphane Bern, imité par Yves Lecoq (1998 - 2012) : Surnomme PPD « Poivre de » et Harry Roselmack « Mon bon Harry ». À la manière d'un chien excité, il se frotte à la jambe de personnes de la noblesse, comme le prince Rainier de Monaco, avant de faire de même avec les personnalités du show business. il s'extasie avec un rire guindé tout particulier[169]. Il symbolise la presse à scandale, allant jusqu'à faire des scoops des mouchoirs usagés du prince de Monaco. Jusque dans la années 2000, PPD affiche une aversion pour lui et son penchant voyeuriste, alors que Bern lui propose de s'associer pour présenter une émission, ce à quoi PPD répond des phrases telles que « casse-toi, je te vomis » ou « alors maintenant tu dégages »[170].
- Emmanuel Chain : Ses épais sourcils font l'objet de railleries de la part de la rédaction. Il a par exemple été comparé à Chewbacca.
- Julien Courbet : Présenté comme un homme voulant à tout prix connaître la vérité au moyen de lourdes enquêtes. Quand il est invité sur le plateau de PPD, il en prend le contrôle, transformant l'interview en parodie de l'émission Sans aucun doute.
- Jean-Luc Delarue, imité par Yves Lecoq (1996 - 2012) : « Transforme le malheur des gens en émission de télé », dixit son psychanalyste. Cela est le fond même de son comportement avec les personnes qui travaillent à ses côtés, principalement les invités de ses émissions[171]. Toujours représenté avec une oreillette, qu'il s'emploie à mettre en valeur via plusieurs détournements publicitaires[172]. Il est continuellement à la recherche de « crédibilité, « d'efficacité » et autres termes au participe passé. Il est particulièrement hypocrite, d'autant qu'il fait preuve d'un profond mépris pour les spectateurs, recherchant le sensationnel dans le cynisme. Depuis ses « dérapages » aux Globes de cristal, il est présenté comme un lourdingue, faisant des allusions grossièrement sexuelles. Il est depuis vêtu d'une camisole et il porte le masque de Hannibal Lecter. Il apparait dans le clip L'Esprit Canal, qui célèbre les 30 ans de la chaine.
- Michel Denisot, imité par Yves Lecoq (1993 - 2018). Représenté comme un homme timide de télévision et parfois d'affaires toujours blasé par ce qu'il fait, son expression favorite est "désolé" sur un ton semblable à celui d'un enfant qui aurait fait une bêtise en baissant la tête. Son caractère sérieux et calme ne laisse jamais entrevoir un rire ou rarement une pique de colère aux sujets des arbitres ou des joueurs qu'il dirigeait lorsqu'il était président du Paris-Saint-Germain. Il fut aussi intervieweur d'hommes et de femmes de télévision ou de politique (au travers de son émission Télé-Dimanche), sur qui il écrivait parfois des livres biographiques qu'il regrettera par la suite, par honte. Il fut contraint de raser sa tête après avoir écrit un livre sur Nicolas Sarkozy, s'auto-qualifiant de "collabo" en 1995. Il aime malgré tout ses chevaux, étant propriétaire de quelques équidés, ce qui lui permet de s'évader du milieu de la télévision. Sa fausse-joie se traduit toujours par une expression neutre accompagnée du verbal "Génial ! Ouaiiiiiis !".
- Mireille Dumas, imitée par Sandrine Alexi (1996 -???) : Montrée comme une femme toujours à l'écoute des autres[173]. Lorsqu'elle est invitée, elle se transforme au cours de son interview en psychologue de PPD.
- Guillaume Durand : Lorsqu'il présentait Nulle Part Ailleurs, il était montré comme un présentateur dilettant, une raquette de tennis à la main, constamment détendu et jamais préparé, coupant toutes ces phrases de « comment dirais-je ».
- Marc-Olivier Fogiel (1995 - 2017) : Accompagné de Zaza, sa hyène, depuis début 2006, il adore attaquer verbalement les gens jusqu'à les faire pleurer. Avant l'apparition de Zaza la hyène, Fogiel appelait toujours soit Guy Carlier soit Ariane Massenet à son aide lorsque PPDA le contrariait. Il apparaît pour la première fois lors d'une émission à Cannes en 1995 où il présente des scoops sur des stars qui s'avèrent être des banalités. Il est alors représenté par une marionnette différente de celle sous laquelle il est plus connu, qui n'apparaît quant à elle qu'en 2005.
- Laurent Fontaine : Formant avec Pascal Bataille le duo « Bataille et Fontaine », le duo se caractérise par leur parfaite complémentarité, chacun étant à même de compléter les phrases de l'autre. Avec son comparse, il fait preuve d'un profond mépris pour les spectateurs, recherchant le sensationnel dans le cynisme. Les deux personnes sont en réalité des siamois se partageant un cerveau pour deux[168].
- Emmanuelle Gaume, imitée par Sandrine Alexi : Guignolisée quand elle présentait Nulle Part Ailleurs avec Philippe Vandel.
- Ariane Massenet
- Évelyne Thomas, imitée par Sandrine Alexi : Présentée comme hautaine et stupide, gardant constamment un micro à la main et ne jurant que par ce que dit le public.
- Philippe Vandel, imité par Daniel Herzog : Guignolisé quand il présentait Nulle Part Ailleurs avec Emmanuelle Gaume.
- Karl Zéro, imité par Daniel Herzog: Vedette autoproclamée, il est reconnaissable à sa réplique introduisant chacune de ces interventions « Mon nom c'est Karl Zéro avec un Z c'est écrit sur mes lunettes ».

#### Chroniqueurs
- Ali Baddou (2011) : Rendu fou par le maintien de Michel Denisot aux commandes du Grand Journal.
- Laurent Baffie (1997 - 2004) : Aux temps de l'émission Nulle part ailleurs (NPA), il était toujours représenté avec un bloc-notes Rhodia et une trousse Mickey pour inventer des vannes (il était payé « à la vanne »), mais sans jamais faire preuve d'une grande imagination. L'une de ses répliques récurrentes était : « demain j'peux pas, j'ai piscine »[174]. Il prend Alain De Greef en otage lors du Festival de Cannes 1997[175].
- Jérôme Bonaldi : Plutôt connu pour ses présentations de gadgets qui ne fonctionnent jamais à l'heure du direct.
- Steevy Boulay (2006 - 2015) : Candidat de l'émission Loft Story, montré comme un sarkozyste pur et dur, très naïf et ignorant, qui qualifie le pouvoir d'achat de « pouvoir qui permettrait d'acheter n'importe quoi » et qui déforme tous les autres termes de la politique de la même manière.
- Christine Bravo, imitée par Sandrine Alexi : Présentée comme une femme hystérique, qui s'attire sans cesse des gifles[51]. Pendant l'élection présidentielle de 2007, elle se dit incapable de devenir ministre, idée que Roselyne Bachelot ne partage pas en lui répondant qu'il n'y a pas besoin de s'y connaître.
- Patrice Carmouze (1993) : Il est représenté à côté de Christophe Dechavanne dans certaines parodie de Coucou c'est nous !.
- Jean-Pierre Coffe (1993 - 2000) : Dit souvent « C'est de la merde ! » pour montrer son insatisfaction des produits alimentaires fabriqués dans les usines[176]. Il est très employé lors du Festival de Cannes 1994, dans de nombreux sketchs[53]. Cultive son image de râleur en se concentrant sur ses répliques avant d'apparaître sur un plateau télé[176], à la manière d'un acteur de théâtre de boulevard.
- Isabelle Giordano, imitée par Sandrine Alexi ou Julie Bataille: Bien qu'elle présente des émissions consacrées au cinéma[177], elle ne brille ni par sa culture cinématographique ni par la pertinence de ses critiques. En outre, c'est une grande admiratrice de Bruce Willis.
- Raphaël Mezrahi : Vu surtout pendant sa période « faux journaliste ».
- Éric Naulleau et Éric Zemmour (2009 - 2016) : Forment un duo très critique, Les Zerics, en référence à leurs prestations dans l'émission On n'est pas couché. Éric Naulleau est plus calme, tandis qu'Éric Zemmour est plus nerveux ; ce dernier n'hésite pas, à l'inverse de son comparse, qui ne critique que sur les plateaux de télé, de critiquer tout, et tout le temps[127]. Zemmour se montre aussi raciste depuis ses propos sur les Noirs et les Arabes.
- Valérie Payet, imitée  par Sandrine Alexi : Chroniqueuse de Nulle Part Ailleurs, elle était en général montrée comme étant inutile pour l'émission et reléguée souvent en banc de touche.
- Audrey Pulvar (2011) : Elle est dite bonne intervieweuse en interrogeant son époux Arnaud Montebourg sur ses préférences culinaires.
- Laurent Weil, imité par Daniel Herzog : Montré comme un journaliste de cinéma qui ne s'intéresse qu'aux chiffres du box-office, l’intérêt est tellement fort qu'il lui arrive de nommer certains acteurs par leur chiffre dans certains films sans se rappeler leur nom. Il n’interviewe que des personnages fictifs du cinéma lors du Festival de Cannes ou bien fait des interviews ratées quand il s'agit de vraies personnalités du cinéma (acteurs, jury, etc.).

#### Interviewers
- Laurent Boyer
- Michel Field : présenté successivement comme un philosophe usant d'un langage sibyllin pour négocier son contrat chez TF1, puis comme un gourou flanqué de deux moines assistants, puis assimilé à John Travolta dans Volte-Face lorsqu'il passe de l'extrême-gauche à TF1.

#### Autres animateurs
- Pierre Bellemare : Éternel vendeur de télé-achat, avec une intonation très reconnaissable.
- Dorothée, imitée par Sandrine Alexi : Éprouvant d'abord de la répulsion pour les enfants dans les années 1990, elle est ensuite représentée comme une hystérique fan des enfants.
- Jamy Gourmaud : Dédramatise l'actualité sérieuse par des explications scientifiques.
- Nicolas Hulot : Initialement présenté comme quelqu'un qui réussissait des défis impossibles au commun des mortels et qui ne parvenait pas du tout à réaliser des actions simples, comme apporter un verre de lait à la table sans hélice sur la tête ou sans patins à roulettes. Lorsqu'il se retira de la campagne de la présidentielle de 2007, il fut présenté comme un homme hésitant et incapable de prendre une décision. Depuis peu, il anime une rubrique Le Saviez-vous ?, dans laquelle il informe les téléspectateurs de faits écologiques évidents (« Si on tue tous les dauphins, il n'y aura plus de dauphins ») ou stupides (« Si on tue tous les lions, le roi des animaux sera le ouistiti »), rubrique qu'il termine avec une autocritique concernant sa tenue vestimentaire ou sa coupe de cheveux (« J'ai la coiffure de Jacquouille la Fripouille » ou « Même Emmaüs n'a pas voulu de mes vêtements »), en gardant toujours le même ton neutre et sérieux. Pendant sa campagne présidentielle de 2012, il apparaît un peu naïf concernant les produits naturels et jouaient à des concours d'écologie avec sa rivale en mai et juin 2011 Eva Joly en citant des exemples de leurs vies démontrant leur passion pour la nature[115]. Il se montre rancunier envers Europe Écologie Les Verts après sa défaite[178]. Il est également important d'indiquer que la marionnette utilisée pour Nicolas Hulot est la même que l'une des marionnettes employées pour personnaliser les jeunes de banlieue. Il est aussi l'une des multiples marionnettes passe partout, utilisée comme figurant ou bien personne tiers.
- Maître Capello : Mort à cause du langage du guignol de Franck Ribéry[179].
- Michel Cymes : Ponctue toujours ses analyses médicales par des blagues paillardes
- Benoît Delépine : Auteur des Guignols et de Groland, il apparaît dans le sketch du mouton.

## Dirigeants

### Finance
- Jean-Marie Messier : Tout d'abord représenté comme un personnage exprimant ses émotions et sentiments avec un vocabulaire financier, il a la manie de racheter toute société, voire toute personne qui se présente. José Bové est représenté comme sa complète antithèse, aux temps des sketchs sur la World Company[180]. Après l'éviction de Pierre Lescure, « J2M » apparaît comme un menteur plus ou moins doué – il endosse d'ailleurs un temps la cape de Supermenteur (mais oublie le masque).

### Industrie
- Alain Afflelou (2011) : se vante d'avoir fait baisser ses coûts de production en ayant délocalisé ses usines en Chine (jeu de mots avec la collection « Tchin-tchin » lancée par l'opticien homme d'affaires)[181].
- Vincent Bolloré (2012-2016) : Présenté comme un ami de Nicolas Sarkozy. Après la reprise de Canal + par le Groupe Bolloré, il est représenté comme économe jusqu'à l'extrême, cherchant à tout prix à réduire les dépenses de la chaîne. En 2016, il réduit les économies de Cannes et traîne avec un Michel Denisot dépressif.
- Jacques Calvet (1993-1998) : à chacune de ses interventions, il excuse son manque de souffle par le fait qu'il est venu à pied, souvent à la suite d'un problème de voiture. Il présente ainsi des innovations n'ayant aucun sens (ex : la voiture non-fumeur avec à la place du cendrier… un trou). Il est incapable de prononcer un V correctement, il parle donc de « oitures »[51]. Après l'introduction de la marionnette de Patrick Le Lay, dont le modèle de Jacques Calvet, l'homme d'affaires est représenté par une nouvelle marionnette.
- Liliane Bettencourt (2010- 2016) : Représentée comme une personne très âgée et gâteuse, avec une tête particulièrement laide, l’aïeule s'imagine encore dans les années d'après-guerre Nicolas Sarkozy la surnomme dédaigneusement « Mamie Zinzin ». Elle confond souvent ses interlocuteurs avec Léon Zitrone ou Guy Lux. Des membres de l'UMP ou du gouvernement Fillon viennent très souvent lui soutirer de l'argent pour des raisons fantaisistes[182]. Même si elle n'est apparue dans les Guignols qu'en 2010, sa marionnette existait déjà en tant que personne âgée figurante dans les affaires de la canicule 2003 avec Jean-Pierre Raffarin.
- Anne Lauvergeon
- Jacques Servier (2011) : Présenté comme un sorcier créant des médicaments dans un chaudron imposant et se servant des malades comme cobayes[183].
- Philippe Varin (2012) : Le dirigeant de Peugeot est présenté comme quelqu'un considérant ses licenciements comme une fête[184]. S'il a sa propre marionnette, il lui arrive d'être représenté par un Sylvestre aux cheveux gris.

### Syndicalistes

#### Confédération générale du travail(CGT)
- Henri Krasucki (1988 - 1990): Représenté avec un nez proéminent, ne cessant de répéter « Sinon, qu'est-ce qui se passe ? » et « Qu'est-ce qu'on voit ? » à longueur de phrase. Son meilleur moment aux Guignols le voit se faire embaucher par Jacques Chirac pour entraîner Alain Juppé, alors Premier ministre, à négocier avec les syndicalistes lors des grèves de 1995.

#### Force ouvrière(FO)
- Marc Blondel

#### Medef
- Laurence Parisot : présidente du Medef, qui se dit « détruite» et « scandalisée » par les actes des grands patrons (parachutes dorés…). Elle n'annonce aucune sanction, ou alors ces dernières sont d'une sévérité toute relative[185]. Elle aurait été élevée par une autruche, ce qui justifierait sa politique de tête dans le sable[186]. À partir de 2012 elle dévoile ses véritables sentiments en participant à des parodies d'émissions en tant qu'animatrice auxquelles les Sylvestre sont souvent les candidats, et ayant pour but par exemple de licencier le plus de personnes possible.
- Ernest-Antoine Seillière : Montré comme un baron vivant encore au Moyen Âge, il est d'ailleurs surnommé « baron du Medef ». À son départ, il se lamente de ne pas avoir réussi à faire perdre leurs emplois à davantage de travailleurs, dans une parodie de La Liste de Schindler[187]. Aux premières apparitions il avait un leitmotiv avec l'affaire des 35 heures et un avis qu'il y avait donné lors d'une interview « Les 35h c'est un aberration, une affaire d'un autre temps. »
- Pierre Gattaz : Présent depuis le 26 novembre 2013. Le personnage est voûté, même quasi-bossu. Son nez est pointu et proéminent tandis qu'il garde la tête penchée en avant. Cupide et cruel, il apparaît toujours occupé à renifler des odeurs de "gauchistes" (syndicalistes, RTT, Jean-Luc Mélenchon...). Il fait preuve d'un grand mépris envers les ouvriers, qu'il considère comme des êtres inférieurs exploitables à merci.

### Médias
- Hervé Bourges : Ancien président du CSA, il était représenté avec un visage strict et impassible et tient un discours généralement moraliste.
- Patrick de Carolis : Depuis qu'il est président de France Télévisions, il est représenté comme aux petits soins du président Sarkozy et soucieux d'apporter de la culture sur France Télévisions.
- Gérard Carreyrou : D'abord représenté par une marionnette de cochon, il est souvent consulté avec Michèle Cotta (représentée par une vache), les deux analystes se contredisent d'ailleurs toujours. Gérard Carreyrou a obtenu sa propre marionnette en 1995. Cette même année, il est présenté comme un défenseur d'Édouard Balladur, il coprésente avec PPD la « soirée spéciale deuxième tour de l'élection présidentielle ».
- Xavier Couture (2002) : Apparaît souvent lors du limogeage de Pierre Lescure, présenté comme incompétent à la tâche de PDG de Canal+, à l'inverse de Lescure.
- Alexandre Drubigny : Considère que tout le monde est mou et tente de faire bouger les choses, mais il découvre que Canal n'a pas d'argent.
- Xavier Gouyou-Beauchamps : Remplaçant d'Elkabbach à la tête de France Télévisions. Son meilleur moment aux Guignols le montre se faisant escroquer par Olivier de Kersauson, alors correspondant de France 2 sur la Route du Rhum et envoyant des films de bateaux tournés dans ses toilettes.
- Alain De Greef : Parle souvent d'une voix inarticulée et cassée comme un vieux fumeur, rendant tout ce qu'il dit assez flou à comprendre. Seul Antoine de Caunes semble le comprendre. Il est parfois représenté dansant en discothèque sur l'air de The Rhythm of the Night. Sa réplique habituelle est « ça vaaaaaa » ou « ça va paaaaaaas ». En tant que directeur des programmes de Canal+, il est aussi chargé de justifier aux membres du CSA les dérapages ou d'expliquer les sketchs posant problème.
- Arnaud Lagardère : Représenté en grand ami de Nicolas Sarkozy, il aide celui-ci à censurer des articles ou bien à virer un rédacteur en chef gênant.
- Patrick Le Lay : (Ancienne marionnette de Jacques Calvet) Toujours en compagnie d'Étienne Mougeotte, dénué du moindre scrupule, il méprise les téléspectateurs et avoue les décérébrer au moyen d'émissions toujours plus racoleuses. Quand il quitte la direction de TF1, il avoue que « Ma mission dans l'audiovisuel est menée à bien… Je vous ai tous rendus complètement cons ! On a produit de la merde, mais consciemment ». Tout comme Étienne Mougeotte, il répète à longueur de journée « Du cul, du cul, du cul », pour exprimer le caractère racoleur de ses émissions.
- Pierre Lescure : Il était souvent représenté comme un patron plutôt facile à vivre, mais inquiet des remous politiques que pouvaient causer les émissions de Canal +. Il apparaît généralement en duo avec Alain de Greef, puis avec Jean-Marie Messier.
- Bertrand Meheut : Il ne comprend pas pourquoi la qualité ne vient pas alors qu'il a payé une somme exorbitante pour avoir les droits d'exclusivité sur la Ligue 1.
- Étienne Mougeotte : Toujours en compagnie de Patrick Le Lay, il tente de modérer les propos de ce dernier. Son credo fut longtemps « Du cul, du cul, du cul », qu'il répétait à longueur d'interview. Il fut montré quelquefois en faisant partie du Figaro, ou il fait publier des articles sarkozystes truqués.
- Rémy Pflimlin : Personne, pas même ses animateurs, n'arrive à prononcer son nom de famille. Il est donc appelé Remy P.
- André Rousselet : Représenté comme un vieil homme un peu gâteux qui ne cessait de se plaindre des jeux de pouvoirs à Canal + orchestré selon lui par Guy Dejouany et Edouard Balladur.

### Informatique
- Didier Lombard (2010) : parodié lors de la vague de suicide à France Télécom, avec également une pique à Renault qui connaissait les mêmes soucis, il est présenté comme un patron pensant uniquement à l'argent au détriment des employés. Un sketch est mis en scène avec Nathalie Arthaud, où le film The Box, notamment son argument-dilemme, est parodié en The Livebox, jeu de mots entre les vies sacrifiés et l'offre internet du groupe.
- Tim Cook (2011-2015) : Il a d'abord fait une brève apparition comme quelqu'un ne connaissant rien à la technologie. Il est ensuite présenté comme quelqu'un tenant exactement les mêmes discours que Steve Jobs ; il est d'ailleurs représenté par la marionnette de ce dernier avec une perruque et des habits différents. Il a changé le slogan d'Apple par « nous c'est la pomme, vous c'est les poires ». Le titre de sa première apparition fut d'ailleurs "Steve Jobs 2.0".
- Steve Jobs (2010-2011) : Toujours applaudi, quels que soient ses dires. Présente toutes ses créations comme étant des « révolutions », et clamant à qui veut l'entendre que pour chaque produit, « faut tout rach'ter ! » (applications, housses…)[76]. Phrase récurrente: "Ceci est une révolution! Nous l'avons appelé le…, juste entre le… et le…". PPD, passionné par les produits Apple, était entièrement d'accord avec lui et n'hésitait pas à courir acheter ces produits, ainsi que les accessoires. Il est présenté inventeur de génie, à travers le temps[188], bien qu'il lui manque constamment la moitié de sa découverte pour qu'elle soit effective (une demi-roue, un boulet sans canon, une montgolfière sans ballon…)[188]. À sa mort, les Guignols le montrent arrivant au Paradis[189] et présentant les « iAiles dans le dos » à de nombreuses personnes mortes elles aussi, par exemple le Général de Gaulle, Yasser Arafat, François Mitterrand, Jean-Paul II, Michael Jackson et Serge Gainsbourg[189].
- Mark Zuckerberg (2010-2011 puis 2016-présent) : a fait fortune à partir de bric et de broc en créant Facebook, puis est présenté comme un espion pouvant tout savoir grâce à son invention (notamment sur les faits et gestes de Michèle Alliot-Marie et Zine Ben Ali)[13].

### Autres
- Michael O'Leary : Ferme « Ryanair Marseille », pour éviter de transporter André-Pierre Gignac[190].
- Fernand Duchaussoy : Invite Éric Zemmour et Marine Le Pen aux réunions de la Fédération française de football[6].

## Chanteurs

### Chanteurs populaires
- Amanda Lear (1994) : elle est une des invités dans une parodie de Sacrée Soirée de Jean-Pierre Foucault.
- Armande Altaï (2010) : coach vocale de Harry Roselmack.
- Elton John (1997) : apparaissait souvent lorsque PPD évoquait un accident de la route, en jouant Candle In The Wind.
- Justin Bieber (2010) : il est présenté dans un sketch où il donne un concert au Vatican, devant une nuée de prêtres pédophiles.
- Bono (2009 - 2011) : pour la sortie de No Line on the Horizon en 2009, il présentait son groupe : après s'être présenté comme le chanteur de U2, Adam Clayton s'est présenté comme le bassiste de U2, puis Nicolas Sarkozy s'est présenté comme le guitariste du groupe, avec sa classe habituelle. Depuis 2011, Bono parle des malheurs du monde avant de commencer ses concerts.
- Édith Piaf : présente un court instant dans les Guignols, la marionnette était celle d'Arlette Laguiller
- Patrick Bruel (1990 - 2018) : il a d'abord été représenté comme un chanteur séduisant les jeunes adolescentes, à critiquer des propos émis par les journalistes et défendant d'autres personnalités lors des interviews. Il détestait aussi parler de lui lorsque PPDA lui demandait des nouvelles. Les premiers mots d'interview étaient « Je voudrais pousser un cri » en référence à son tube casser la voix, ensuite PPDA devait restreindre les cris du chanteur pour commencer l'interview. Par la suite, depuis sa passion pour le poker, il est présenté dans les Guignols comme accro à ce jeu en particulier, prenant tout dialogue ou situation comme une partie de poker (visite chez le médecin, servir un verre dans le bar de l'Hôtel Martinez à Cannes, voter lors des présidentielles 2007, etc.). Très fréquemment, il se méprend puisqu'il est certain, dans son délire, que ses interlocuteurs « bluffent » à tout propos. À son corps défendant, sa méprise de la réalité le fait devenir un loser chronique.
- Carla Bruni, imitée par Sandrine Alexi et Julie Bataille (2007 - 2017) : depuis qu'elle a une relation amoureuse avec Nicolas Sarkozy, ce dernier la surnomme parfois « Carlita » et elle l'appelle en retour « Mon amoureux ». Elle intervient souvent en chantant, d'une voix faible et difficilement compréhensible, sur l'air de l'un de ses tubes « Quelqu'un m'a dit ». Lors d'une parodie de la série Ma Sorcière bien aimée, elle est aux prises avec son époux qui agit de manière désinvolte avec sa famille et ceux qu'il n'aime pas[44]. Dans sa volonté de ne vouloir froisser personne, elle a dit « j'aime beaucoup […], mais j'aime aussi beaucoup […], je suis également très curieuse de […] », puis, plus récemment, voulait avoir l'air de s'intéresser à ce que faisait son mari. Pour cela, elle répétait plusieurs fois une phrase idiote, par exemple, lors du Salon de l'Agriculture, elle répétait en goûtant le vin d'un vigneron « C'est goûtu, c'est goûtu, mais qu'est-ce que c'est goûtu ! ». Plus récemment, elle répète trois fois un groupe de mot lorsqu'elle parle (exemple : mon mari est national, il est nationalisé, c'est nationaliste !). Plus tard, elle intervient tout le temps lorsque PPDA parle d'un titre en voulant démentir une rumeur, suivie de près par son mari qui demande qui a lancé la rumeur. Depuis son tournage dans un film de Woody Allen, Sarkozy la présente comme la meilleure actrice du monde, la faisant jouer tous les rôles, qu'elle interprète pourtant à chaque fois de façon plate et peu crédible. Allen se plaint d'avoir reçu des menaces du président pour qu'elle participe à son film. Lorsque son mari critique les dirigeants arabes, elle a vite fait de lui rappeler sur un ton naïf qu'ils étaient pourtant grands amis, ne se rendant pas compte qu'elle le discrédite. Carla Bruni redevient également chanteuse dès la défaite de son mari le 6 mai 2012 au soir. Lorsque Nicolas Sarkozy revient en politique, il finit toujours par transformer les concerts de sa femme en meetings politique.
- Francis Cabrel (2000 - 2009,2016) : présenté comme un homme particulièrement nostalgique, il rend sa guitare folle de désespoir. Il est surnommé, en voix-off,  « la grand-mère à moustache » et termine ses chansons par « C'était mieux avant ! »[191].
- Doc Gynéco, imité par Daniel Herzog : il s'exprime toujours à la manière « rasta » et d'une voix fatiguée, comme s'il venait d'user de substances hallucinogènes[192] Il profite de la méconnaissance de PPD concernant le vocabulaire « jeune » pour utiliser un langage à double-sens en faveur des drogues[193]…
- Julien Doré, imité par Thierry Garcia : présenté comme un artiste dont l'inspiration et le talent viennent au gré de ses humeurs. Il veut à tout prix être original. Il dit d'ailleurs souvent, à ce propos : « car moi je suis jamais là où on m'attend ». Il est prompt à agir de manière complètement absurde : chanter La Danse des canards en plein concert, tourner un clip sans chanson en fond sonore ou s'habiller en robe et monter sur une autruche, par exemple. Dans la parodie de Fan de, il va sur la tombe de Jim Morrison, dont il est fan, et le jeune fan de Julien Doré le rejoint au cimetière du Père-Lachaise où il se fait tuer à la manière de John Lennon : « John Lennon, il s'est fait tuer par un fan. Là, c'est moi qui tue un fan. »
- Yves Duteil, imité par Yves Lecoq : s'exprime toujours en chantant accompagné de sa guitare. Il est considéré comme le troubadour de Jacques Chirac, en raison de son soutien durant l'élection présidentielle de 1995. Par la suite, il intervient avec sa guitare dans certaines interviews, bien qu'assez rarement.
- Lara Fabian, imitée par Sandrine Alexi : elle se vante toujours d'apporter du bonheur aux gens, bonheur qu'elle a réussi à transmettre en « stratégisant sa vie pour devenir une star internationale[194]. ». Sa marionnette est dotée d'un mécanisme plutôt élaboré : ses yeux sortent de leurs orbites au moment où elle chante en hurlant son tube phare « Je t'aime ». Elle a été aussi présenté comme nouvelle arme de destruction massive par le dictateur Kim-Jong Un.
- Jean Ferrat : dernier électeur français du Parti communiste. Arlette Laguillier en est fan[6].
- Dave Gahan (2008) : il était apparu dans les Guignols lors des élections présidentielles aux États-Unis
- Serge Gainsbourg (1988 -2015) : toujours la cigarette à la bouche[195]. Le visage mal rasé, les vêtements d'une propreté douteuse, il est l’archétype même de l'artiste dont les excès font le terreau de la créativité, (d'après un sketch où le fait d'être clean lui fait composer Je t'aime (de Lara Fabian) en lieu et place de : Je suis venu te dire que je m'en vais[196]). Représenté au Paradis[189], aux côtés des "Grands", il ronchonne d'être réveillé à midi, lorsque Steve Jobs apparaît dans les cieux.
- Boy George : représenté avec des habits extravagants, dont un énorme chapeau que Johnny tronçonne pendant une projection au Festival de Cannes.
- Chantal Goya : dépeinte comme une abrutie.
- Grand Corps Malade (2008 - 2010) : toujours en train de faire des slams soit déprimants, soit incisifs[197], sur l'air des « Voyages en train ». Il est représenté avec la marionnette d'Étienne Leenhardt.
- Jean Baptiste Maunier (2005) : Il est apparu à de nombreuses reprises comme un enfant blond et des grands yeux bleus expressifs qui chante la misère du monde sur l'air de Vois sur ton chemin en référence à son personnage dans le film les Choristes
- David Guetta (2010 - 2015) : moqué pour la simplicité du rythme de la chanson I Gotta Feeling dont il a créé les arrangements, il est montré comme ayant pour seul instrument de musique (depuis l'enfance) le simon, limitant ainsi le nombre des sons qu'il utilise, commandant un piano à une seule touche, bref ne jouant qu'une seule note. Si bien qu'un sketch met en scène ses procès face à un four micro-ondes et à un canard nommé « Dudule », le tribunal estimant que Guetta avait plagié la sonnerie de l'appareil et les sons produit par l'animal[198]. En décalage horaire continuel, il se méprend toujours sur le lieu où il se trouve et s'exclame à tue-tête : « Salut Ibiza !! ». Il risquera aussi de se faire assassiner par un homme tendant une boîte à musique devant lui sous prétexte que la machine joue plusieurs notes de suite[199]. Son incapacité chronique à jouer des notes différentes rend inopérante la rencontre avec des entités extra-terrestres[200].
- Johnny Hallyday : il commence toujours ses phrases par « Ah que… ». Il avait un objet fétiche, la boîte à coucou, qui l'amusait beaucoup. Il a tenté par tous les moyens de quitter la France pour payer moins d'impôts. Il termine souvent ses interventions par un tonitruant « Optic 2000 ! ». Tout comme Luis Fernandez, il ne comprend pas correctement que les questions qu'on lui pose ne sont pas à prendre au premier degré. De fait, il s'exprime en continuel hors-sujet. Oublie souvent que sa fille adoptée, Jade, est devenue sa fille légitime et jusqu'à ce qu'il s'en souvienne, il la voit comme une étrangère qui lui fait peur. Trouvant son double « très con » et « trop vieillard », le chanteur n'aime pas sa marionnette et, sous la pression des fans, Philippe Gildas accepte de lui permettre de « se venger » : en 1989, invité de l'émission, il sectionne en direct le nez de sa marionnette avec une cisaille[201]. Un hommage lui sera rendu après sa mort.
- Michael Jackson (1988 - 2011) : conclut souvent ses phrases par un cri inspiré de l'une de ses chansons (« Aw ! »). Il est aussi décrit comme adorant les petits enfants, en référence aux affaires de pédophilie le concernant. Il se déguise en Casimir afin de les approcher. Il n'apprécie guère que des chansons qu'il n'aimait pas soient reprises après sa mort. Il apparaît au Paradis[189] avec de nombreuses personnalités décédées lors de la mort de Steve Jobs en 2011.
- JoeyStarr, imité par Daniel Herzog : finissant toujours ses phrases par un « ben ouais, quoi »[202] caractéristique d'un langage de banlieue, ses fréquents actes de violence (intentionnels ou non[203],[204]) l'envoyaient régulièrement au tribunal. Il constitua longtemps un tandem avec Doc Gynéco en tant que spécialistes des effets de la drogue chez les jeunes[193].
- Kool Shen : autrefois montré avec JoeyStarr comme vivant ensemble[203] (en raison de leur appartenance à NTM), il est plus posé que son acolyte[204], essayant (le plus souvent trop tard) de lui rappeler la conséquence de ses actes[203].
- Lady Gaga (2011) : elle chante dans les tribunes du PSG depuis qu'il a été acheté par le Qatar[166].
- Jean-Luc Lahaye : il dit souvent « tête de mort », il apparaît souvent dans les premiers JT un peu partout, et se montre comme quelqu'un d'agressif. Entre autres, il réussit à battre Bernard Pivot à la version TF1 de Des Chiffres et des Lettres, il est invité comme un des témoins dans une émission de Guillaume Durand, on le voit aussi comme chanteur avec VGE à l’accordéon.
- John Lennon : très succinctement représenté lors d'un sketch retraçant son assassinat[199].
- Lio : représentée comme une fille « facile ».
- Lorie, imitée par Sandrine Alexi : dépeinte comme une ado écervelée adorant les vieux comme Raffarin et Bernadette Chirac.
- Madonna : souvent entourée de rabbins de la Kabbale, en référence à sa conversion au judaïsme. En outre, elle aime particulièrement adopter des enfants africains.
- Marilyn Manson (2011) : reprend les paroles de François Fillon dans ses chansons[205].
- Bob Marley : représenté lors d'un sketch où sa créativité artistique est mise en corrélation avec sa consommation de « ganja » et de rhum.
- Gilbert Montagné (2007 à maintenant) : montré en perpétuel état d'exultation, justifiant chacune de ses interventions par le refrain de son célèbre tube On va s'aimer. Constamment perdu du fait de sa cécité, les marionnettes qui l'entourent le laissent dans une certaine ignorance de la réalité.
- Yves Montand, imité  par Yves Lecoq (1988 - 1991) : en parlant, il fait des transitions entre deux phrases avec des « hop, hop, hop, hop, hop, tu, tu, tu, tu, tu ».
- Pascal Obispo : présenté avec une voix extrêmement aiguë, à la limite du supportable. Bonne Fée du chanteur Florent Pagny lors d'un sketch faisant le parallèle entre ce dernier et Cendrillon[206].
- Florent Pagny : il dit toujours « man » quand il s'adresse à quelqu'un. Il est représenté en Cendrillon[206]. Il se met à chanter des chansons tombées dans le domaine public dans un album appelé Untaxed, allusion flagrante à la fiscalité française qu'il a en horreur et à laquelle il cherche toujours à échapper (en référence à sa chanson Ma liberté de penser et à ses problèmes avec le fisc). Dans la même veine, il « revisite des classiques »[207]. Le look de la marionnette est très souvent changé, surtout sa coupe de cheveux et sa pilosité.
- Vanessa Paradis : se trompe souvent dans les noms en référence à sa bourde lors d'une remise d'un César.
- M. Pokora (2013) : apparu dans une reprise de Génération Goldman. Il a la même marionnette que David Beckham.
- Tal (2013) : Elleapparaît dans la parodie de génération Goldman
- Renaud : Célèbre pour son expression fétiche "tin-tin-tin", il faisait partie du groupe des « Enfoirés » qui chantaient pour sauver la Cinq.
- Ophélie Winter, imitée par Julie Bataille : abuse des anglicismes et se fait lourdement draguer par PPD.
- Rika Zaraï (1990): spécialiste en armes naturelles (comme le poireau-baïonnette ou la carotte-missile) pendant la guerre du Golfe.
- Stromae (2014) : est décrit comme un chanteur qui a le pouvoir de faire danser les gens sur des chansons traitant de sujets sensibles (licenciement, chimiothérapie et même lapidation)[208].
- Kanye West et Kim Kardashian (2015-2018) : représenté comme un couple imbu de leur personne obsédé par les selfies[209]
- Céline Dion, imitée par Sandrine Alexi (2016-2018) : Les cheveux constamment au vent et représentée dans un état permanent d'euphorie surexcitée  [210]
- Rihanna (2017-2018) : Elle commence ses phrases par "What !", elle est apparue pour parler de la relation amoureuse entre le rappeur Drake (son ex) et la chanteuse Jennifer Lopez.
- Jenifer (2003) : Elle apparait lors d'un sketch concernant la Guerre en Irak en compagnie de Jean Pascal Lacoste son amoureux dans Star Academy

## Métiers du cinéma et du théâtre

### Acteurs et actrices français
- Isabelle Adjani : Pendant le Festival de Cannes 2009, on la voit mourir sur les marches du palais des festivals de plusieurs façons, un hommage au comique de répétition des morts de Kenny dans South Park. En la voyant mourir, Laurent Weil s'écrie « Ils ont tué Adjani ! Les enfoirés ! »
- Jean-Pierre Bacri, imité par Nicolas Canteloup: Toujours bougon et enclin à critiquer le monde qui l'entoure. Lors du Festival de Cannes 1999, il y a beaucoup été mis en scène.
- Josiane Balasko : On la voit souvent soutenant les SDF dans les rues de Paris.
- Guy Bedos : À chaque interview il se comporte comme s'il jouait un sketch, PPD ne l'aime pas à cause de ses préférences de Gauche en politique.
- Emmanuelle Béart : Représentée uniquement par une immense bouche.
- Jean-Paul Belmondo : Présenté presque exclusivement lors de Roland-Garros avec un chien dans ses bras qu'il appelle affectueusement « mon kiki ». Tous les deux sont captivés par la balle de tennis. La marionnette emploie alors des vieux gimmiks de la grande époque « Bebel ». À l'instar de Depardieu, il est représenté à une certaine époque en train de jouer Cyrano de Bergerac.
- Richard Bohringer : Il était apparu entre autres dans une reproduction d'un film mettant en scène les différentes marionnettes d'artistes dans un parlement.
- Patrick Bosso : Il apparaît dans un sketch sur Les Enfants de la télé.
- Vincent Cassel : Dépeint comme un acteur qui s'identifie trop à ses rôles et un passionné de capoeira.
- Antoine de Caunes : Toujours représenté avec des saucisses, en référence à un sketch avec José Garcia, il fut longtemps l'éternel disciple de Philippe Gildas auquel il rêvait de succéder à la présentation de Nulle part ailleurs sans jamais y parvenir. On ne l'a plus vu depuis qu'il a décidé de faire une carrière dans le cinéma. Toutefois, il a présenté l'édition du mardi 19 juin 2013, à la suite de l'annonce de sa succession à Michel Denisot à la présentation du Grand Journal.
- Alain Chabat : Il n’apparaît que très rarement parfois avec Arthur pour la relance de la chaîne TF1.
- Christian Clavier, imité par Yves Lecoq : dit souvent « Okayyy ! », en référence à son film Les Visiteurs. Il apparaît peu seul, le plus souvent avec Gérard Depardieu dans le tournage de films historiques ou comiques, confondant leur rôle avec d'autres joués précédemment. Lors de son exil fiscal en Grande-Bretagne, il est moqué par Nicolas Sarkozy pour le seul mot d'anglais qu'il connaisse : « Okkayy ! »"
- François Cluzet, imité par Marc-Antoine Le Bret (2011-2013) : Apparu en reprenant son rôle d'Intouchables. Durant le festival de Cannes 2012, il ne cesse de se plaindre, aigri et de façon verbalement tendue, au sujet de De rouille et d'os, qu'il accuse d'être un Intouchables II. Il menace de mettre sa "main dans la gueule" à plusieurs personnes, comme Jacques Audiard le réalisateur du film ou Nanni Moretti le président du jury, s'il les croise. Il a accusé les Jeux Paralympiques d'être un plagiat de son rôle. Il s'est également plain de la parodie d'Intouchables de Charlie Hebdo et a menacé de mettre sa « main dans la gueule » de la personne de Charlie hebdo qu'il croiserait.
- Marion Cotillard, imitée par Sandrine Alexi (2013) : elle répond aux questions de PPD en ne faisant que remercier à tout va pour n'importe quoi, comme le fait qu'il lui ait posé une question, pastiche de ses discours d'acceptation aux Césars et aux Oscars.
- Béatrice Dalle : Présentée comme une nymphomane, voire comme une prostituée, étant constamment vulgaire. Elle apparaît aux côtés de Françoise Sagan dans un sketch, arborant un tampon géant entre les jambes. Ce sketch valut à l'émission un procès.
- Alain Delon, imité par Yves Lecoq : parle de lui à la troisième personne du singulier et se prend pour quelqu'un au talent illimité tant au nombre de domaines qu'il peut pratiquer (vente de savon, de viande pour chiens, et autres produits divers portant son nom pour la marque.), qu'au nombre de qualités personnelles qu'il croit posséder (par exemple sa citation la plus célèbre dans le cadre des Guignols « Alain Delon a un sex… énorme ! »).
- Gérard Depardieu : utilise toujours l'expression « ma couille » en référence à son franc-parler et ses expressions souvent vulgaires comme dans le film Les Anges gardiens où il appelait son camarade « ma poule ». Il possède aussi son rire typique. Très porté sur le vin et la nourriture calorique, il ne rate pas une occasion pour parler d'alcool et de ripailles. Il affirme s'exiler en Belgique à cause de la taxe française sur l'huile de palme : « chips, gâteaux, mayonnaise et Nutella ! Soit 90 % de mes repas ! ». Tout comme Kad Merad mais à un niveau supérieur, les réalisateurs le jugent irremplaçable (cela se sentait plus dans les premières apparitions dans l'émission).
- Dieudonné : montré comme un homme cynique croyant voir à chaque coin de rue des attaques contre la communauté noire et qui se moque de la communauté juive sous couvert de riposte.
- Arielle Dombasle, imitée par Sandrine Alexi : affublée d'une bouche gigantesque, elle parle de façon maniérée. Elle reçoit régulièrement une tarte à la crème sur le visage lorsqu'elle accompagne son mari Bernard-Henri Lévy.
- Jean Dujardin : il mène PPD en bateau quand il lui répond, faussant soit la fausse modestie soit l'arrogance extrême, avant de lui dire en riant « Il est tombé dans le panneau, le con ! ».
- Dominique Farrugia : il a un rire ressemblant au cri d'une otarie.
- Annie Girardot : elle est représentée comme la voix française de Dark Vador, en concurrence avec Jeanne Moreau
- Gérard Jugnot : présent depuis les débuts de l'émission. Il commentait souvent l'actualité en disant « Et dire qu'on les paie pour faire ça… ». Ses apparitions sont par la suite devenues beaucoup plus rares depuis 1990.
- Christophe Lambert, imité par Yves Lecoq : présenté comme un acteur benêt, à la filmographie médiocre. Sophie Marceau et lui sont présentés comme complémentaires. Lors des interviews, quand ils apparaissent ensemble, toutes les réponses se terminent de la même façon, Christophe prononce le nom de Sophie et vice-versa se regardant dans les yeux.
- Noémie Lvovsky : elle apparait le soir de la 38e cérémonie des Césars pour un gag avec Michel Denisot où elle reçoit un César en avance.
- Sophie Marceau, imitée par Sandrine Alexi : D'abord moquée pour son discours au Festival de Cannes 1999, elle est cible de nombreuses moqueries faisant allusion à sa poitrine depuis un incident au Festival de Cannes 2005[211].Depuis sa liaison avec Christophe Lambert, elle est représentée comme son homologue féminin.
- Kad Merad : Il est créé spécialement pour commenter le Festival de Cannes 2010. Des sketchs montrent que le cinéma français ne peut pas faire un film sans lui, à l'instar de Gérard Depardieu quelques années avant.
- Jeanne Moreau : Elle est représentée comme la voix française de Dark Vador, en concurrence avec Annie Girardot
- Paul Préboist : Il accompagnait Patrick Sébastien dans les années 1990.
- Line Renaud: D'abord soutien vieillissant mais inébranlable de Chirac (parfois au grand dam de ce dernier), elle est représentée après le succès de Bienvenue chez les Ch'tis comme une femme parlant chti avec un fort accent et finissant ses phrases par « couvre-toi, il drache dehors » (« il pleut dehors »).
- Mathilde Seigner (2012) : Apparue pour féliciter Vladimir Poutine et Mitt Romney pour leurs élections, mais dit toujours que c'est JoeyStarr qui aurait dû gagner.
- Tomer Sisley : Représenté comme un acteur n'arrivant pas à se défaire de ses rôles (Largo Winch) depuis qu'il s'est fait arrêter par la police alors qu'il jouait en compagnie d'amis avec des armes factices dans un garage souterrain.
- Omar Sy (2011 - 2016) : Présenté avec deux marionnettes différentes. Une première au visage difforme utilisée pour une parodie du film Intouchables, une autre utilisée pour une parodie du Service Après Vente.
- Patrick Timsit : Il apparaît traumatisé par le sujet des trisomiques, à la suite du scandale causé par un sketch de son modèle. Il possède en outre une voix nasillarde.
- Lorànt Deutsch : Il apparaît en interrompant PPD pour dire des anecdotes historiques vaguement en rapport avec le sujet présenté (par exemple lors de l'occupation de la place Taksim en juin 2013, il explique pourquoi les révolutions commencent par l'occupation d'une place). PPD lui demande ensuite son âge et renchérit « Vous faites plus vieux ».
- Kev Adams : Représenté comme trop complaisant et obnubilé par son nombre de followers sur les réseaux sociaux[212]

### Acteurs et actrices étrangers
- Angelina Jolie : Montrée comme quelqu'un de très voire trop engagée dans son rôle d'ambassadrice pendant que son mari Brad Pitt s'occupe de leurs enfants.
- Monica Bellucci : Très portée sur la mode, ne parlant de ses rôles qu'en fonction des tenues qu'elle porte et de son maquillage.
- Roberto Benigni : Respire la joie de vivre et a envie d'embrasser tout le monde.
- George Clooney : Finit toujours ses phrases par « What else? » en tenant une tasse dans sa main, en référence à la fameuse publicité de café Nespresso et son célèbre slogan « Nespresso. What else? ». Propagandiste attitré de Barack Obama.
- Daniel Craig : représenté dans son rôle de James Bond.
- Leonardo DiCaprio : Se définit comme un acteur "très écologique" étant donné qu'il est sensible au réchauffement climatique.
- Clint Eastwood : Lors du 62e festival de Cannes, il apparaît comme un tueur qui protège sa Ford Gran Torino. PPD fait le parallèle entre J. Edgar Hoover, personnage d'un de ses films, et Claude Guéant[101] lorsque ce dernier était ministre sous Sarkozy. Ensuite il se montre comme quelqu'un de très raciste, toujours muni de son revolver, et s'inspire souvent d'une de ses répliques célèbres dans les westerns « Dans la vie il y a deux catégories… ».
- Sean Penn : Apparu lors du 61e Festival de Cannes, représenté en grand humanitaire, utilisant l'expression « Take a kayak! » pour se rendre dans les pays sinistrés. (ancienne marionnette de Vincent Lagaf')
- Brad Pitt : Montré comme quelqu'un qui s'occupe trop souvent de ses enfants en les ayant constamment sur les épaules partout où il va.
- Arnold Schwarzenegger : Avant tout représenté dans son rôle de gouverneur de Californie mais surtout en Terminator, cherchant toujours à tuer Sarah Connor. Sa présence est assez rare dans les JT, sa taille est presque le double que celle de Sylvestre et est extrêmement musclé.
- Sylvester Stallone : Sa salutation consiste en une sorte de beuglement : « Beuuuuaaaah ». Il s'agit de la marionnette de Monsieur Sylvestre, toujours en costume de Rambo. Il finit les sketchs par l'affirmation « Tu vas l'avoir ta putain de guerre » d'un ton frustré et colérique.
- Jean-Claude Van Damme

### Réalisateurs
- Woody Allen : Durant la majorité des apparitions, la conversation porte sur les Juifs et PPD peine à discerner l'ironie de ses propos. Sa marionnette est aussi réutilisée pour parodier le tournage du film Minuit à Paris, dans lequel joue (ou pas ?) Carla Bruni, là est une des questions de PPD, sujette à de multiples moments comiques.
- Luc Besson : Ses scénarios sont présentés comme simplistes et interchangeables, Besson se contentant d'écrire des resucées de Taxi. L'un des sketches les plus marquants avec sa marionnette est peut-être celui où il distribue des scripts comme dans un restaurant de fast-food. Il a aussi été souvent montré aux côtés de Bertrand Delanoë lors de la candidature de Paris pour les JO de 2012.
- Emir Kusturica : Souvent représenté avec son orchestre No Smoking Orchestra jouant la bande originale de Chat noir, chat blanc, lequel rend inaudible toute parole du réalisateur.
- Quentin Tarantino : Montré comme un homme parlant vite et direct.
- Tim Burton : Montré comme quelqu'un aimant le « gore », toujours entouré d'un décor macabre (corbeau, tombes…), il est difficile de l'interviewer sans se faire agresser.
- Lars von Trier : Déclare avoir aimé la prestation de Carla Bruni dans le film de Woody Allen Minuit à Paris.
- Joel et Ethan Coen : Durant le Festival de Cannes 2015, où ils étaient présidents du jury, ils sont montrés comme deux frères qui se disputent. En particulier lorsqu'Ethan se plaint auprès de « sa mère » qu'on ne voit pas.

## Autres personnalités

### Domaine religieux
- Pape François (2013-2018) Présenté depuis son élection comme un pape normal (en référence à François Hollande, président "normal") qui veut réformer l'Église mais qui doit faire face aux dérives des cardinaux (il les sépare quand ils veulent s'embrasser, il brûle leurs revues "Têtu")[213][source insuffisante].
- Benoît XVI (2005-2013): Présente au départ comme quelqu'un qui, même pape, garde ses origines des Jeunesses hitlériennes dans sa manière de parler, il ne s'exprime dorénavant plus que dans un langage vaguement proche du latin (en référence aux catholiques intégristes qui considèrent que les messes se doivent d'être récitées dans cette langue). Canal+ a présenté ses excuses à la communauté catholique quand la rédaction l'a rebaptisé « Adolf II ». Depuis la levée de l'excommunication de son alter ego, la marionnette le représente comme un chef d'armée prêt à pardonner à des évêques intégristes et/ou négationnistes tant que ces derniers soient « dans l'armée du Seigneur ». Après le lancement de son premier "tweet", il obtient comme surnom dans un sketch "IPape".
- Le dalaï-lama : Toujours appelé « monsieur Lama » par PPD, il croit fermement que la France et tous les autres pays vont l'aider à obtenir l'indépendance du Tibet. Pas spécialement pacifique…
- Dieu : En général barbu en robe blanche, Il a été représenté aussi par le vide ou une autre fois par Zinédine Zidane. À la suite de la coupe du Monde 1998 ; Aimé Jacquet était venu Le voir dans les cieux, pour « prendre la relève » en le toisant sévèrement : « Je suis devenu champion du Monde ! Toi, tout ce que tu as su faire cet été, c'est noyer sept scouts ! »[148]. Il fait comprendre qu'il est de la politique de droite.
- Jean-Paul II (1988-2005): Représenté comme un fervent pourfendeur de l'usage du préservatif. À la fin de sa vie, il apparaît comme un homme tellement fatigué qu'on ne peut pas comprendre nettement ses dires. Les cardinaux Sylvestre s'efforcent de le maintenir en vie par tous les moyens. À sa mort, un cardinal Sylvestre le présente comme un grand PDG directeur de la Christ Company en adoptant une vision cynique sur l'interdiction du préservatif. Dans les dernières années de sa vie, un couinement se faisait entendre dès lors qu'il se déplaçait ; suggérant qu'il était monté sur roulettes pour se déplacer vu son faible état physique (ce stratagème a également été employé pour la marionnette de François Mitterrand, pour les mêmes motifs). À chacune de ses apparitions, il était accompagné d'un air de pipeau composé par Ennio Morricone provenant de la bande-originale de Mission[214].
- Jésus : indissociable de sa Croix.
- Mahomet : Représenté par un imberbe ou par un maghrébin typique.
- Jacques Gaillot
- Abbé Pierre : Caricaturé comme un vieillard aux pensées généreuses mais rude et borné, qui répète obstinément les expressions « tête de con, va !» et « mais t'est pas potible ! » avec vigueur et opiniâtreté, il est particulièrement malmené par Nicolas Sarkozy, qui inverse les rôles en l'accusant de démagogie et d'incompétence. Malgré sa mort, sa marionnette est toujours utilisée.
- Allah : représenté comme chauve et imberbe, il est moqué par Dieu et Yahweh sur ce point car : « représenter la sagesse sans barbe, c'est pas crédible » ou encore « qu'il aurait créé Kojak à son image ». La tournure du sketch suggère de façon fantaisiste que c'est son absence de pilosité faciale qui est à l'origine de l'interdiction coranique concernant sa représentation.

### Personnalités diverses
- Mauricette Acquaviva (2012) : Mère de Jean-Louis Borloo.
- Jeanne d'Arc (2012) : Elle se plaint d'avoir à entendre constamment les voix du Front national et de l'UMP.
- Sylviane Agacinski (1995 - 2002) : La philosophe, épouse de Lionel Jospin, est présentée comme quelqu'un qui s'exprime de manière peu compréhensible, avec des phrases alambiquées.
- Tristane Banon (2011) : Son visage est particulièrement juvénile. Elle éclate en sanglots dès qu'elle a la parole, tant elle apparaît bouleversée. Elle ne parvient pas à parler, malgré ses efforts. D'où son surnom : « Tristoune Banon ».
- Charles Baudelaire : Fugacement représenté lors d'un sketch où les substances illicites (dans son cas l’absinthe et l'opium) qu'il consommait de son vivant sont mises en corrélation avec sa force de création littéraire[196].
- Nicolas Bazire, Philippe Courroye, Thierry Gaubert, Frédéric Panchard et Bernard Squarcini (2011) : Ils sont en compétition entre eux et Brice Hortefeux pour savoir qui ira en prison en premier à cause de l'affaire Karachi
- Dominique Besnehard (2007 - 2009) : Représenté comme agent et véritable fan de Ségolène Royal qu'il chouchoutait tendrement. Il parle avec un fort chuintement.
- Joël Cantona (2009) : il a la même énonciation que son frère Éric Cantona.
- Florence Cassez (2013) : Jeune femme de caractère, à la peau drastiquement pâle.
- Claude Chirac : La fille de Jacques Chirac, gronde continuellement son père pour ses bêtises comme s'il était un enfant.
- Gilbert Collard : Montré comme un avocat « à la Cour, à la radio et à la télévision » se mêlant toujours d'étranges affaires et sortant de nulle part des enveloppes censées innocenter ses clients, il est en réalité totalement incompétent. La justice ayant condamné l'émission à lui verser deux euros symboliques, les Guignols l'ont qualifié par la suite d'« avocat à deux balles ».
- Jacques-Yves Cousteau
- Jacques Crozemarie : Ancien président de la lutte contre le cancer. Très près de ses sous.
- Régis Debray : Dialogue avec Bernard-Henri Lévy lors du Festival de Cannes 1999.
- Nafissatou Diallo
- Geneviève de Fontenay : Soutient Laurent Gbagbo pour les élections en Côte d'Ivoire[129].
- Jade Foret (2012): La fiancée d'Arnaud Lagardère est pleine d'admiration pour lui. Elle est appelée "ma grande frite" par celui-ci, "Grande parce que je suis grande et frite parce que je suis belge". Elle s'étonne d'apprendre que Lagardère est grand patron, chose qu'il semble ignorer lui aussi.
- Thierry Herzog
- Stéphane Hessel (2012) : Il intervient sur tous les sujets comme il le peut, en scandant « Indignez-vous ! » en référence à son livre éponyme. Lorsque PPD montre de la lassitude à l'entendre, il lui rétorque « un peu de respect jeune homme ! » Les Guignols font aussi mention à son grand âge en lui faisant dire par exemple qu'il a connu Charles de Gaulle lorsque ce dernier était lieutenant.
- Thomas Hollande (2012) : Apparu aux côtés de Jean Sarkozy[215].
- Jérôme Jaffré : Représentant des instituts de sondages, il apparaît surtout durant les campagnes présidentielles. De prime abord dépeint comme un dealer fournissant sa marchandise aux journalistes, il lui est constamment reproché le manque de précision des sondages qu'il fournit[67].
- Jérôme Kerviel : Ayant échangé sa condamnation avec celle de Jacques Chirac.
- Arno Klarsfeld : Représenté avec une chevelure abondante et noire qui lui cache les yeux. Montré comme une idole des jeunes, il circule sur des patins à roulettes et propose des plaidoiries en karaoké.
- Karl Lagerfeld (1997 -2011) : Se considérant comme un apôtre du bon goût, il ne tarit pas d'éloges sur ses créations et sur les mannequins qui les portent. Il est certain de détenir LA vérité esthétique pure et parfaite – la sienne, évidemment. Il s'exprime avec un vocabulaire familier, presque vulgaire, qui dénote nettement avec sa rigueur comportementale très stricte et rigoureuse. Ses mains ont de nombreuses bagues clinquantes. Il tient souvent un éventail noir à la main qu'il utilise davantage pour exprimer sa frustration lorsqu'il s'exprime que pour s'éventer. Il dénigre grandement l'Allemagne[216] concernant l'aspect culturel de son pays de naissance.
- Bernard-Henri Lévy : Reçoit souvent une tarte dans la figure à la suite de ses discours longs et pédants, hommages à ses nombreux entartages par Noël Godin. Il semble avoir conscience qu'il se fera entartrer tôt ou tard lors de ses interviews. Tous ceux qui emmettaient les mêmes propos recevait aussi une tarte (par exemple Michel Rocard étant partisan de BHL pendant la polémique d'un livre écrit durant les années 1990). Il s'entend parler plus qu'il ne dialogue. Il se félicite d'avoir mené la guerre en Libye et d'avoir sauvé le peuple libyen, et sort le récit de ce sauvetage qu'il considère héroïque un jour après la chute de Kadhafi.
- Michel Houellebecq : Constamment déprimé et incapable de parler de choses positives[217]
- Loana : Sa vie de people has-been est mise en parallèle avec celle de Rachida Dati lors d'un reportage de l'émission de Nikos Aliagas 50 Minutes Inside
- Jacques Mesrine (2008) : Montré comme très dangereux, violent et caractériel. En référence au film L'Instinct de mort, le concernant, où il ordonne de ne pas prononcer son patronyme MeSrine mais Mérine (donc sans la prononciation du "S"), il est moqué et présenté comme incapable de prononcer le moindre "S" dans ses dialogues. Sa diction est alors, naturellement, incompréhensible.
- Moundir : Le candidat de Koh-Lanta, systématiquement représenté avec un sac sur le dos, est toujours énervé et s'exprime uniquement par cris[218].
- Jean Roucas : Représenté par une chaussette mise sur un pied et portant lunettes.
- Françoise Sagan : Elle apparaît au début des années 1990 (les « mardis de Françoise Sagan »). Elle apparaît avec une diction rapide et éprise de bégaiements ; des sous-titres apparaissent lorsqu'elle prend la parole. Sa présence dans l'émission des Guignols avait conduit à un procès.
- Andrée Sarkozy (2008 - 2011) : Mère de Nicolas Sarkozy, essayant par tous les moyens de nuire à Nicolas et Jean Sarkozy dans sa demeure de Neuilly.
- Cécilia Sarkozy : Lorsqu'elle était la première dame de France, elle était présentée comme la "meilleure amie" de Rachida Dati, avec laquelle elle avait le même « bracelet d'amitié ».
- Pal Sarkozy (2010 - 2012) : il s'impose dans le journal de PPD, en répétant qu'il fait ce qu'il veut car son fils est « notre président ». Il escroque PPD en lui vendant d'horribles tableaux de Nicolas Sarkozy et de Carla Bruni ou un de ses livres qu'il avoue ne pas avoir écrit. Il utilise les mêmes types de phrases que son fils Nicolas (« tellement que »), et est tout autant attiré par l'argent.
- Jacques Séguéla : Guignolisé grâce à son slogan « La Force tranquille ».
- Haroun Tazieff
- Brigitte Terrien (2012) : Femme de Jean-Marc Ayrault.
- Jean-Pierre Treiber : Montré camouflé de manière très simple, se moque sans cesse de la police française.

## Personnages fictifs

### Personnages préexistants
- Altaïr Ibn La-Ahad : appelé uniquement « le tueur d’Assassin's Creed » qui ne rate jamais sa cible d'après Luigi.
- Ao: Parodié comme « Alain Olivier le dernier soldat français en Afghanistan », il se bat avec des armes préhistoriques et tente d'attaquer Ben Laden en lui jetant une hache de fortune.
- Astérix et Obélix. Représenté par les marionnettes de Christian Clavier et Gérard Depardieu, ils sont apparus à deux reprises, une fois lors de la sortie de l'album Astérix chez les Pictes où ils doivent affronter Zlatan Ibrahimović qui a zlatané les Pictes et les Belges (Obélix boira de la potion magique), puis durant les manifestations sur l'écotaxe en Bretagne, ou Obélix délocalisera sa production de menhirs en Roumanie.
- Bambi : apparait lors du Festival de Cannes 2006, présenter comme étant Bambi 2 il est à la recherche de sa mère, morte dans Bambi 1.
- Bip Bip.
- Mr Burns : présenté comme le directeur de la centrale nucléaire de Fukushima, dont il a laissé à Homer Simpson le soin de réparer les dégâts. Prétend que la centrale en bord de mer ne présente aucun danger car il « habite à 12 000 km ».
- Captain Iglo : utilisé pour un pastiche de publicité pour les bâtonnets de colin pané de marque Iglo, avant que la marionnette de Marine Le Pen ne fasse part de ses doutes concernant la véritable identité du personnage[219].
- Casimir : A servi de déguisement à Michael Jackson pour attirer des enfants.
- Le lieutenant Columbo imité par Daniel Herzog : À plusieurs reprises, il fait son enquête sur des personnalités aux réactions douteuses. Il a la particularité d'être très tenace et fait souvent des fausses sorties en partant puis revenant pour poser « une dernière question ». Il qualifie sa femme de « conne » car elle regarde trop la télévision et lit trop de journaux qualifiés de droitistes.
- Cetelem : Personnage possédant une grosse tête arrondie. Il est le nouveau président de la Grèce
- La Créature de Roswell
- Dark Vador : Qualifié de « Cloche de l'enfer », sa voix française est attribuée à Annie Girardot. On a pu voir un Dark Vador sans emploi obligé de doubler, en anglais, des films d'Annie Girardot, trop rares pour lui permettre de gagner sa vie, juste retour des choses entre Annie Girardot et Dark Vador dans l'univers de l'émission. Il a également été confronté aux leçons de morale de Jean-Louis des Petits Mouchoirs. Il confond Maître Yoda et Franck Ribéry à cause de leur mauvais vocabulaire.
- ET : durant le Festival de Cannes 2012, un faux prequel du film est présenté, où E.T. parle dans un bar extra-terrestre de sa rupture avec une certaine Isabelle, qui l'entrainera à venir se changer les idées sur Terre.
- Phileas Fogg et Jean Passepartout : utilisés pour se moquer des retards de la SNCF en les montrant comme ayant échoué à faire le tour du monde en 80 jours à cause des trains français.
- Capitaine Haddock : Représenté vêtu de son pull bleu marine, de sa barbe et de sa casquette, il accompagne Tintin et Milou à la recherche du Secret de la Licorne. À leur insu, Claude Guéant a placé tous les journalistes sur écoute et ainsi parvient avant eux à prendre possession du trésor convoité.
- Dr House, lors d'une parodie sur le manque de moyens dans les hôpitaux.
- Jean-Louis « le gars des huîtres des Petits Mouchoirs » (2011) : Apparaît dans des films connus, donnant la voie de la raison aux personnages et les invite finalement à ouvrir des huîtres. Il est représenté par la marionnette de l'ancien ministre de l'Économie Francis Mer.
- Hulk
- Indiana Jones.
- Iron Man : lors de l'enterrement de Margaret Thatcher, apparait comme étant son fils.
- Jean-Louis le gars des huîtres des Petits mouchoirs, attachant, empathique mais très moralisateur, il se permet même de faire la morale à des personnages fictionnaires comme le Terminator, Dark Vador, Jake Sully dans Avatar ou encore à des personnages réels comme Dominique Strauss-Kahn.
- Kermitterand, Black Jack et Marchie la cochonne: utilisés pour se moquer du Bébête Show, ces personnages commentaient l'actualité uniquement avec des jeux de mots.
- Lucky Luke à la recherche de Jolly Jumper après le scandale sur la viande de cheval
- Mario et Luigi (2011) : plombiers, ils sont chargés de réparer la centrale nucléaire de Fukushima à la façon d'un jeu vidéo. D'abord optimistes « on a tout eu donc une centrale nucléaire ça devrait aller », puis étant toujours dans la difficulté.
- Maître Shifu : Aide François Hollande à devenir un "Guerrier président" en essayant d'attraper des gâteaux le plus vite possible.
- Ronald McDonald : utilisé pour dénoncer la mondialisation ou dénoncer la « malbouffe ».
- Mickey Mouse : Il parodie « la maison de Mickey » avec Barack Obama.
- Milou (2011) : Accompagne son maître et le Capitaine Haddock.
- M. Indestructible.
- Les M&M's Rouge et Jaune, apparus dans un sketch faisant dire à Rouge qu'ils auraient de la concurrence. Ils se retrouvent face à leurs concurrents, François Hollande (en rouge) et Jean-Marc Ayrault (en jaune), se définissant comme les « mou and mou ». Rouge et Jaune se retrouvent à la fin menacés d'être mangés par ces derniers. Hollande rajoute « J'ai jamais pu résister aux M&Ms ».
- Nounours : Apparu dans une parodie de Bonne nuit les petits : Bonne nuit les centristes, ou il venait calmer François Bayrou et Philippe Douste-Blazy, ou Douste-Blazy disait a Bayrou qu'il n'est pas capable de battre son copain Chirac aux élections de 2002. Le sketch se finit sur Nounours couchant les centristes, et remontant sur le nuage en avouant au marchand de sable "avoir envie de savater la gueule a grand coups de pompes a ses couillons de centristes". Il réapparaît durant l'année 2003-2004, ou François Bayrou faisait a ses contradicteurs dans l'émission 100 minutes pour convaincre.
- Paul le poulpe : S'est fait dévorer par André-Pierre Gignac.
- Le Petit Prince : il demande à un soldat Sylvestre de lui dessiner un mouton. De guerre lasse, après avoir essuyé des refus de l'enfant d'avoir une autre occupation, l'adulte lui dessine… un char. Le soldat se plaint d'un niveau de culture qu'il considère inconséquent
- le Père Noël.
- Harry Potter (2002 - 2010) : abattu par l'armée américaine après avoir offert son balai magique à Ben Laden, passé à tabac par Arafat et Sharon alors qu'il vient leur proposer la paix, ou vaincu par « Brice Voldemort Hortefeux ». En mars 2013 il fait une réapparition pour féliciter Spanghero pour l'aide reçue pour fabriquer une potion contre Voldemort.
- Monsieur Propre.
- personnage représentant le virus du sida (1989 - ?) : apparaît à l'époque des Arènes de l'info comme un personnage se présentant comme « cool », muni de lunettes de soleil, mais néanmoins menaçant et meurtrier. Il apparaît ensuite de temps en temps pour évoquer le sujet du sida.
- Tintin (2011) : Accompagné de Milou et du Capitaine Haddock. Il est placé sur écoutes par Claude Guéant, à son insu. Le ministre peut ainsi accaparer le trésor si convoité du Secret de la Licorne.
- Terminator : envoyé du futur pour abattre Roselyne Bachelot qui n'aurait rien fait pour empêcher la Terre de se polluer. Utilise la marionnette d'Arnold Schwarzenegger.
- Rambo (2001 - 2013) : Dit toujours « Ouais, j'vais tous les buter, mon colonel ». Il a été engagé comme professeur grâce à ses qualités de guerre pour protéger les enfants des fusillades d'écoles.
- Scrat (2013) : Se fait voler son gland par Jean-François Copé.
- Luke Skywalker (2011) : réconcilié avec Dark Vador par Jean-Louis.
- Jack Sparrow (2011) : aide les Américains à jeter à l'eau le corps de Ben Laden, puis se fait voler son trésor par Jacques Chirac.
- Jake Sully et le Colonel Miles Quaritch (2011) : réconciliés par Jean-Louis. Le Na'vi réapparaît plusieurs fois par la suite, comme lors d'un « prequel » d'Avatar où il est en fait un acteur français bleu qui ne trouve pas de rôle dans le cinéma hexagonal à cause de son physique particulier.
- WALL-E.
- Zorro (2006)

### Personnages créés pour l'émission des Guignols
- Denis Chalandier (2001 - 2008) : jeune journaliste d'I>Télé ; très appliqué malgré sa relative naïveté, il est accompagné par le cadreur Michel Lecomte, dont on ne voit jamais le visage, et qui commente l'interview avec un certain franc-parler. Joué par Luq Hamet (qui prête sa voix à la marionnette) à l'occasion de la soirée des 20 ans.
- Monsieur Sylvestre (1988 - 2018) : à l'origine caricature de Sylvester Stallone.

- Gontran Mastinguet de Rocheville : stéréotype du patron égoïste et vaniteux, qui n'hésite pas à sacrifier ses employés pour le bon fonctionnement de son entreprise, il apparaît souvent en compagnie de Laurence Parisot.
- Certaines marionnettes représentant des enfants sont d'anciennes effigies des Minikeums, également créées par Alain Duverne.
- Les jeunes, Mouloud, Jean-Luc et Farid, trois adolescents issus d'un milieu populaire. Ils passent leur temps à s'insulter et à se disputer. Ils sont souvent invités sur le plateau du journal afin de discuter de l'actualité avec des hommes politiques, tel qu'Édouard Balladur qui appelle la sécurité dès qu'un des jeunes le salue. Lorsque Jacques Toubon était ministre de la Culture, il était souvent montré en présence des jeunes qu'il cherchait à « éduquer », ces derniers l'appelant toujours monsieur « bouffon ».
- Richard Nobyl (1988-1990) : homme atteint de malformations physiques dues à la catastrophe de Tchernobyl, apparaissant à l'occasion de sketchs sur l'écologie.
- Michel Philibert : directeur de l'agence de la Société générale du 8e arrondissement de Paris, banquier de PPD.
- Guy Golo : humoriste pas très doué ; il parodie la nouvelle vague d'humoristes au succès très éphémère portés uniquement par les médias.
- Les « Tinois » : ils représentent les dirigeants chinois cherchant à dominer l'économie mondiale et à exploiter les citoyens occidentaux, assouvissant par là-même une certaine vengeance vis-à-vis de l'Occident. On les a vus imposer leur loi en Espagne et aux États-Unis notamment, où ils font peur à Barack Obama. Ils ont notamment un fort accent chinois : « Bondour, on est les Tinois ! »
- Zaza : hyène qui accompagne régulièrement Marc-Olivier Fogiel et rit à ses blagues.